# Église Saint-Martin d'Herblay
L'église Saint-Martin est une église catholique paroissiale située à Herblay-sur-Seine, en France. Elle a été édifiée à partir de la seconde moitié du XIIe siècle dans le style gothique. Le transept est la partie la plus ancienne. La nef, assez longue, est un peu plus récente, et peut être datée de la fin du XIIe siècle ou du début du XIIIe siècle. Ses bas-côtés ont toutefois été rebâtis à l'époque moderne, et perdu leur intérêt. L'élégant clocher central, dont les baies sont flanquées de multiples colonnettes, est certes la partie la plus emblématique de l'édifice gothique. Entre 1500 et 1535 environ, son chœur a été remplacé par un vaste complexe de style gothique flamboyant, qui comporte trois travées, se terminant par un chevet à pans coupés, et deux collatéraux, également à pans coupés. Son architecture est soignée, et l'on y trouve toujours cinq verrières de style Renaissance, qui datent des années 1537-1540, et ont été restaurées vers 1881. Elles font le principal attrait de l'église. Elle a été inscrite monument historique par arrêté du 6 juillet 1925. Les messes dominicales y sont célébrées chaque dimanche à 9h30 et 11h.

## Localisation
L'église Saint-Martin se situe en France, en région Île-de-France et dans le département français du Val-d'Oise, près de la rive droite de la Seine, sur la commune d'Herblay-sur-Seine, en bordure de la ville, rue Jean XXIII. Cette rue se termine sur le parvis de l'église, en cul-de-sac. La Seine coule à une centaine de mètres en contrebas de l'église, au sud. Les rives de la Seine connaissent des coteaux pentus à cet endroit, et la différence de niveau est de 27 m environ : le niveau de la Seine est à 25 m au-dessus du niveau de la mer, et l'église est bâtie sur une terrasse à une altitude de 57 m. Le centre-ville se situe à une certaine distance, au nord-est ; autour de l'église, l'on trouve un habitat épars. La façade occidentale donne sur le parvis, qui est délimité par le cimetière à l'ouest et au sud. Le parvis, ainsi que le terrain engazonné au sud et au chevet de l'église est l'ancien cimetière. Le chemin des côtes de La Frette, parcourable uniquement à pied, part vers l'est. Au nord, le presbytère est contigu à l'église.

## Historique

### L'histoire de la paroisse

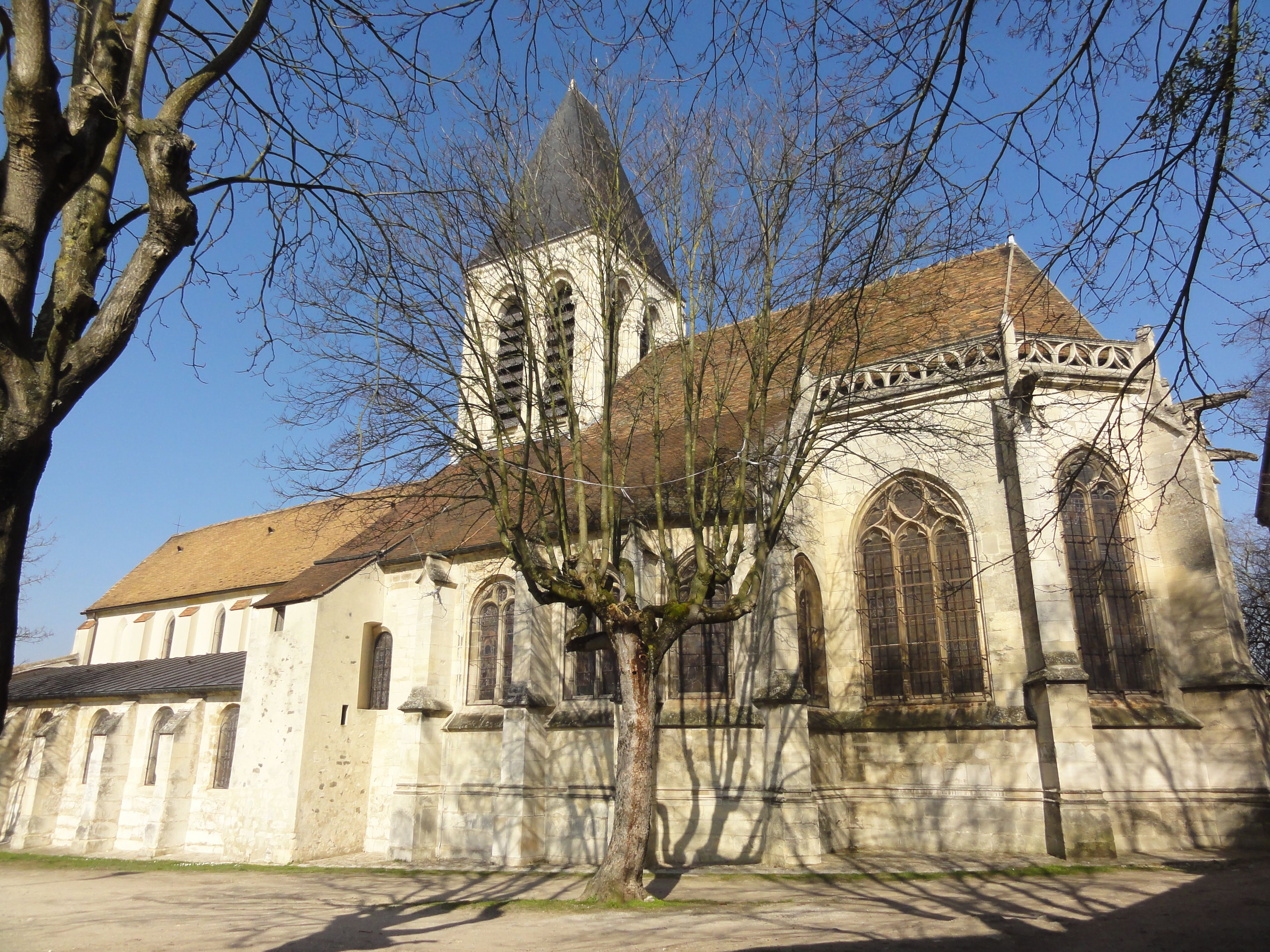
Vue depuis le sud-est.

Les origines de la paroisse se perdent dans le temps. Des sondages et fouilles archéologiques entrepris entre 1967 et 1971 devant le bas-côté sud et dans l'abside ont mis au jour des sarcophages en pierre de l'époque mérovingienne, avec des stèles gravées ou sculptées de rouelles ou de croix inscrites dans des cercles, et du mobilier funéraire permettant une datation du VIe ou du VIIe siècle. Une présence chrétienne à cette époque ne fait donc aucun doute, et l'existence d'un sanctuaire est plus que probable. Sous l'Ancien Régime, Herblay relève du doyenné de Montmorency, de l'archidiaconé de Paris et du diocèse de Paris. Le collateur de la cure est l'évêque de Paris, ce qui donne à penser qu'Herblay fait partie des paroisses primitives du diocèse. À partir du XIIIe siècle, les principaux décimateurs sont l'abbaye de Saint-Denis et le chapitre de la cathédrale Notre-Dame de Paris. Il y a trois seigneurs à Herblay, qui détiennent tous la haute, moyenne et basse justice sur leurs terres. Pour l'église, le seul seigneur est le chapitre de Notre-Dame, qui tient ses terres de saint Louis. Le conseil de fabrique ne dispose que de faibles revenus. Ils sont tirés des prés communaux, qui sont donnés aux habitants en 1682, ce qui prive la fabrique de la plupart de ses ressources. Contrairement à la règle, l'entretien du transept et donc du clocher sont à la charge de la fabrique et des habitants, en vertu d'un arrêt du Grand Conseil obtenu par l'abbaye de Saint-Denis. En effet, le chœur est si profond que l'on ne peut considérer le transept comme faisant partie du chœur liturgique, qui est à la charge des gros décimateurs. Les habitants doivent donc se cotiser pour assurer l'entretien de la nef, des bas-côtés et du transept, et effectuer les réparations nécessaires,.
Plusieurs fondations de chapelles ont lieu en l'église Saint-Martin au fil des siècles. Guillaume de Barois, mort en 1333, fonde un autel de Notre-Dame, au fond du bas-côté nord, et y attache un bénéfice permettant la lecture de deux messes par semaine. Il instaure également la sonnerie du couvre-feu, dit localement pardon du soir. Le donateur est enterré face à l'autel. Son fils Étienne, doyen de Saint-Omer et confesseur du roi Jean II le Bon, mort le 30 octobre 1351, est le fondateur de l'autel de Sainte-Catherine, dans le bas-côté sud. Les revenus proviennent de parcelles de la forêt de Saint-Germain-en-Laye et de la forêt Saint-James, près de Marly-le-Roi. Ils sont assez considérables. La présentation à la chapellenie appartient à ses exécuteurs testamentaires, c'est-à-dire, ses héritiers. Ils font partie de la famille de Beauvais. En l'absence de membres de cette famille dans la paroisse ou le diocèse, l'évêque de Paris, Pierre d'Orgemont, réunit les deux bénéfices fondés par le père et son fils. Sous le règne de Henri IV, les deux parcelles de forêt sont rattachées au domaine royal. En contrepartie, le chapelain touche les profits du marché de Montlhéry, qui portent sur 4 500 livres par an, tous frais déduits. Le pouillé de 1648 renseigne que la collation a échoué à l'évêque de Paris, par l'intermédiaire d'une sentence des Requêtes du Palais. Les chapelains sont souvent des natifs d'Herblay. Parfois c'est le curé qui est nommé chapelain, dont Simon Macaire, curé d'Herblay en 1562. Le plus illustre chapelain est Mgr Victor-Augustin Méliand, évêque de Gap de 1679 à 1692.
Sous la Révolution française, une assemblée générale des habitants se tient en l'église en date du 24 janvier 1790, et élit la première municipalité. paroisse est rattachée au nouveau diocèse de Versailles, qui correspond exactement au territoire du département de Seine-et-Oise. Les événements concernant la vie religieuse ne sont pas relatés par Barat et al.. Le 14 frimaire an V (1797), le presbytère est vendu à Nicolas Lorfèvre. En 1819, ses héritiers le revendent à la commune. Le Concordat de 1801 pérennise la liberté du culte, mais dans un premier temps, une seule paroisse est autorisée par canton. Les autres paroisses sont officiellement des succursales. Par ordonnance royale du 30 janvier 1828, Herblay redevient une paroisse titulaire. — Dans le contexte de la refonte des départements d'Île-de-France, le nouveau diocèse de Pontoise est érigé en 1966, et Herblay en fait partie à l'instar de toutes les autres paroisses du département. Le diocèse de Paris se limite désormais à la seule ville de Paris. La paroisse dispose aujourd'hui d'un second lieu de culte, à savoir la chapelle Saint-Vincent de Paul, 40bis rue du général de Gaulle, réaménagée en 1965. Ancienne chapelle de la maison de retraite des sœurs de saint Vincent de Paul, elle est à l'usage exclusif de la paroisse depuis la fermeture de la maison de retraite en 1978. Toutes les messes de semaine sont célébrées dans la chapelle, ainsi que la messe dominicale anticipée du samedi soir. L'église Saint-Martin accueille notamment la messe principale du dimanche à 10 h 30, et les célébrations particulières. Du fait de l'importance de la ville d'Herblay, il n'y a pas eu de fusion avec une paroisse voisine.

### Les curés d'Herblay
Les curés d'Herblay sont connus depuis le XVIe siècle, avec quelques lacunes pour les premières décennies. La liste des curés a été établie par l'abbé Williaume à la fin du XIXe siècle.

### L'histoire de l'église
Les rares documents d'archives conservés du Moyen Âge ne renseignent pas sur la construction de l'église actuelle, et l'analyse archéologique est la seule approche pour établir la datation de ses parties les plus anciennes. Pour l'époque moderne, l'on dispose de suffisamment de données pour énoncer des dates assez exactes. Contrairement à ce qu'avancent Adam et al., aucun élément visible en élévation ne peut être rattaché à la période romane. Les parties les plus anciennes de l'église actuelle sont la base du clocher et le transept, qui sont de style gothique primitif, et remontent à la seconde moitié du XIIe siècle. La nef est un peu plus jeune, et devrait dater de la fin du XIIe, ou du début du XIIIe siècle. Ses bas-côtés sont modernes, et la nef elle-même a connu une profonde transformation en 1869 (voir ci-dessous). Jusque là, la nef n'est pas voûtée. Vers le milieu du XVIIIe siècle, l'abbé Lebeuf peut encore y admirer des peintures murales de tout premier intérêt, qui sont déjà un peu effacées à l'époque. Dans des cadres de six pieds de haut, sont figurés les effigies de quelques rois, reines, prêtres et prophètes de l'Ancien Testament, dont la reine de Saba ou la reine Pédauque. L'historien explique ces fresques par l'impossibilité de placer leurs statues au portail, comme le voulut l'usage de l'époque. Le portail affiche le style rayonnant tardif du XIVe siècle. Les voyageurs à cheval avaient coutume d'y clouer des fers à cheval, afin d'obtenir l'intercession de saint Martin pour être préservé d'accidents, ou pour lui remercier au retour d'un voyage,,.

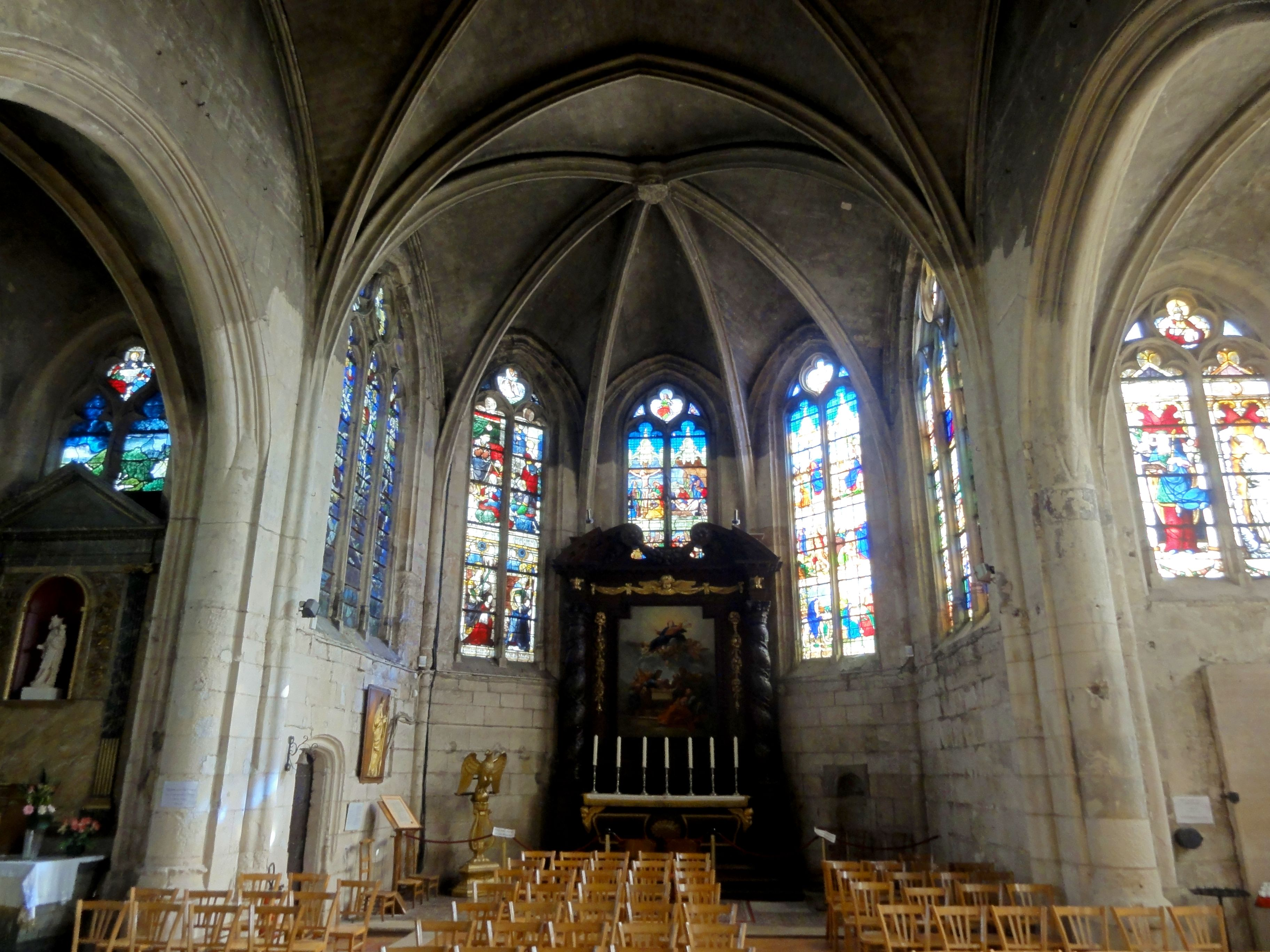
Chœur, vue vers l'est.

Vers 1500, commence le chantier du nouveau chœur, qui est de style flamboyant. Les habitants paient aux ouvriers un salaire de deux sols par jour. Mathieu de Beauvais prête de l'argent aux habitants afin de pouvoir terminer les travaux. Il ne faut pas se fier au millésime de 1534 gravé dans la « première pierre », posée à titre symbolique par Mgr Charles-Antoine de Vesc, évêque de Valence. Le même prélat procède à la consécration de l'église deux ou trois ans après. De magnifiques vitraux Renaissance sont montés vers 1540. Le bas-côté nord est reconstruit à la fin du XVIe ou au XVIIe siècle, et le bas-côté sud, dit la nef des hommes, est élargi en 1701, sous la direction du célèbre architecte dom François Romain, religieux Jacobin. Sous la Révolution française, trois parmi les quatre cloches doivent être descendues et envoyées à la fonte pour en faire des canons. L'unique cloche ancienne est refondue en 1815 pour faire deux nouvelles. En 1866, le clocher menace ruine. Il est consolidé et doté d'une nouvelle couverture à l'initiative du maire, Jean Leclaire, et de l'abbé Chapelain. Une souscription publique permet de financer l'opération. En 1869, le conseil de fabrique prend l'initiative de faire voûter d'ogives la nef et les bas-côtés, afin de leur donner une apparence plus imposante. L'architecte communal, M. de La Chardonnière, est chargé de la direction de ces travaux. Quelques années plus tard, Pierre-Jules Soufflot (1793-1893, petit-neveu de Jacques-Germain Soufflot), donne de l'argent pour refaire à neuf les verrières endommagées au sud du chœur, et restaurer les autres. En 1887, l'abbé Wuillaume fait remplacer les carreaux usés par un dallage de mosaïque. C'est probablement lui qui fait redresser les pierres tombales les mieux conservées contre les murs. En 1899, l'organiste, Émile Boulommier offre deux cloches supplémentaires,. L'église est inscrite monument historique par arrêté du 6 juillet 1925. La sonnerie est électrifiée en 1930.

## Description

### Aperçu général

Plan de l'église.

Régulièrement orientée, l'église répond à un plan cruciforme symétrique, et se compose d'un porche devant le portail occidental ; d'une nef de six travées accompagnée de deux bas-côtés ; d'un transept non débordant, dont la croisée sert de base au clocher ; d'un chœur de trois travées, dont une courte travée trapézoïdale, une travée carrée et une abside à pans coupés ; de deux collatéraux du chœur se terminant par un chevet plat au niveau du début de l'abside ; et d'une sacristie devant le mur septentrional de l'abside. L'ensemble de l'église est voûté d'ogives. L'accès se fait par le portail occidental, par le petit portail latéral du bas-côté nord, accessible depuis la cour du presbytère, ou par la sacristie. La nef et le chœur sont munis de toitures à deux rampants, avec pignon à l'ouest, et les bas-côtés et collatéraux sont recouverts de toits en appentis.

### Intérieur

#### Nef

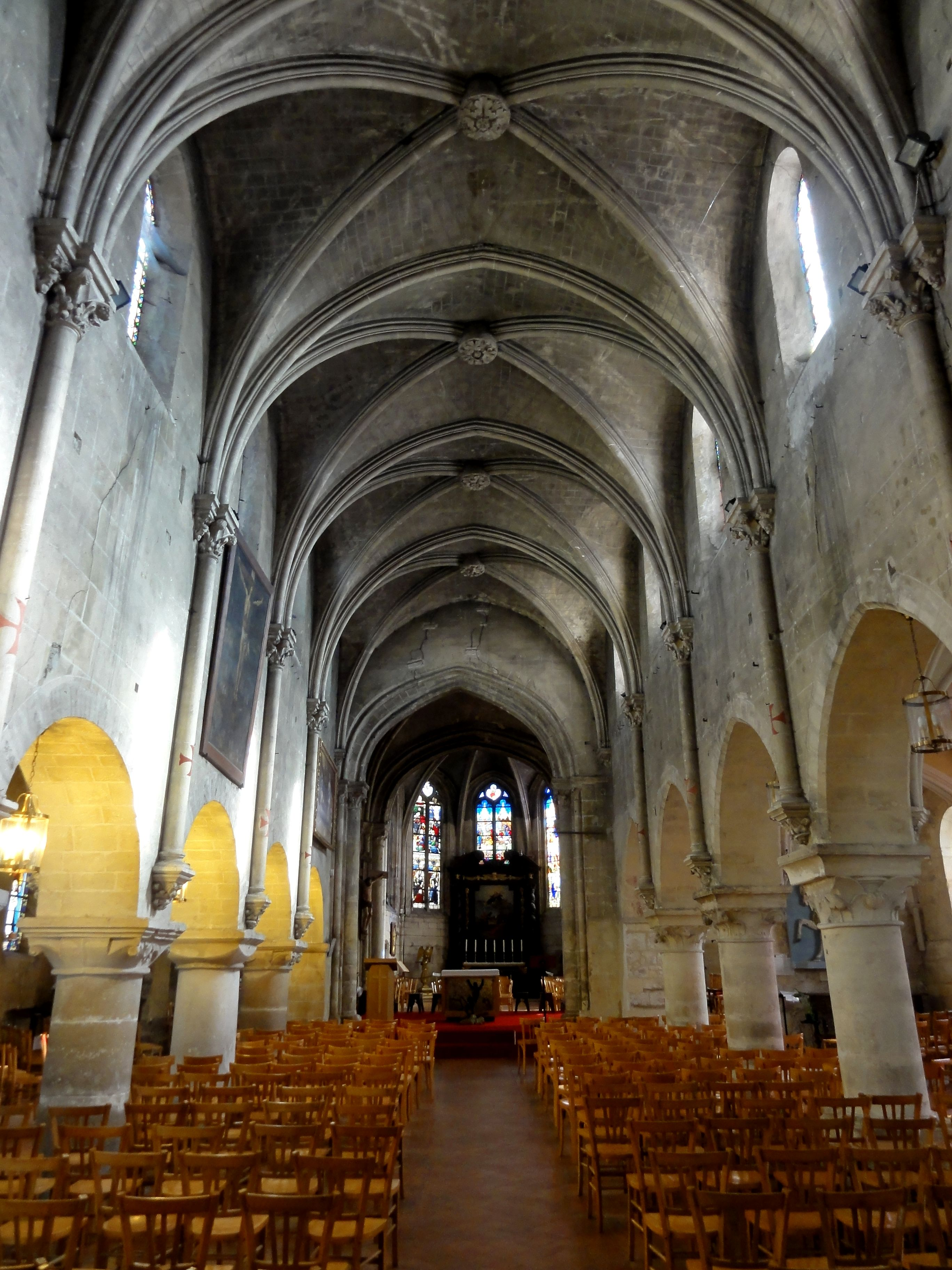
Nef, vue vers l'est.

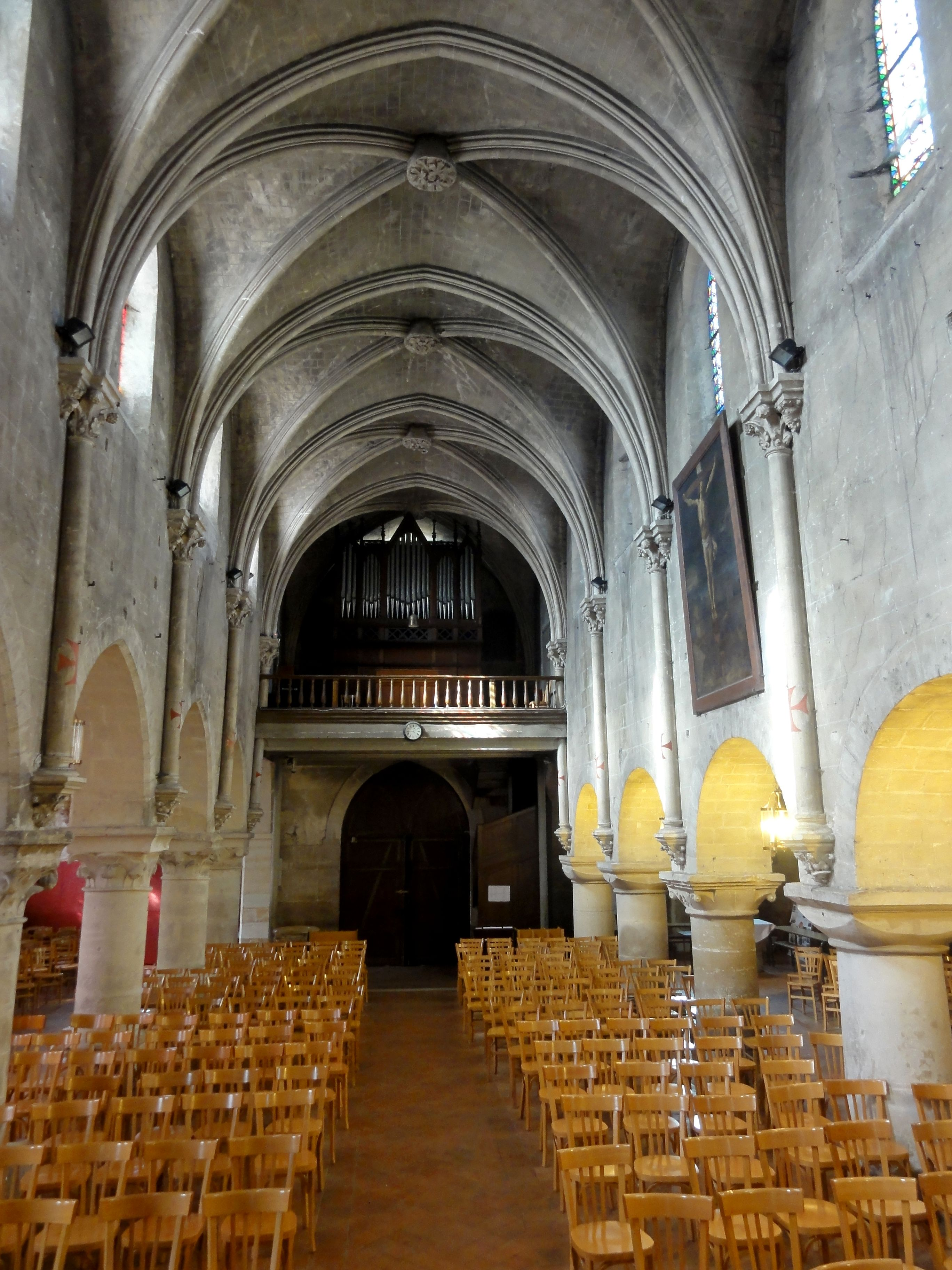
Nef, vue vers l'ouest.

Avec six travées, la nef est assez longue. Elle bénéficie d'un éclairage direct par des fenêtres hautes dans l'axe des grandes arcades, sauf dans la première travée, dont les baies ont été bouchées. Les fenêtres du versant septentrional sont restées inchangées depuis la construction. Ce sont des lancettes simples en arc brisé, avec un fort ébrasement. Les fenêtres du versant méridional ont été repercées et agrandies à l'époque moderne. Des murs hauts aveugles séparent les fenêtres des grandes arcades. Les peintures murales évoquées par l'abbé Lebeuf ont disparu sous des couches de badigeons et un décor en faux-appareil. Leur existence ancienne donne à penser qu'il n'y avait pas de galeries ouvertes sur combles. L'on note que les grandes arcades ne sont pas identiques au nord et au sud, pas plus que les fenêtres. Contrairement à celles-ci, ce sont les arcades du sud qui restent inchangées depuis la construction. Elles sont en arc brisé et non moulurées, mais simplement chanfreinées. Cette caractéristique, ainsi que les fenêtres sans remplage, indiquent la relative ancienneté de la nef. Les grandes arcades du sud sont aujourd'hui en plein cintre et même pas chanfreinées. Elles sont susceptibles d'avoir été reprises en sous-œuvre, probablement lors de la reconstruction du bas-côté nord, à la fin du XVIe ou au XVIIe siècle. Au début et à la fin, les grandes arcades retombent sur des impostes. Sinon, elles retombent sur les tailloirs carrés de gros chapiteaux, qui sont portés par des piliers monocylindriques appareillés en tambour. Les profils ne sont pas homogènes au nord, et les corbeilles sont étrangement basses.
L'abbé Lebeuf écrit que « les chapiteaux des piliers sont tous composés de pièces de la fantaisie des sculpteurs ». Il convient d'exclure trois chapiteaux au nord, qui sont seulement épannelés. Le deuxième arbore des volutes d'angle et un monstre à deux corps sur la face centrale. Le cinquième présente des crochets aux angles ainsi qu'une tête de lion et un monstre, et des végétaux stylisés au milieu des faces. Les proportions des corbeilles et la facture de la sculpture évoquent des pastiches, mais aux dires de l'abbé Lebeuf, ils doivent être assez anciens. En effet, la flore gothique des chapiteaux du sud est relativement conventionnelle et la forme des corbeilles est habituelle. Le premier chapiteau a été refait lors d'une restauration ; les quatre autres devraient être authentiques. En ce qui concerne les voûtes, elles n'imitent pas du tout le style du chœur, contrairement à ce qu'affirment Barat et al., mais le style gothique primitif qui correspond à la nef. La retombée sur des culs-de-lampe n'est toutefois pas à l'usage dans les nefs à piliers monocylindriques, mais puisque l'assiette des chapiteaux ne suffit pas pour recevoir des faisceaux de colonnettes, l'architecte n'avait pas d'autre solution. Il a pris le parti original de faire retomber les ogives sur des culs-de-lampe implantés en hauteur, et les arcs-doubleaux sur des colonnettes à chapiteaux, qui reposent sur des culs-de-lampe au niveau des grandes arcades. Le voûtement a diminué la hauteur de la nef, dont les tailloirs des grandes arcades du sud prouvent que son voûtement n'avait jamais été prévu, comme à Cormeilles-en-Parisis. Initialement le plafond lambrissé imitant une voûte en berceau devait s'inscrire dans la charpente, et se situer donc au-dessus du sommet des murs gouttereaux. Néanmoins, la nef est toujours plus élevée que la croisée du transept et est désaxée vers le sud par rapport à celle-ci.

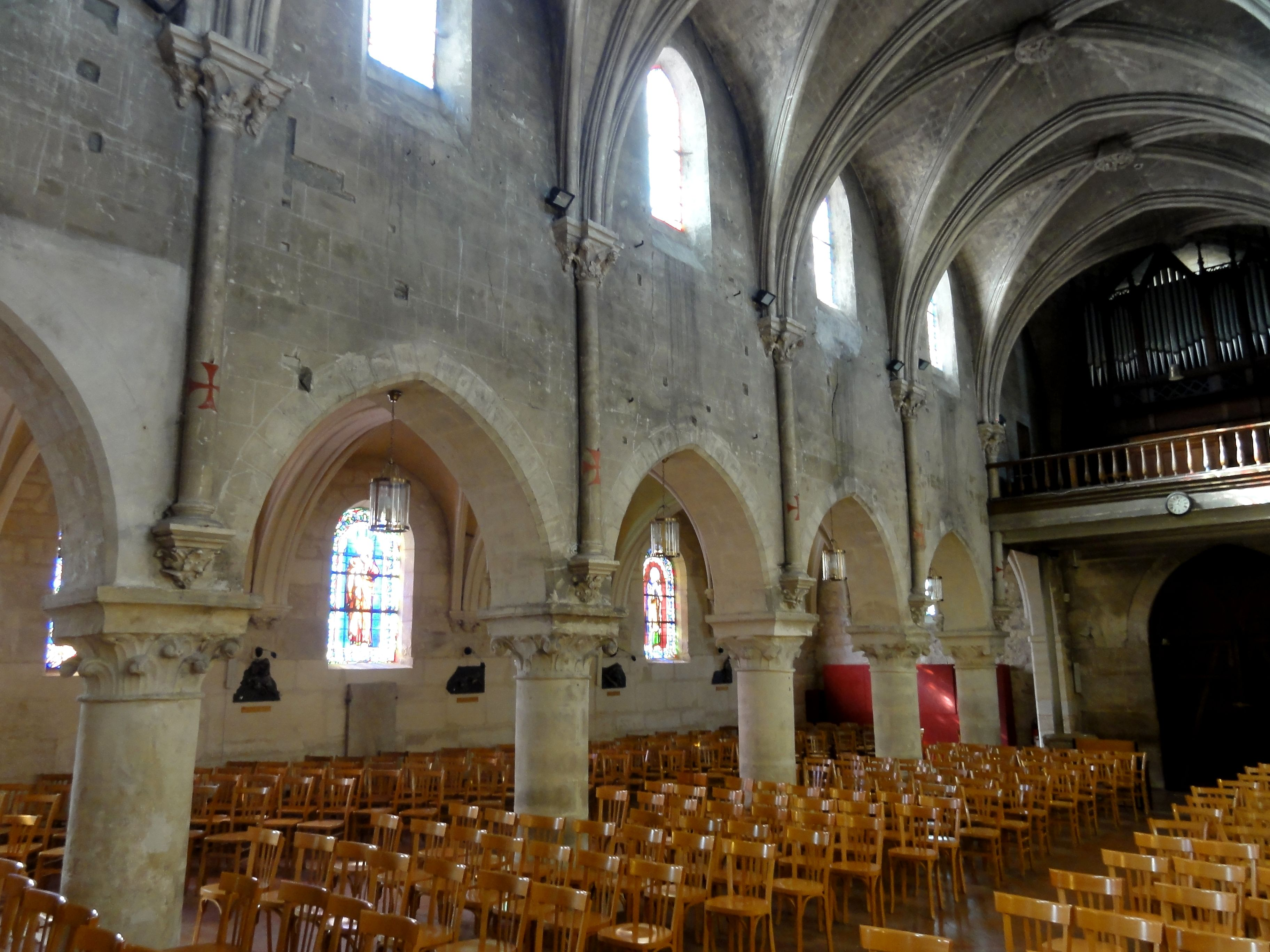
Élévation sud.
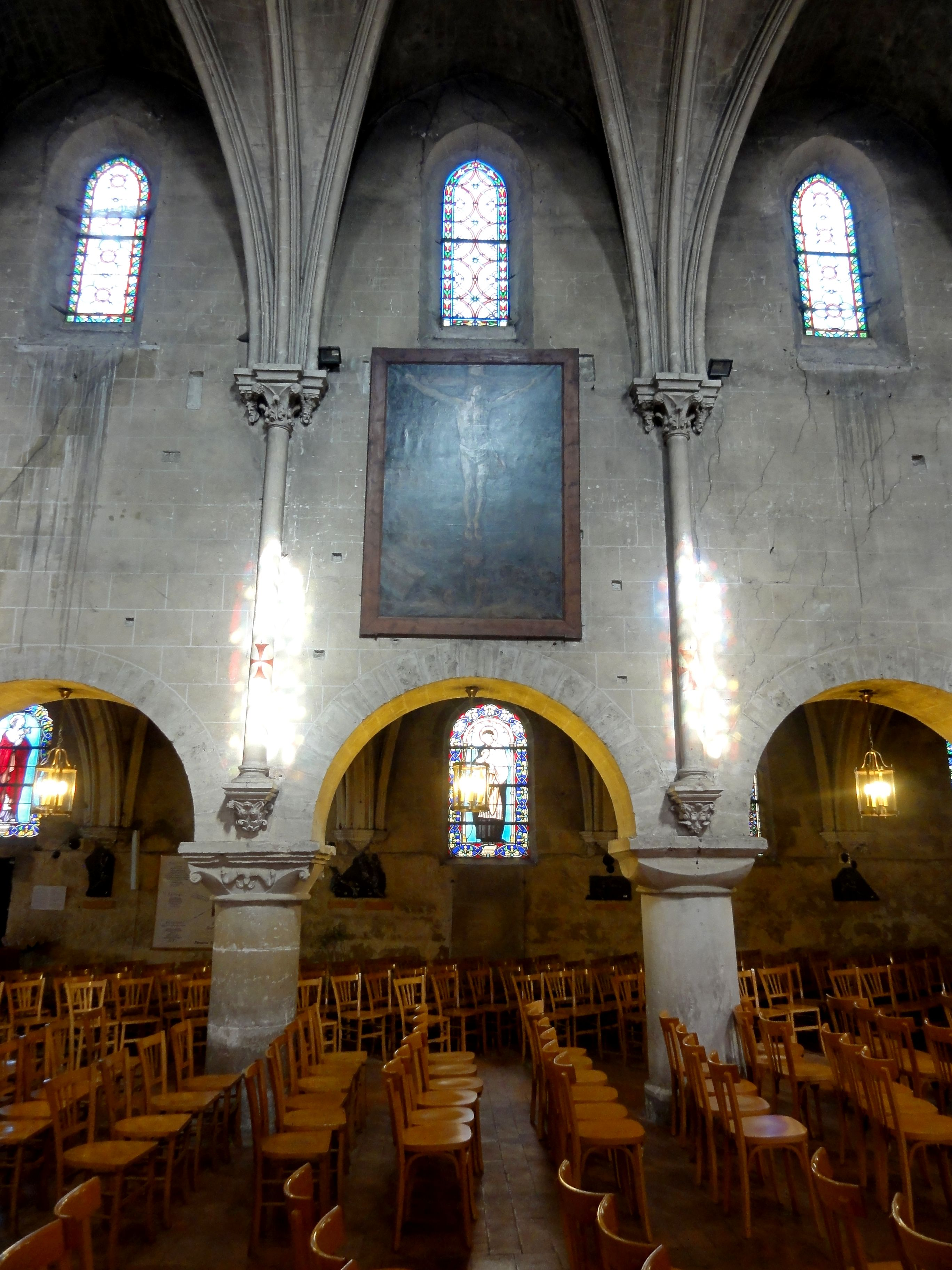
Élévation nord.
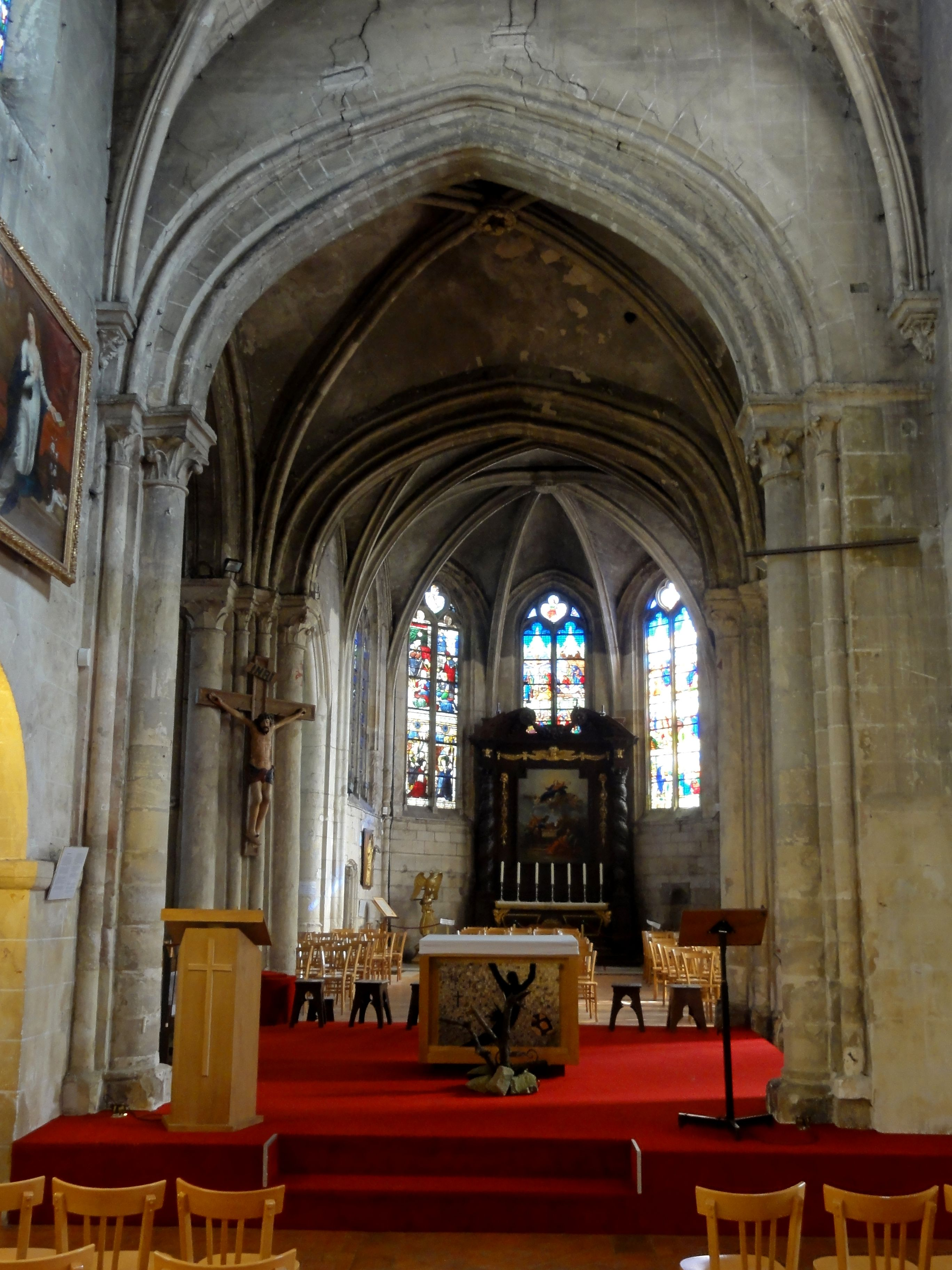
Vue vers la croisée.
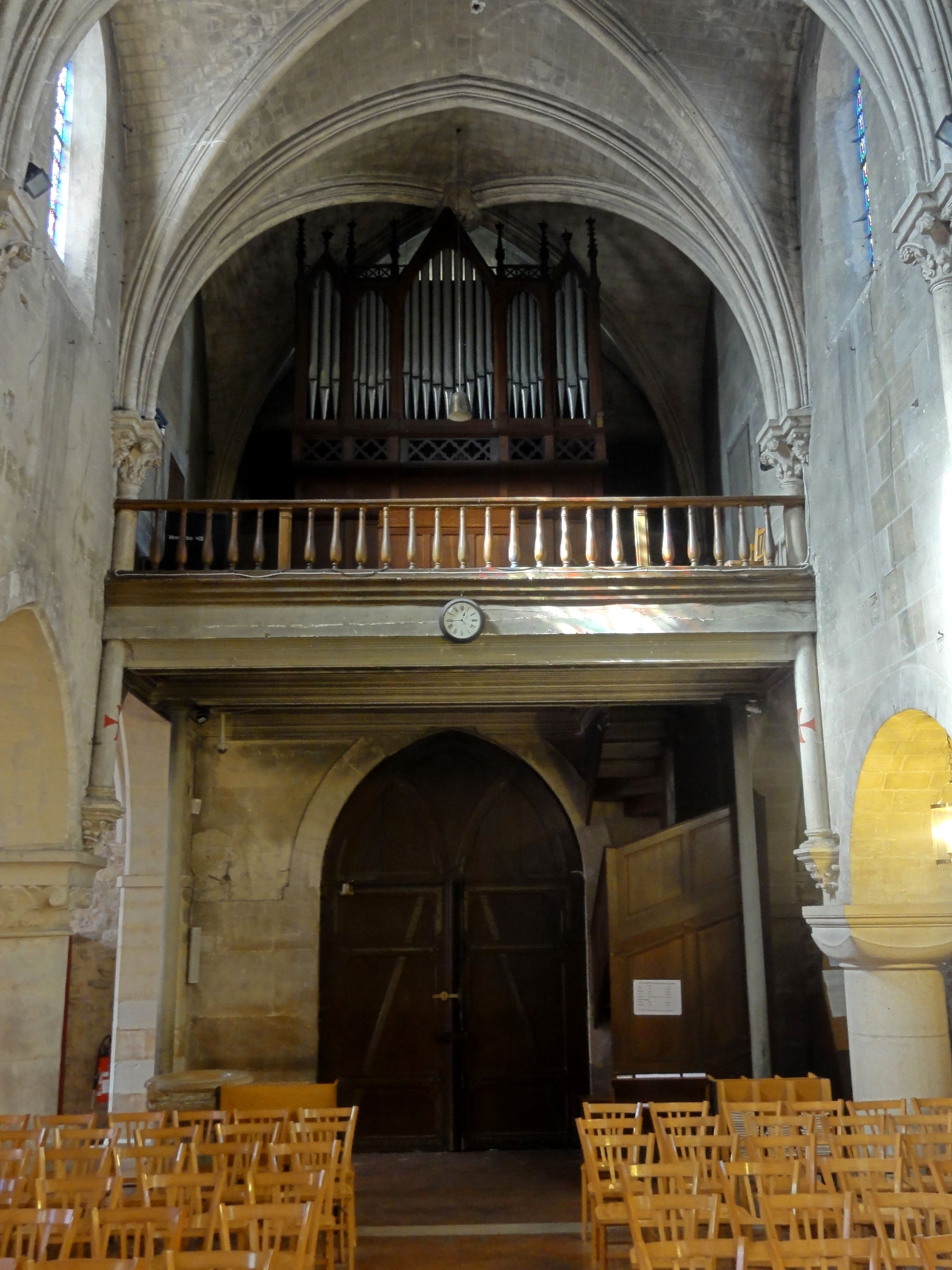
Extrémité occidentale.
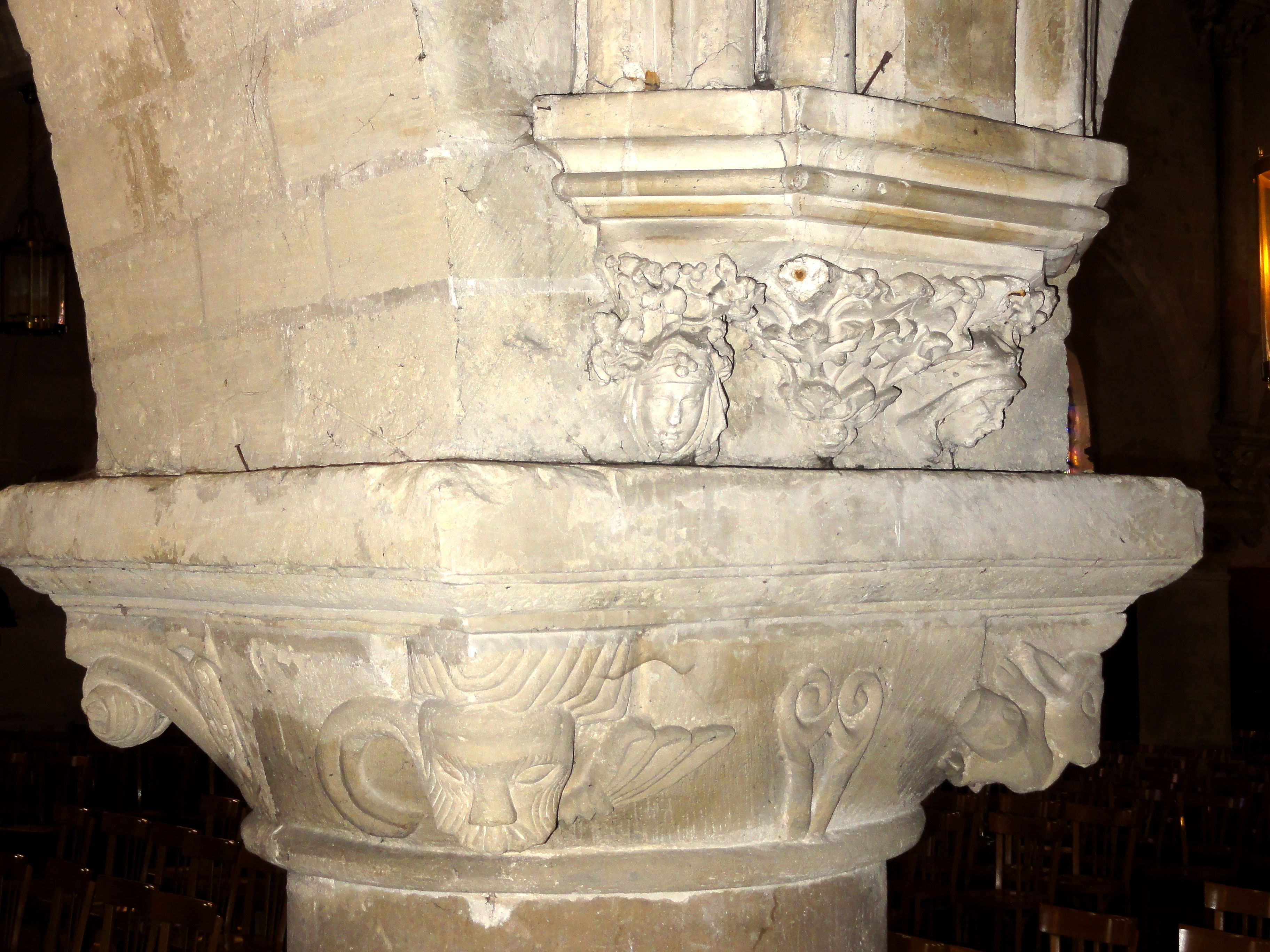
5e chapiteau du nord.
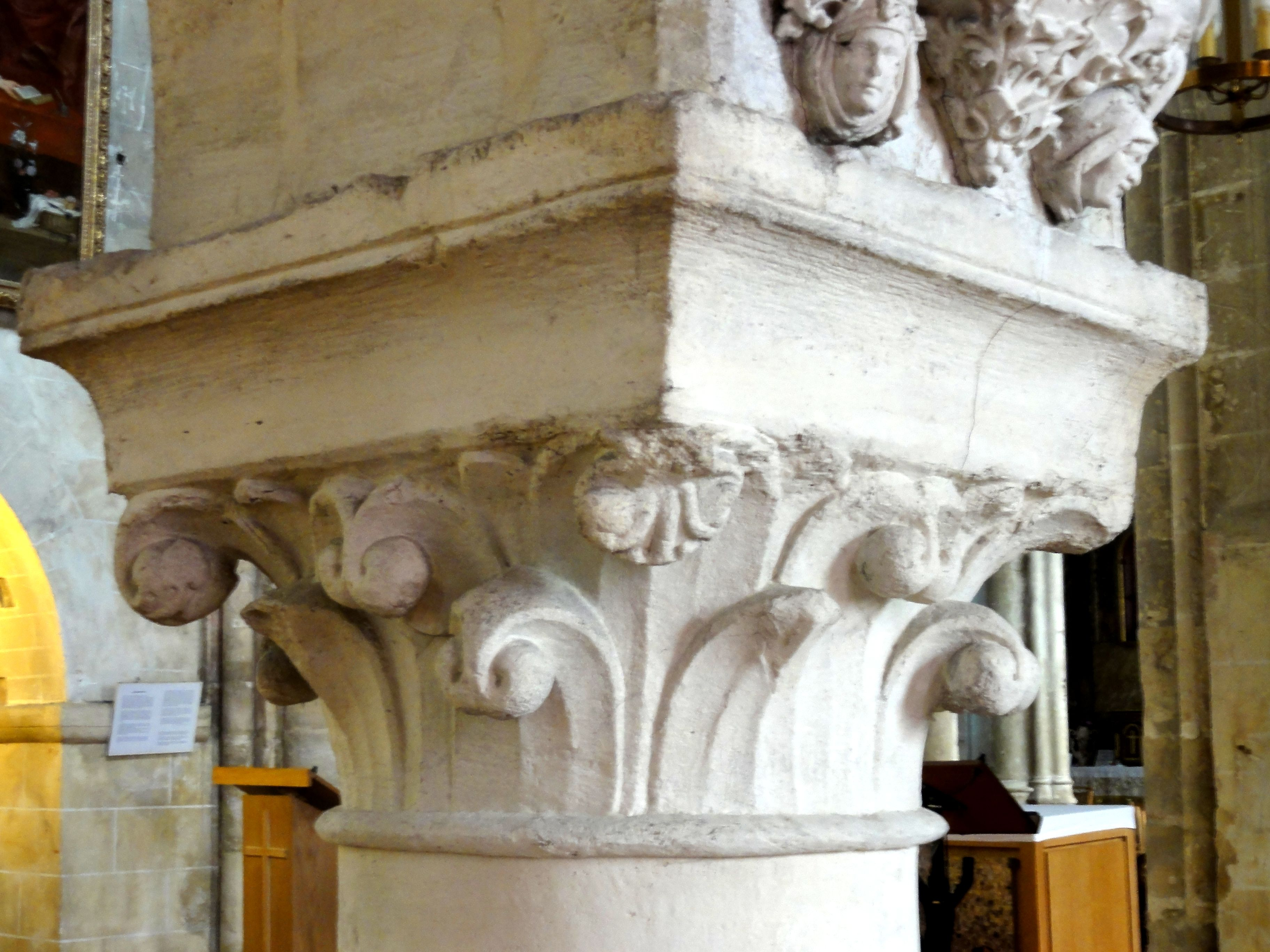
5e chapiteau du sud.

#### Bas-côtés

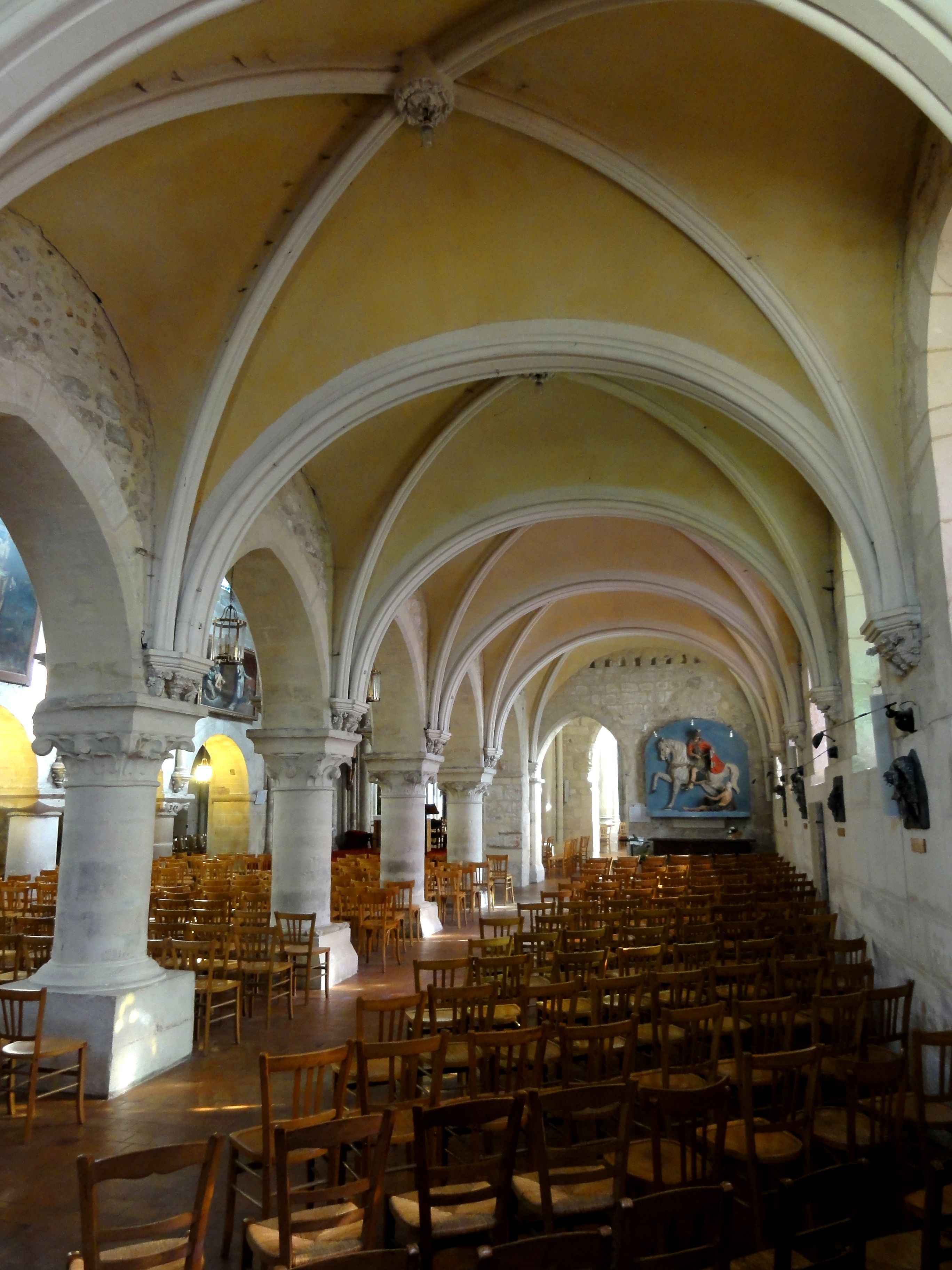
Bas-côté sud, vue vers l'est.

Les bas-côtés sont assez larges, et contribuent largement à augmenter la capacité d'accueil de l'église. Les deux bas-côtés sont plus élevés que les grandes arcades, mais portent néanmoins bien leur nom. L'appareil en petits moellons irréguliers des murs gouttereaux de la nef y est bien visible, et traduit les contraintes d'économie qui ont également dû motiver le renoncement au voûtement d'ogives à l'origine. Cet appareil est destiné à être enduit, et le décor en faux-appareil de la nef n'est donc pas contraire à l'esprit de son architecture. On peut bien voir les bases et socles des piliers des grandes arcades, et regarder de près les chapiteaux. Dans le bas-côté nord, la base du troisième pilier affleure le sol, ce qui implique que le socle est noyé dans le sol. Celui-ci a donc été exhaussé, et initialement, la nef devait donc être plus élancée, et les piliers paraître moins courts. La base signalée est moulurée d'un petit et d'un grand tore aplati. C'est la seule qui devrait subsister l'origine. Celles du premier, du second et du cinquième pilier sont placées sur des socles, et flanquées de griffes ; elles devraient être contemporaines de la reconstruction du bas-côté. La base du quatrième pilier est sommairement taillée, et son socle n'est pas visible, ce qui donne à penser qu'elle a été reprise à une époque reculée. Dans le bas-côté sud, toutes les bases sont flanquées de griffes et montées sur des socles élevés, qui ne sont que des blocs cubiques sans aucune mouluration, et issus d'une restauration moderne. Les élévations latérales des bas-côtés sont entièrement modernes, et n'offrent rien d'intéressant, de même que les murs occidentaux. À l'ouest, d'étroites arcades en tiers-point établissent la liaison avec les croisillons, et retombent sur des impostes. L'étroitesse des arcades ne peut se justifier que par la nécessité de consolider les croisillons, qui sont beaucoup plus larges, tout comme les bas-côtés. La disposition supprime la visibilité du sanctuaire depuis les bas-côtés. Comme déjà signalé, les voûtes sont toutes du XIXe siècle. La largeur des bas-côtés a imposé un tracé en cintre surbaissé, qui est fréquent à la période flamboyante, mais inusité à la première période gothique, que le profil imite. Les têtes humaines figurant sur les culs-de-lampe ne correspondent pas non plus à l'époque envisagée.

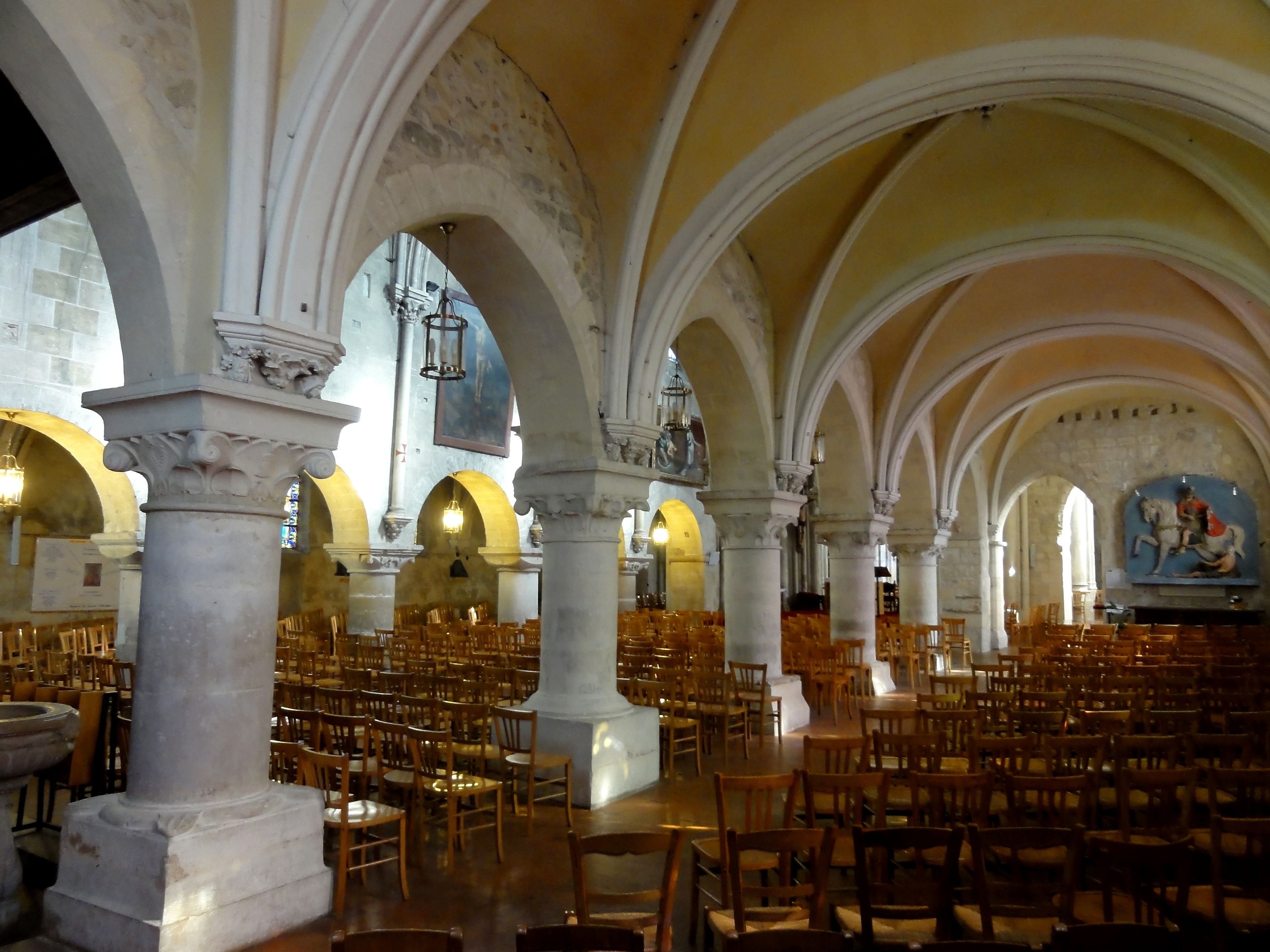
Bas-côté sud, vue vers l'est.
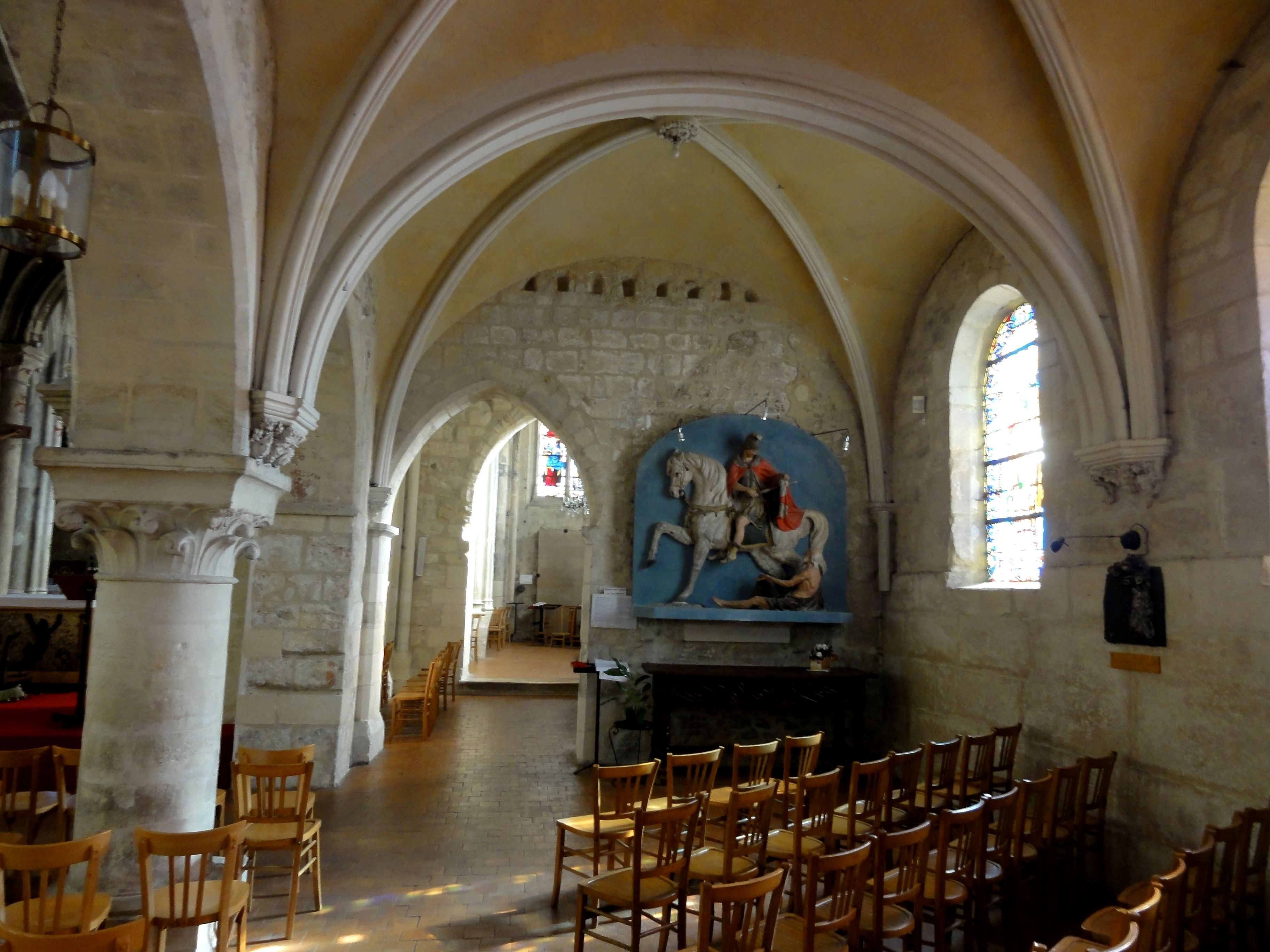
Bas-côté sud, vue vers l'est.
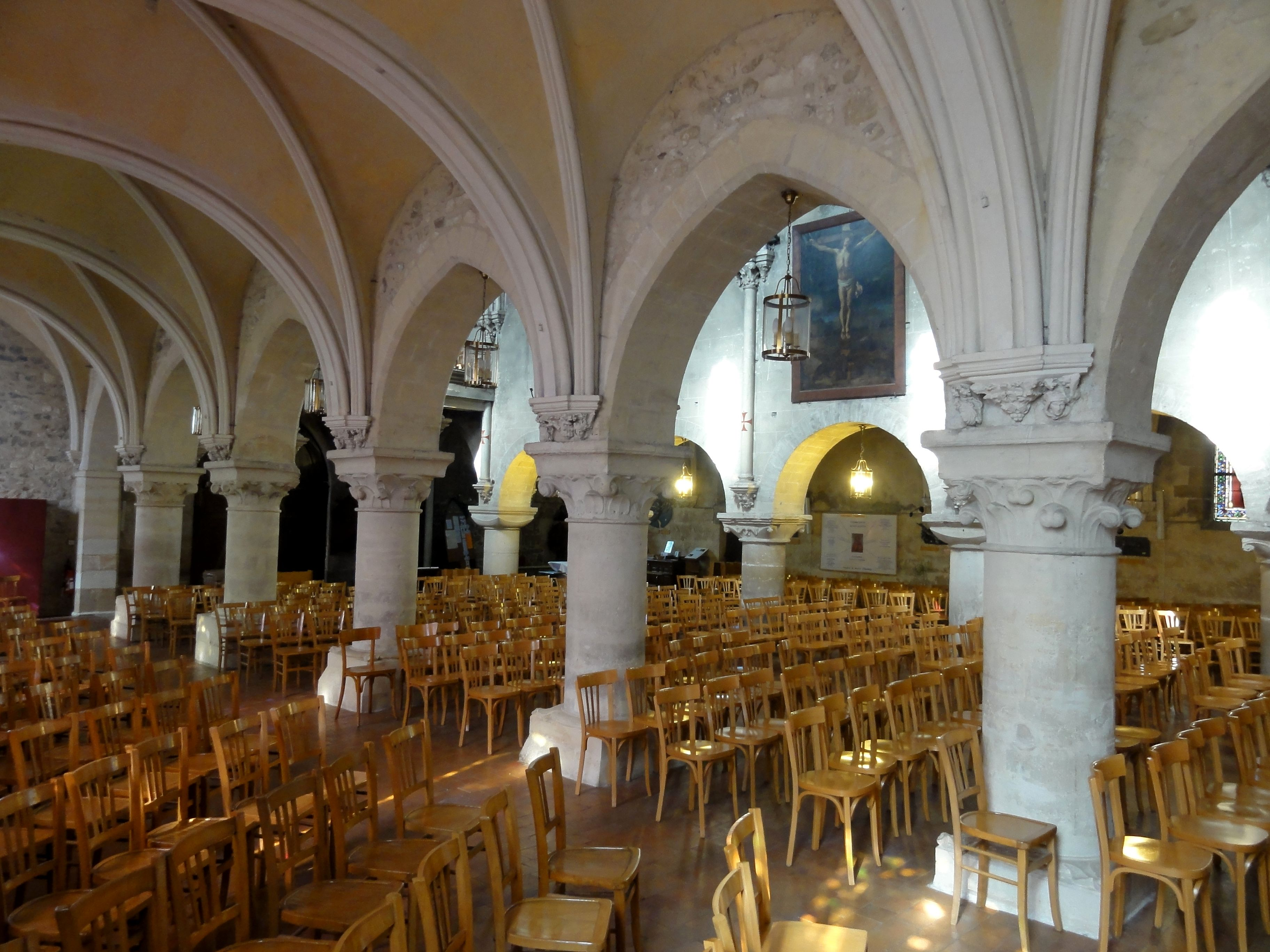
Bas-côté sud, vue vers l'ouest.
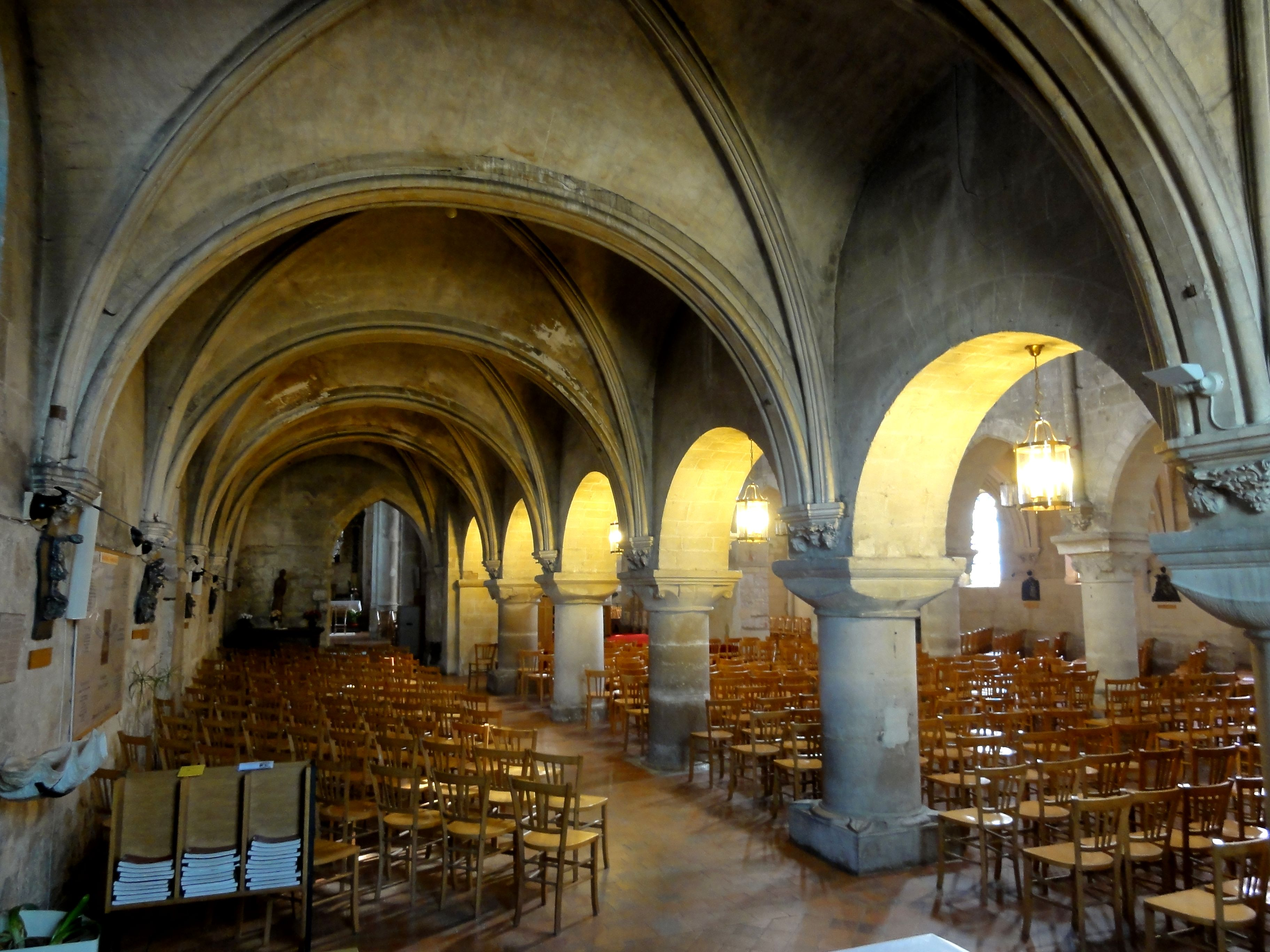
Bas-côté nord, vue vers l'est.
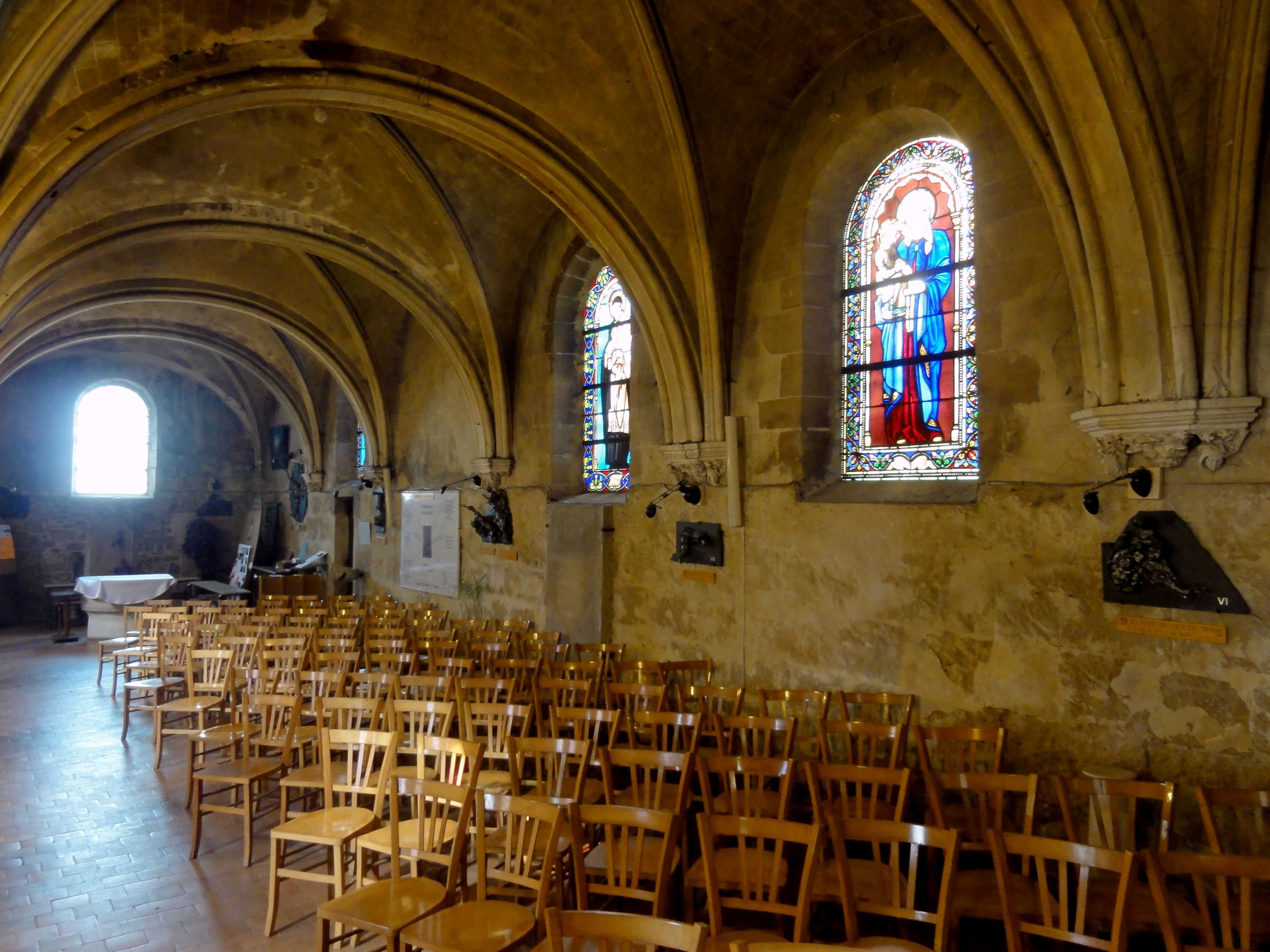
Bas-côté nord, vue vers l'ouest.
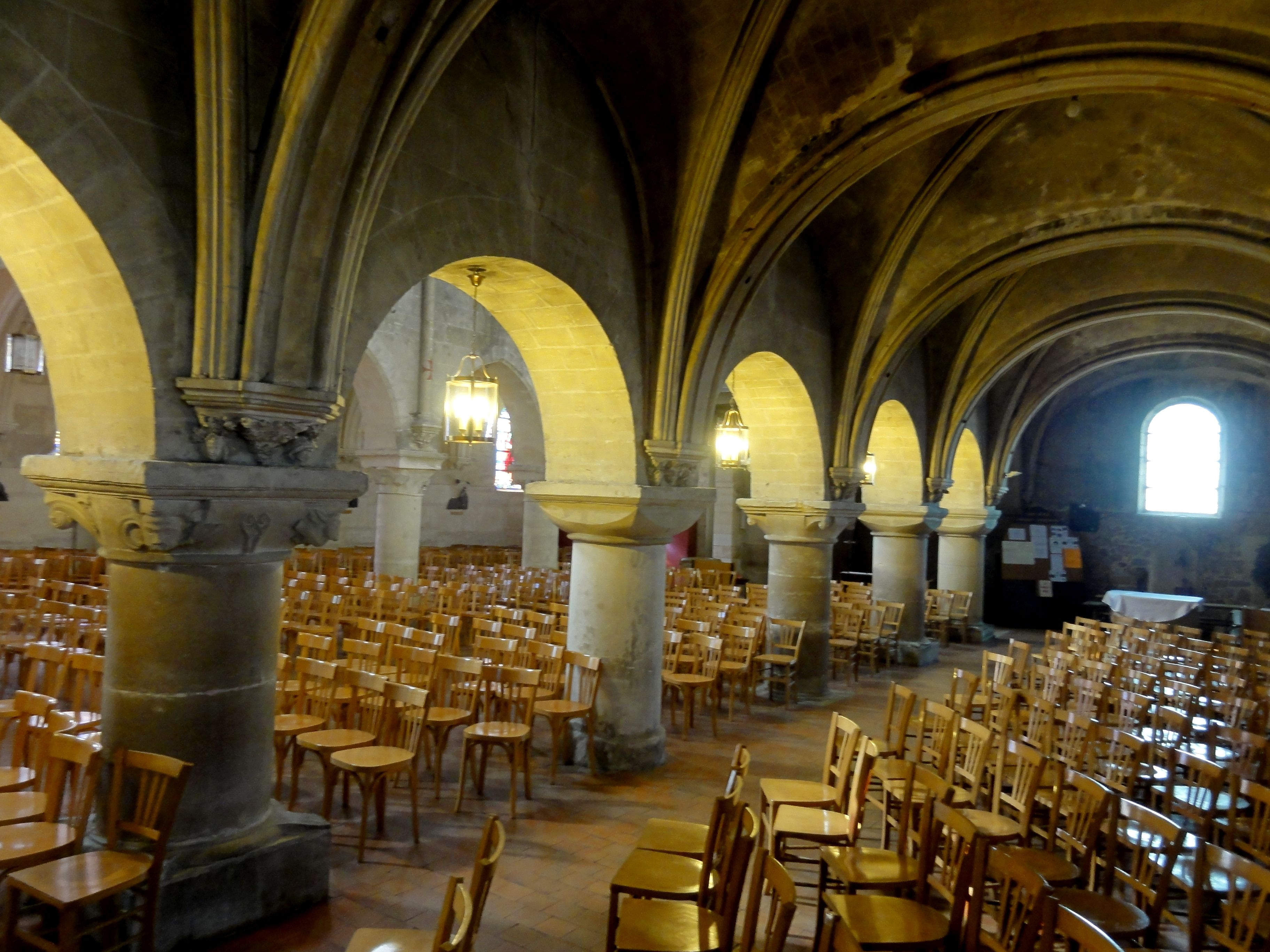
Bas-côté nord, vue vers l'ouest.

#### Transept

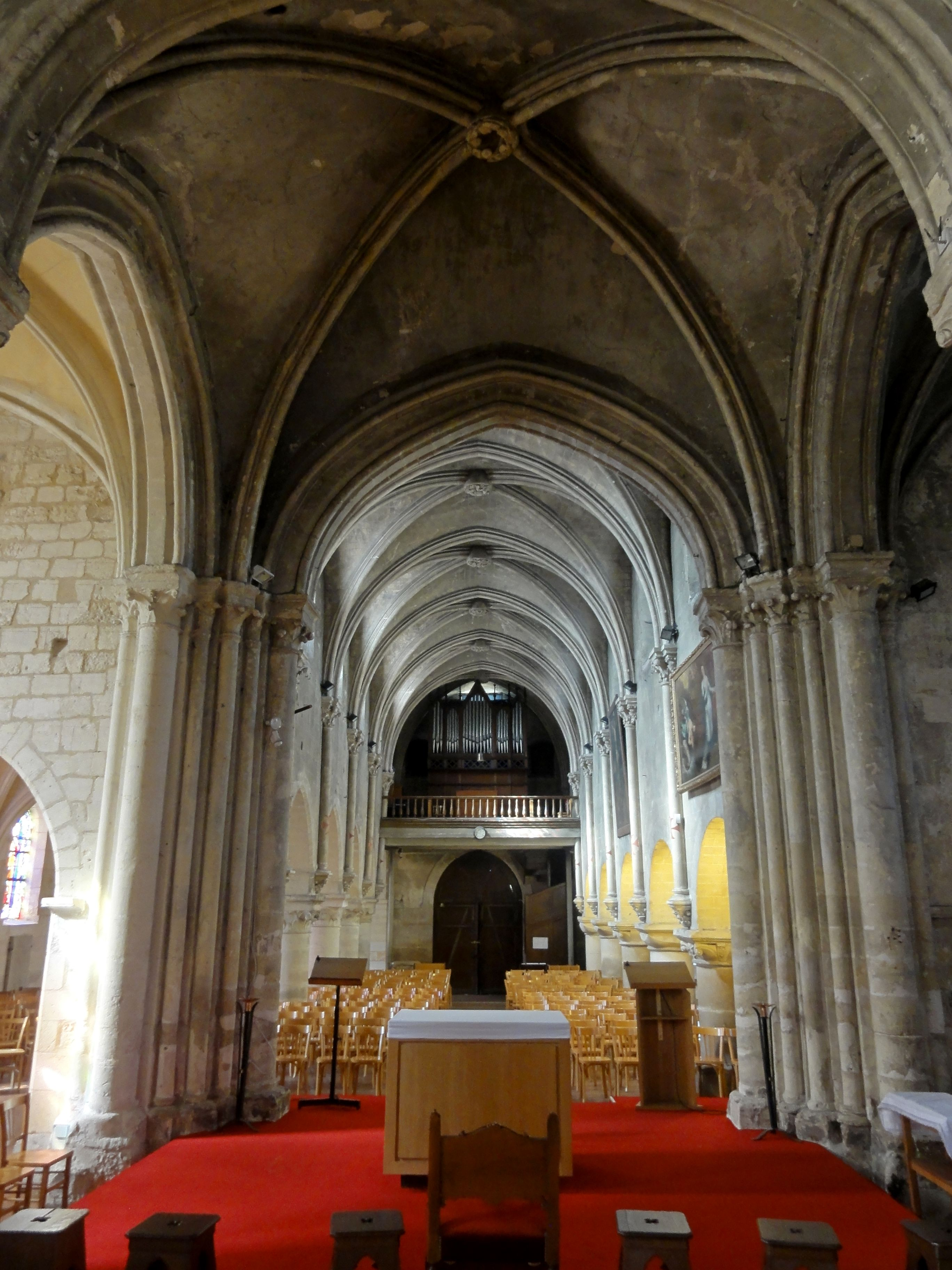
Croisée, vue vers l'ouest.

Le transept est à la fois moins élevé que la nef et le chœur, ce qui indique qu'il doit être antérieur à la nef. Souvent la croisée est qualifiée de carré du transept, mais en l'occurrence, cette travée est barlongue, et les doubleaux transversaux sont donc plus larges que les doubleaux longitudinaux, qui ouvrent sur les croisillons. Sur le plan stylistique, les trois travées sont largement homogènes. Au nord et au sud, le jour entre par des lancettes simples, qui ne sont pas décorées. Les voûtes sont d'origine. Les ogives sont au profil d'un tore entre deux baguettes dans la croisée, et d'une arête entre deux tores dans les croisillons, ce qui est le profil adopté par l'architecte de La Chardonnière en 1869. Les doubleaux autour de la croisée sont à double rouleau, sauf la face extérieure des doubleaux vers les croisillons. Le rouleau supérieur est mouluré d'un tore de chaque côté. Le rouleau inférieur affiche un méplat entre deux tores dégagées, comme les doubleaux néogothiques de la nef et des bas-côtés. De minces arcs formerets existent dans les croisillons. Les nervures retombent sur des tailloirs carrés, que les ogives partagent avec les formerets dans les quatre extrémités du transept. Ici et dans les quatre angles de la croisée, les tailloirs correspondant aux ogives sont plantés de biais, face aux ogives. Dans les angles des croisillons près de la croisée, ce n'est pas le cas. Les chapiteaux sont uniformément sculptés de crochets végétaux gras et bien fouillés. Des faisceaux d'une colonne et de deux colonnettes appareillées (une en moins dans l'intérieur des croisillons) supportent les quatre doubleaux autour de la croisée. Avec les colonnettes réservées aux ogives, trois colonnettes et deux colonnes sont logées dans chaque angle de la croisée. Les colonnes sont uniquement visibles depuis les croisillons. Ici elles côtoient des colonnettes uniques dédiées aux ogives et formerets, mais implantés à l'instar de celles qui supportent le rouleau supérieur à l'intérieur de la croisée. Dans les quatre extrémités du transept, l'on trouve également des colonnettes isolées. Les arcades vers les bas-côtés et les collatéraux du chœur ne sont pas moulurées, et dépourvues de supports. Seulement l'arcade orientale du croisillon nord est aussi large que la profondeur du croisillon le permet. Cette étroitesse des arcades latérales est loin d'être la règle à la période gothique. Tous les fûts sont appareillés. Les pierres en moyen appareil des croisillons est apparente.

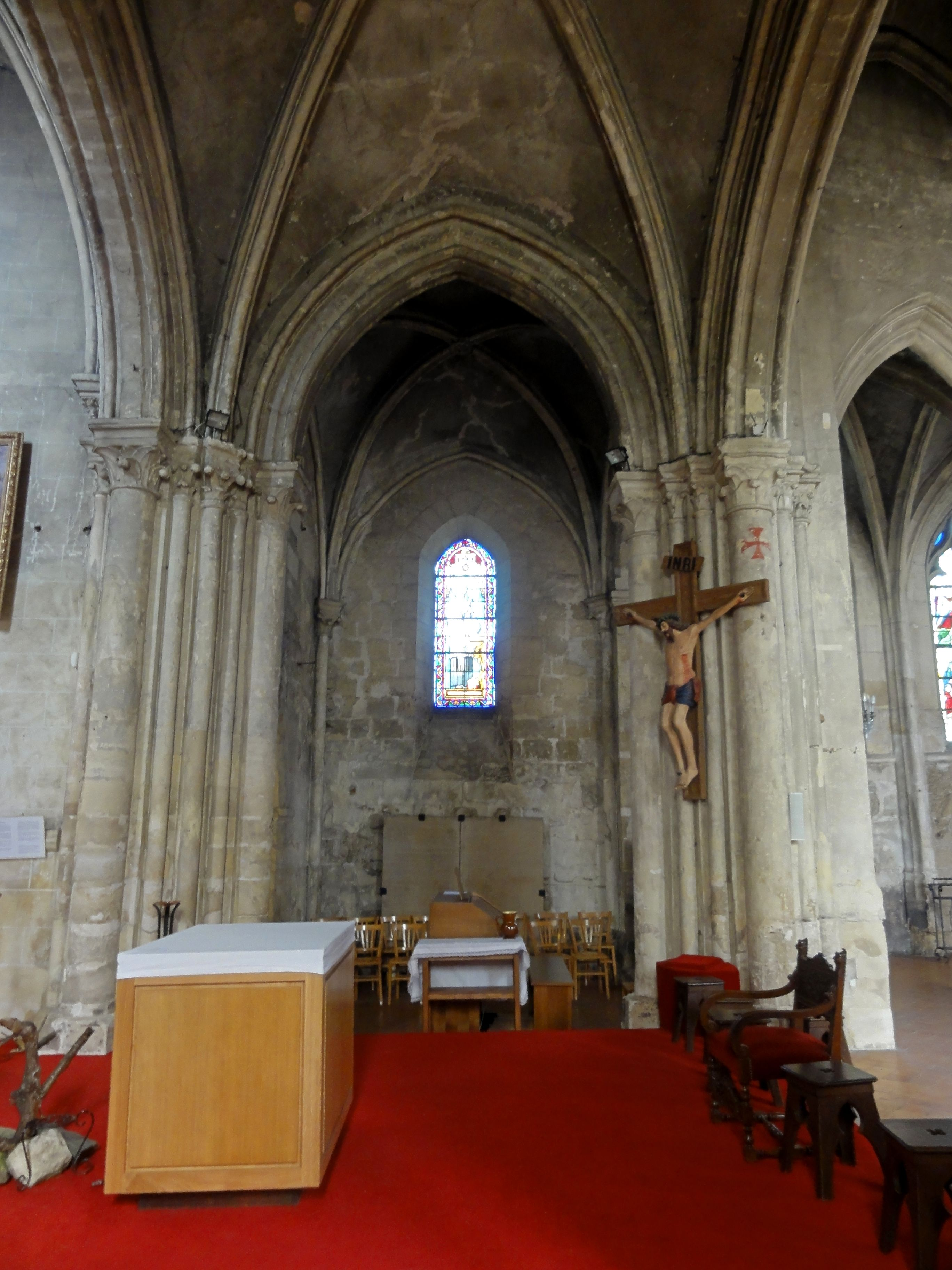
Croisée, vue vers le nord.
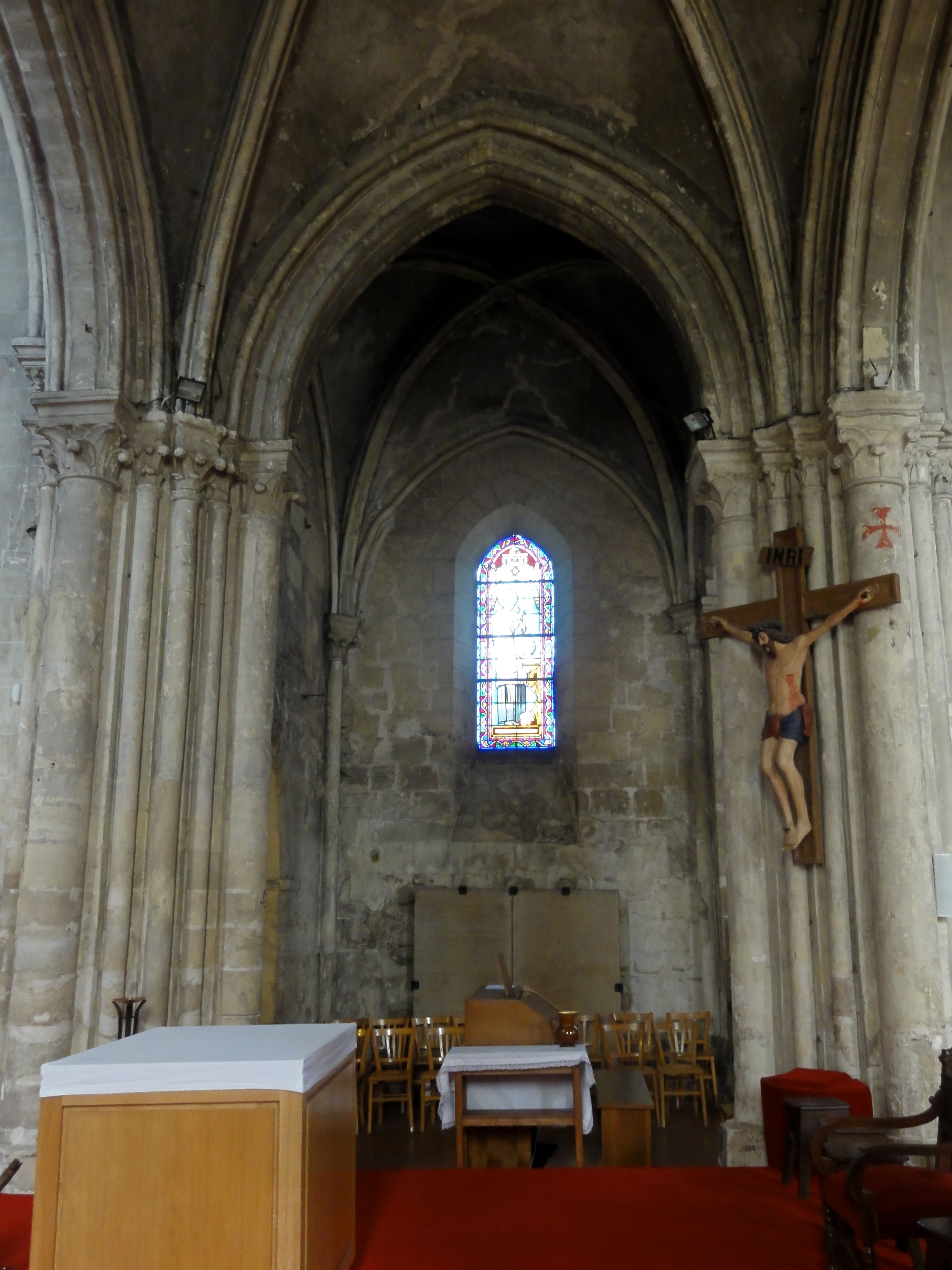
Croisée, vue vers le nord.
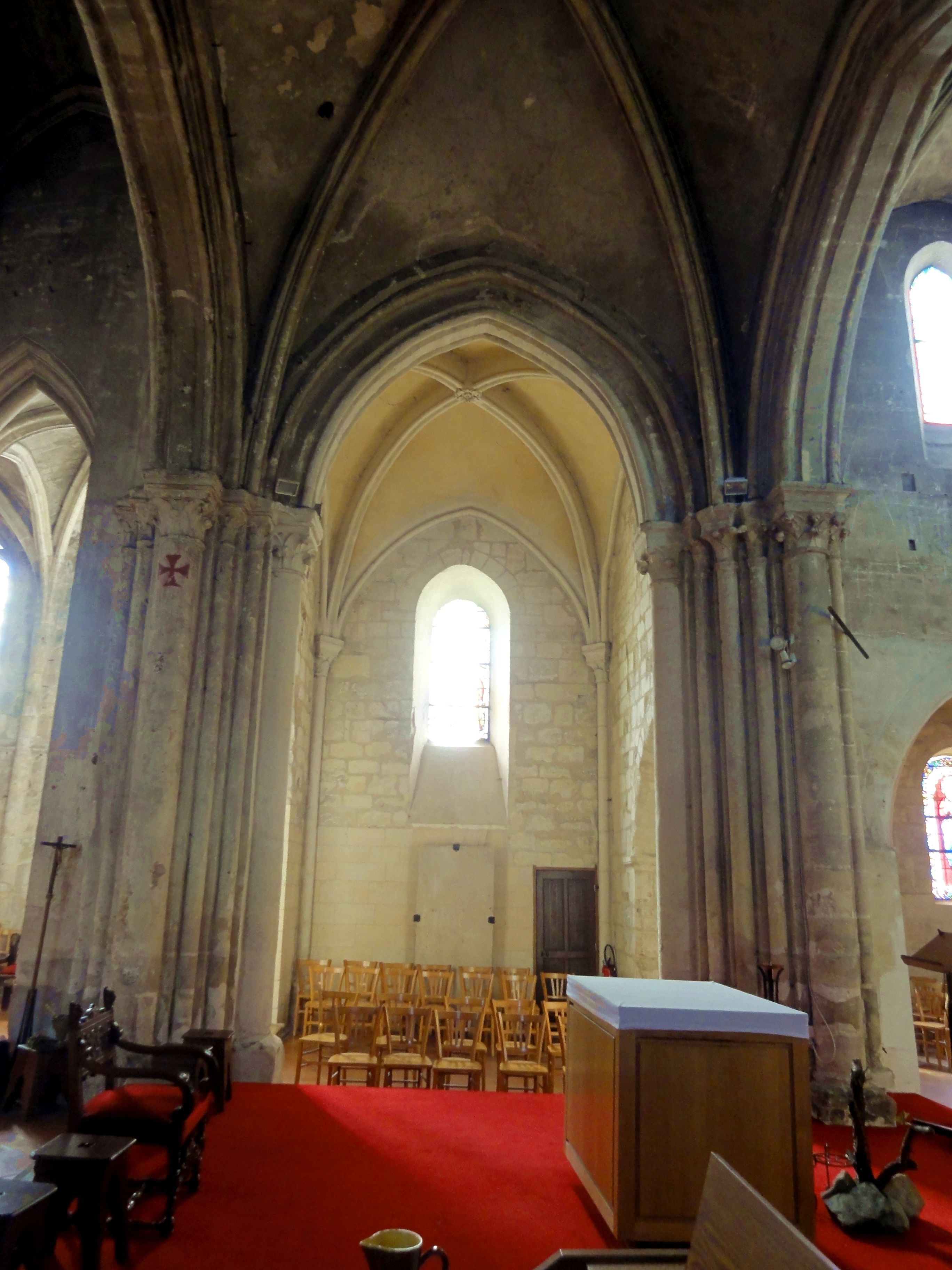
Croisée, vue vers le sud.
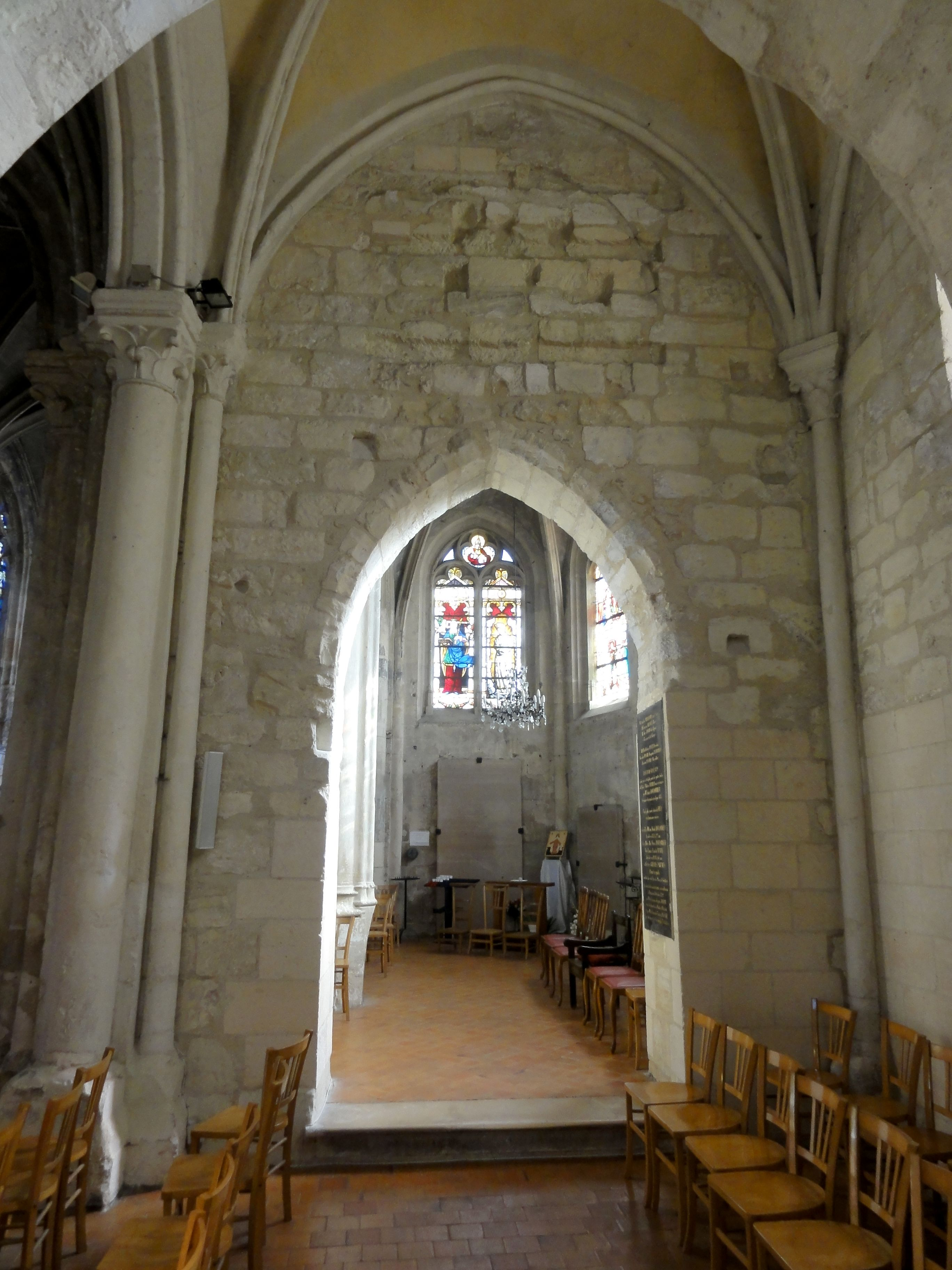
Croisillon sud, vue vers l'est.
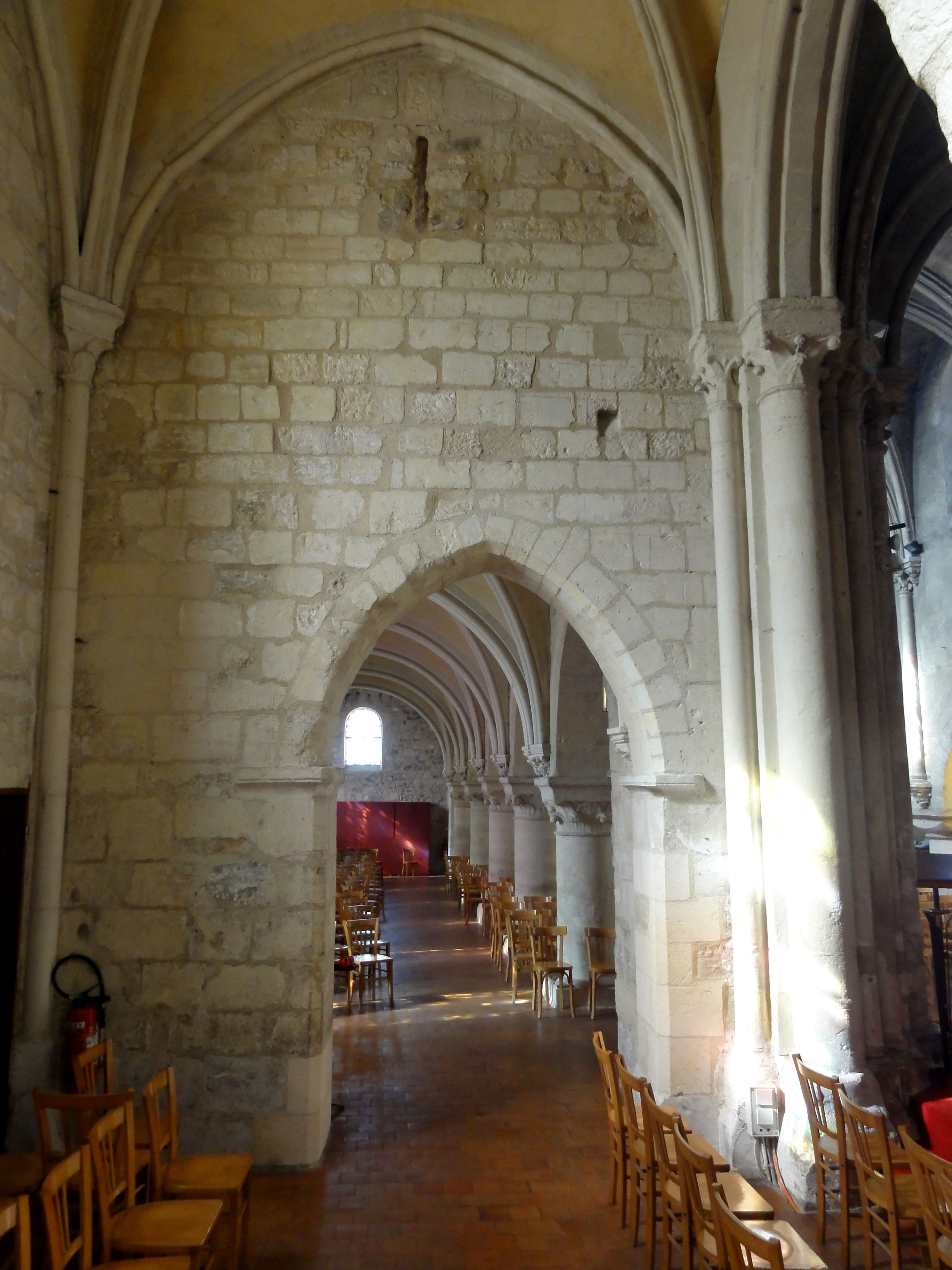
Croisillon sud, vue vers l'ouest.
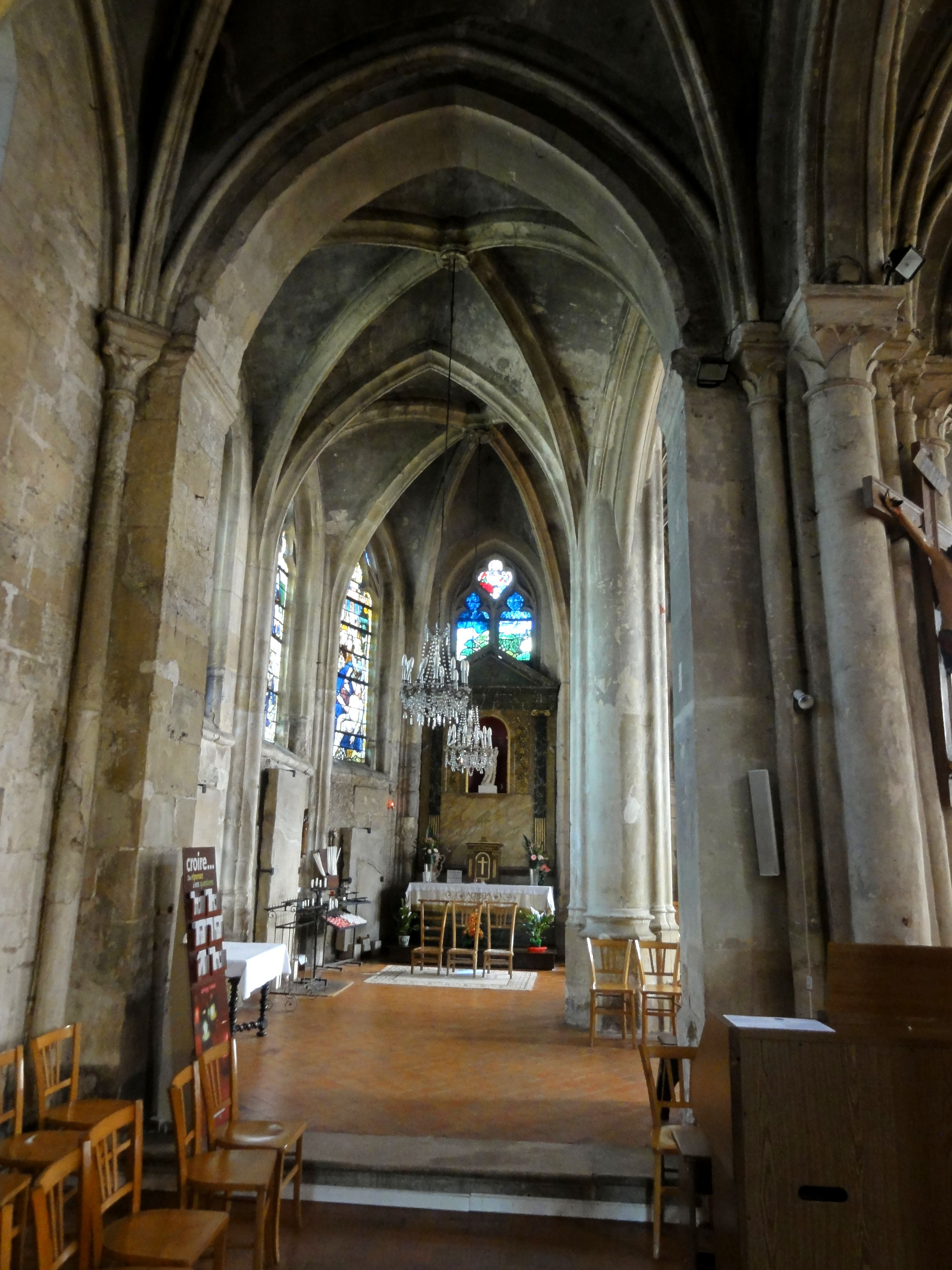
Croisillon nord, vue vers l'est.

#### Parties orientales

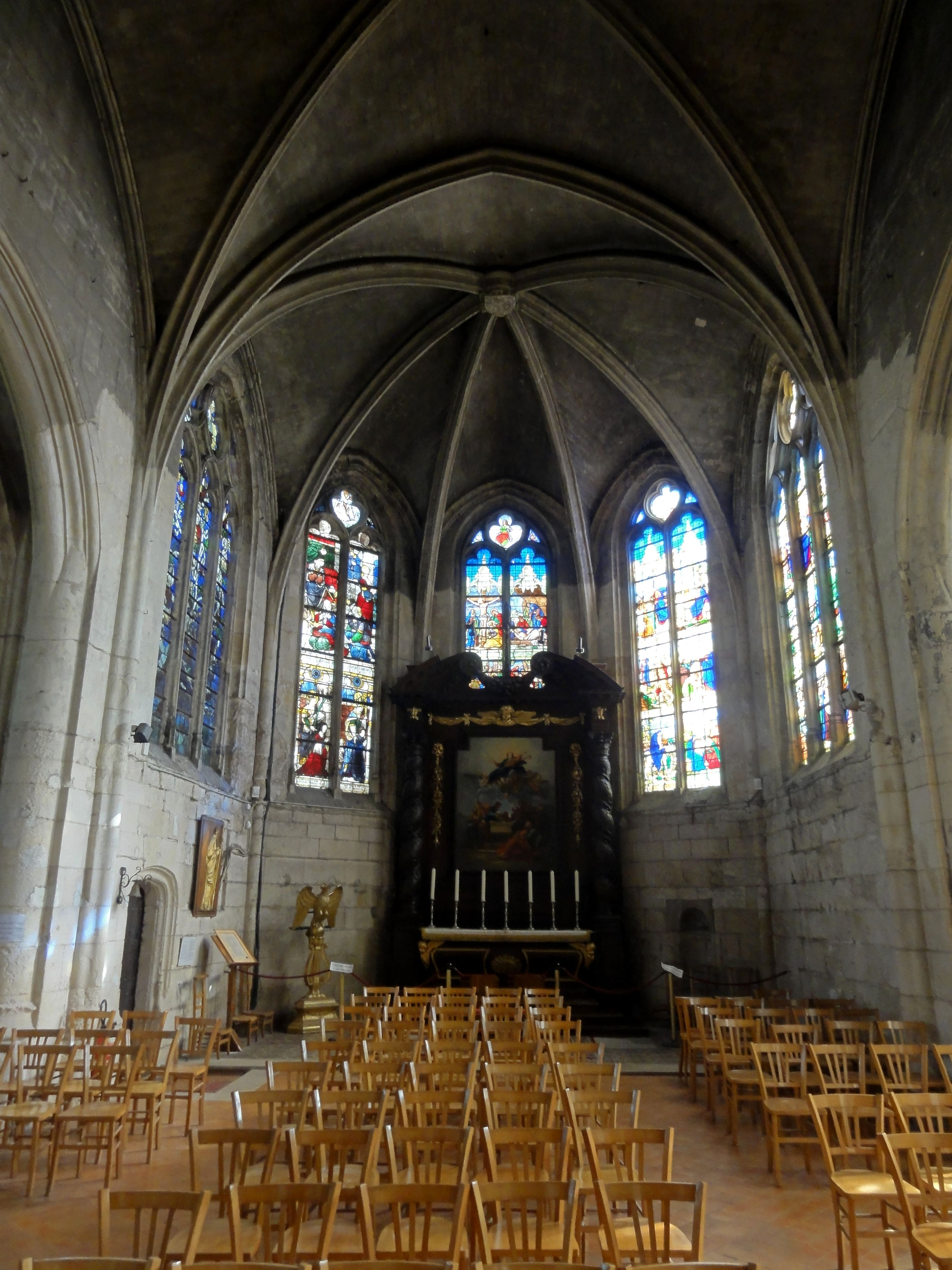
Vue vers l'abside.

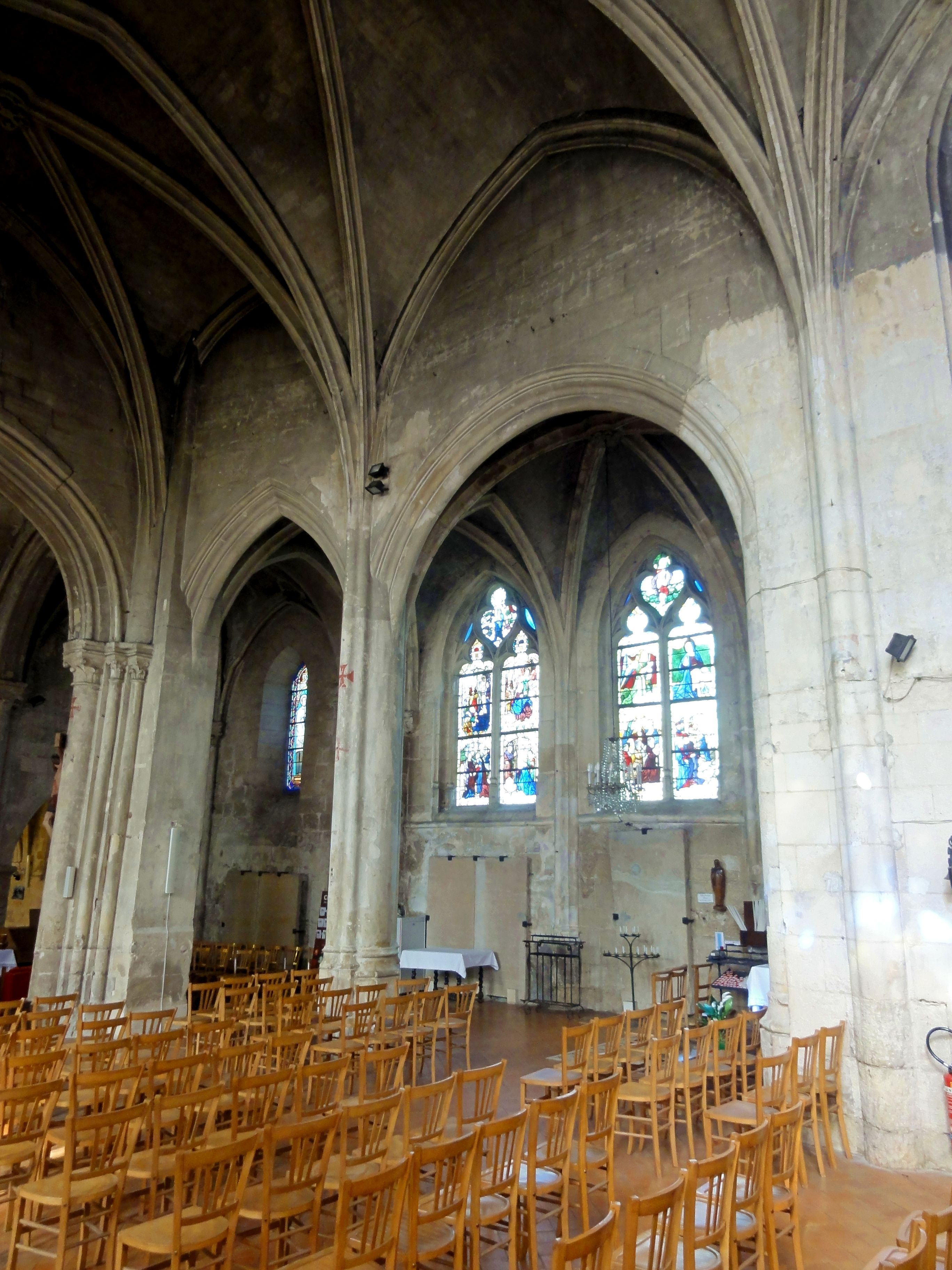
Grandes arcades du nord.

Le chœur flamboyant et ses deux collatéraux représentent la partie la plus remarquable de l'église, et forme un ensemble unique en son genre dans le département. Ce n'est pas tant l'élancement qui impressionne, car tout relatif, mais l'effet « cage de verre » des collatéraux et de l'abside, la parfaite symétrie, et l'homogénéité stylistique, si le regard ne se tourne pas vers l'ouest et le transept. Les deux premières travées du vaisseau central du chœur contrastent avec la luminosité des autres travées, car elles ne disposent pas de fenêtres hautes, et ne sont éclairées qu'indirectement. Les grandes arcades vers les collatéraux ont la même hauteur que les doubleaux autour de la croisée du transept, et le vaisseau central atteint une hauteur comparable à la nef. Il y a donc des murs hauts aveugles au-dessus des grandes arcades et du doubleau vers le transept, qui représentent environ un tiers de la hauteur sous le sommet des voûtes. Le plan est particulier, tant pour le vaisseau central que pour les collatéraux. Afin de rattraper la largeur modeste de la base du clocher, la première travée est trapézoïdale. Sa profondeur correspond aux travées de la nef, tandis que la seconde travée est carrée, et deux fois plus profonde. Par conséquent, les grandes arcades y sont en cintre surbaissé. Afin d'éviter des fenêtres trop larges ou trop espacées dans les travées adjacentes des collatéraux, les murs y sont subdivisés en deux travées, qui sont néanmoins recouvertes par une même voûte à cinq branches d'ogives. Comme autre particularité, les murs latéraux de la dernière travée sont obliques, comme une trentaine d'années plus tard à Roissy-en-France.
Les clés de voûte sont des disques sculptés de feuillages disposés concentriquement. Les nervures des voûtes sont prismatiques et pénétrantes. Elles se fondent dans des piliers ondulés à trois renflements, très minces, ou dans des fûts uniques dans les angles. Près de la croisée du transept, ces fûts prennent appui sur des colonnettes à chapiteaux gothiques, ce qui indique qu'il devait y avoir un chœur de la même époque que le transept. Entre la première et la seconde travée, les piliers ondulés sont engagés dans de gros piliers cylindriques. À titre d'exception, les nervures sont reçues sur des culs-de-lampe dans les angles près des croisillons, qui figurent de petits atlantes, ou des créatures fantastiques caractéristiques de la période flamboyante. Les grandes arcades se fondent directement dans ces piliers, et des demi-piliers cylindriques à l'ouest et à l'est. Les bases sont polygonales et moulurées à la façon d'une plinthe. Il y a treize fenêtres au total. Sauf celles des pans obliques des collatéraux, qui sont à une lancette, et celles des pans droits de l'abside, qui plus larges et à trois lancettes, ces fenêtres sont à deux lancettes. À l'exception des deux premières fenêtres du collatéral nord, qui sont les dernières construites, et affichent un tracé en plein cintre avec un remplage Renaissance standard de deux formes en plein cintre surmontées d'un oculus, toutes les fenêtres affichent des lancettes à têtes tréflées identiques. Dans le cas des fenêtres à deux lancettes, celles-ci sont surmontées d'un soufflet. Dans le collatéral nord seulement, qui a dû être édifié en premier lieu, les soufflets sont flanqués de deux mouchettes. Ailleurs, ce sont de simples écoinçons ajourés. Dans le cas des fenêtres à trois lancettes, celles-ci sont surmontées de deux losanges, d'un grand soufflet, et de deux soufflets allongés et dissymétriques, disposés obliquement à la gauche et à la droite. Les allèges sont élevés, ce qui est mis en exergue au niveau de la porte de la sacristie, au nord de l'abside, qui est séparée du seuil de la fenêtre par plusieurs assises. La porte est en anse de panier, et entourée de moulures prismatiques.

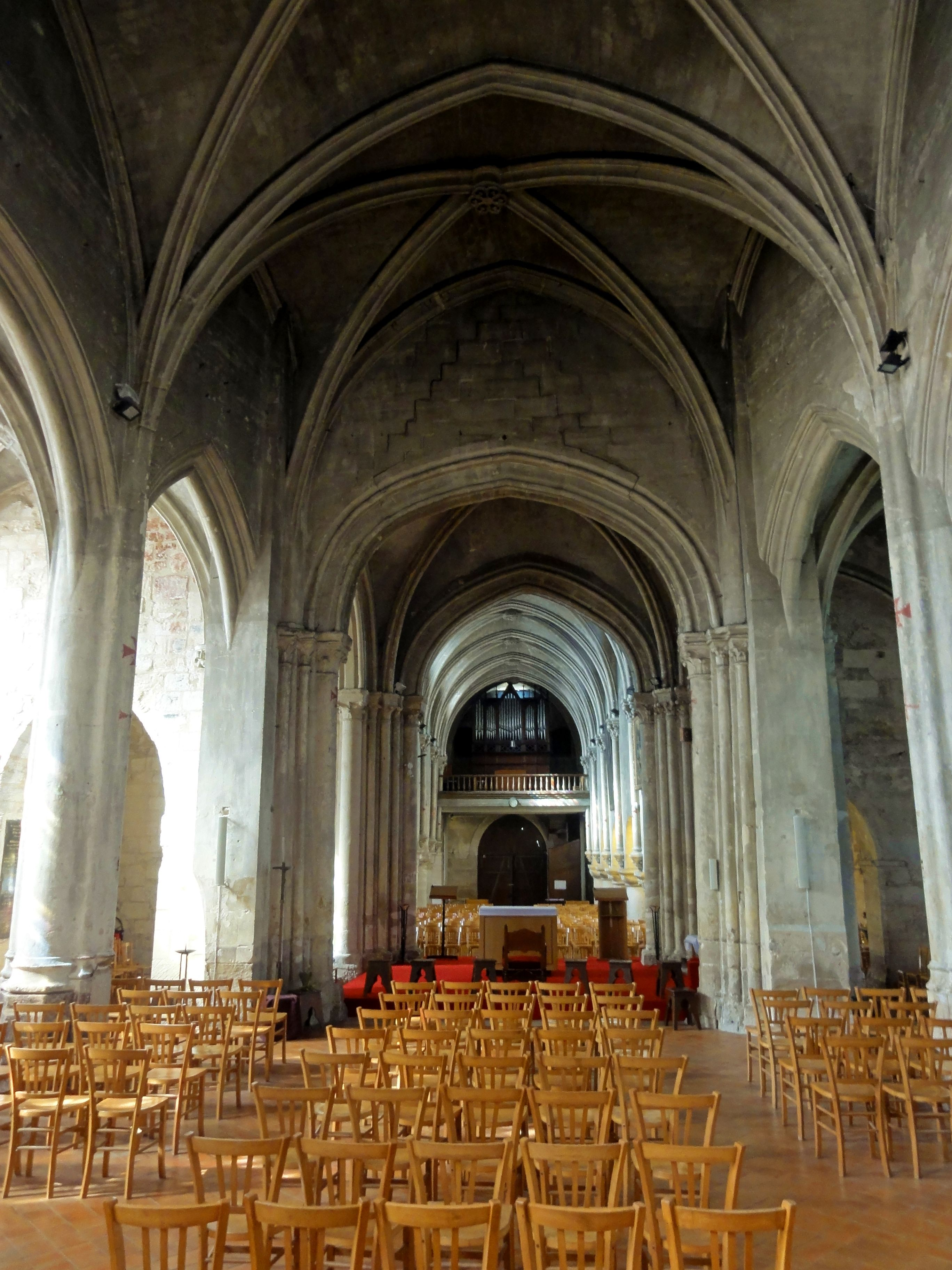
Chœur, vue vers l'ouest.
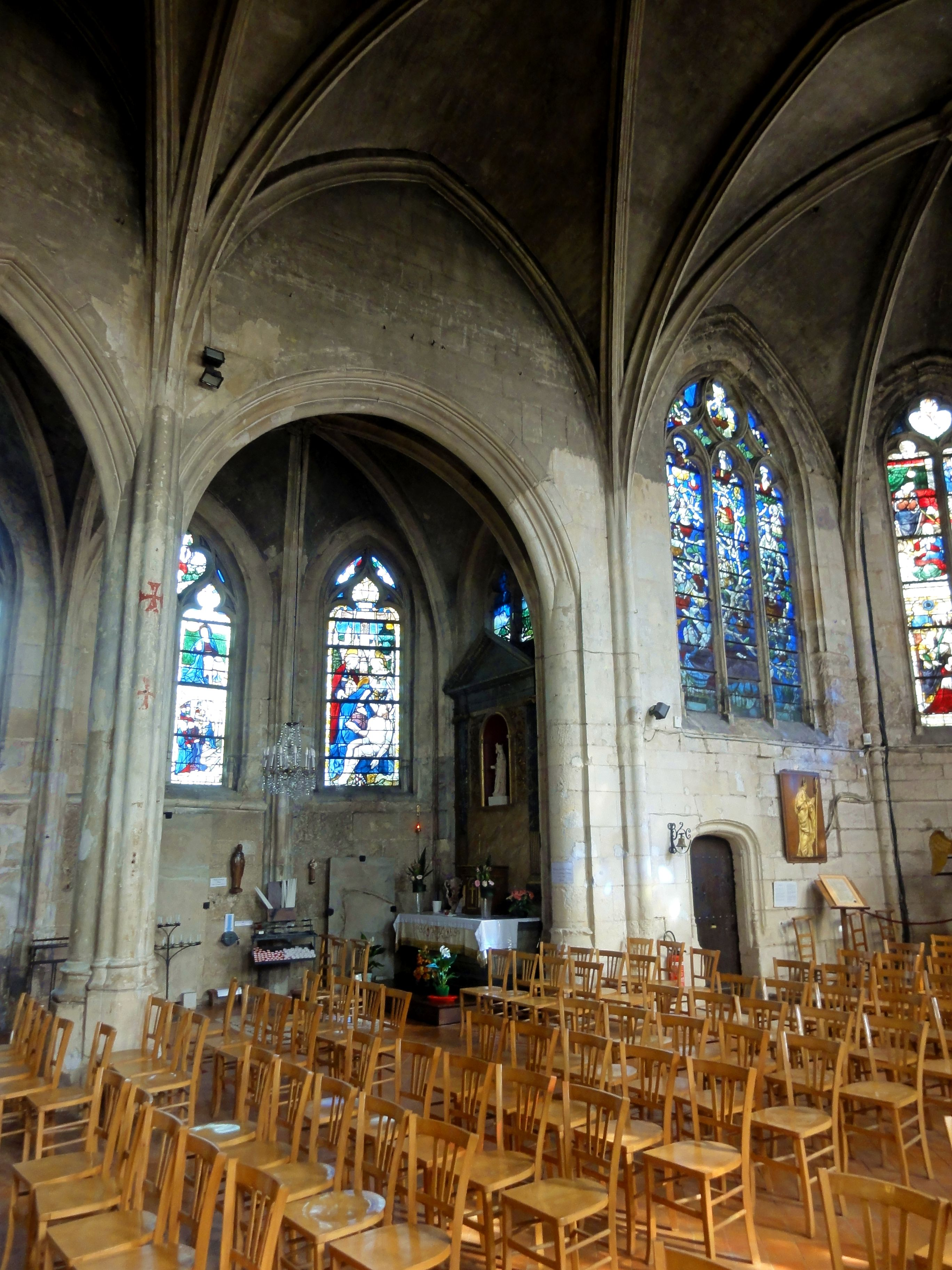
2e grande arcade du nord.
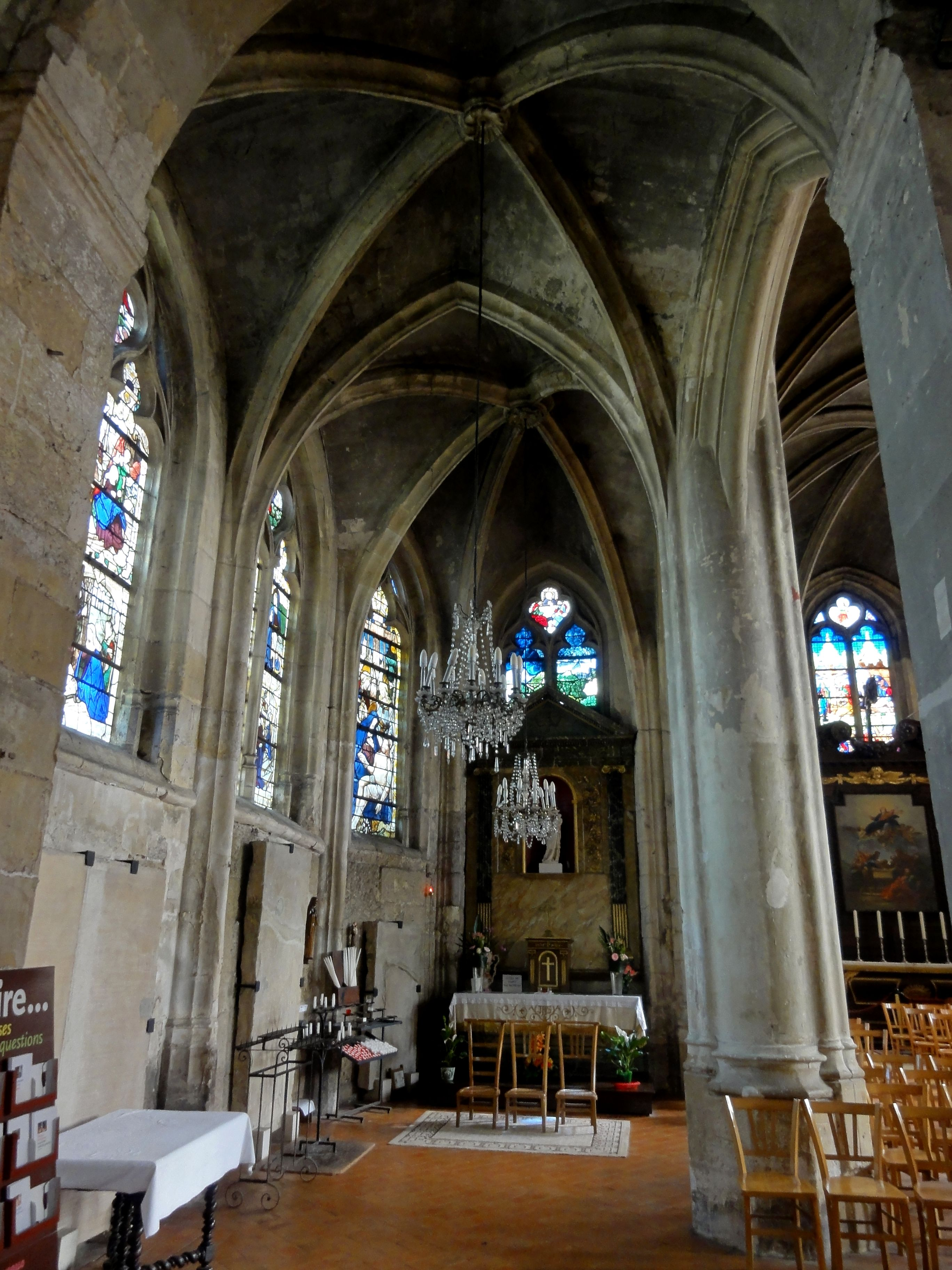
Collatéral nord, vue vers l'est.
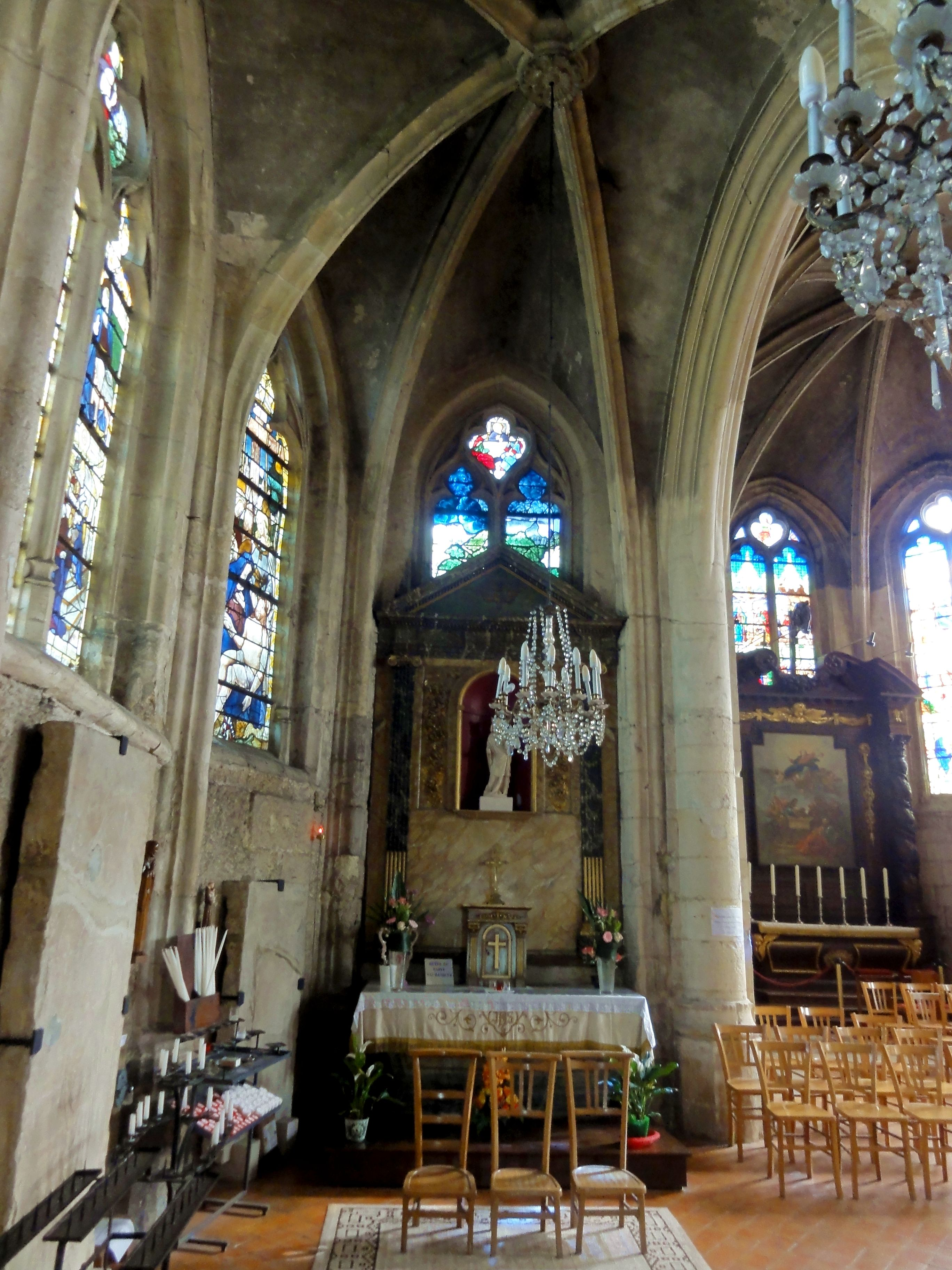
Collatéral nord, vue vers l'est.
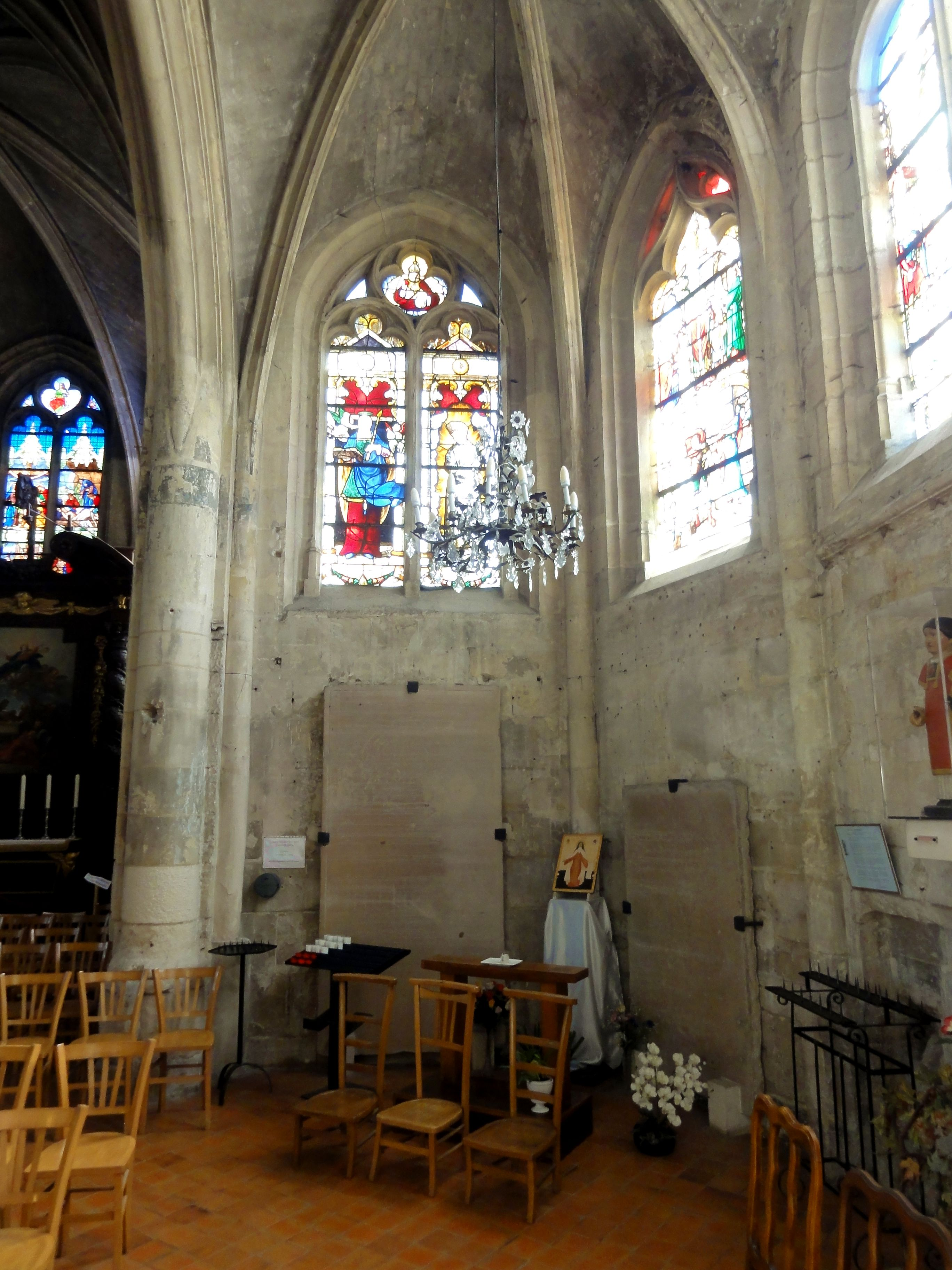
Collatéral sud, vue vers l'est.
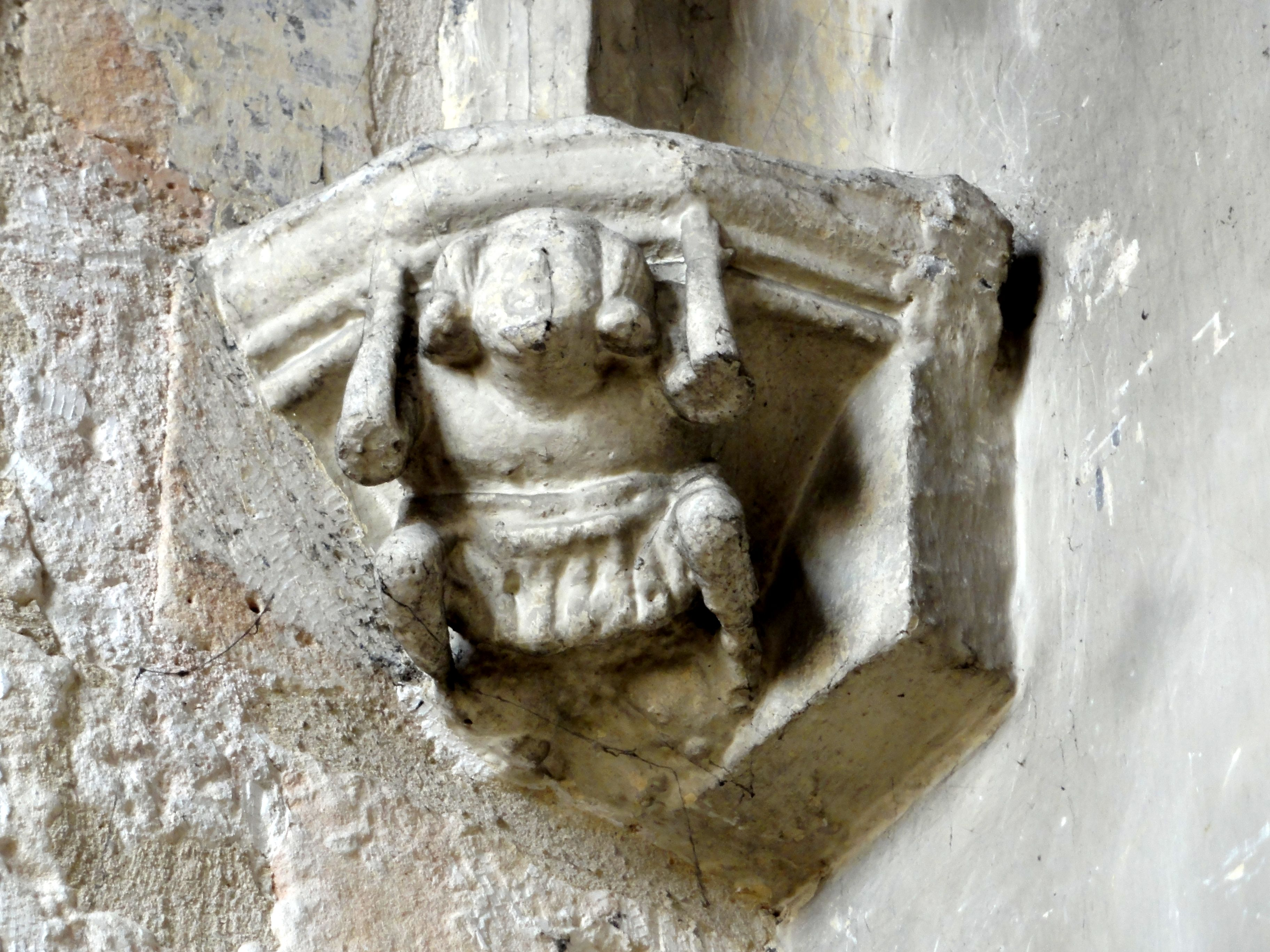
Collatéral sud, cul-de-lampe.

### Extérieur

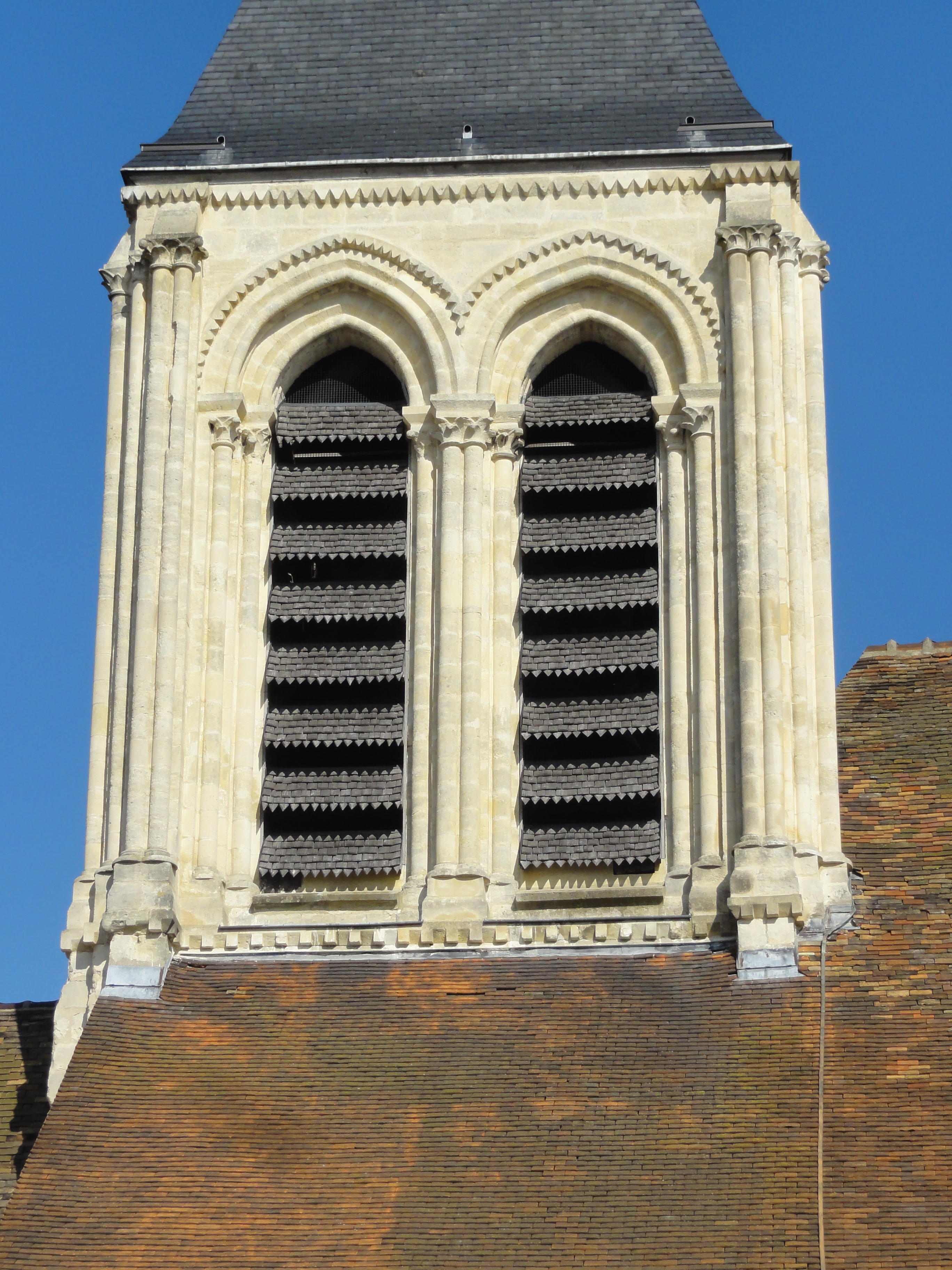
Clocher, étage de beffroi.

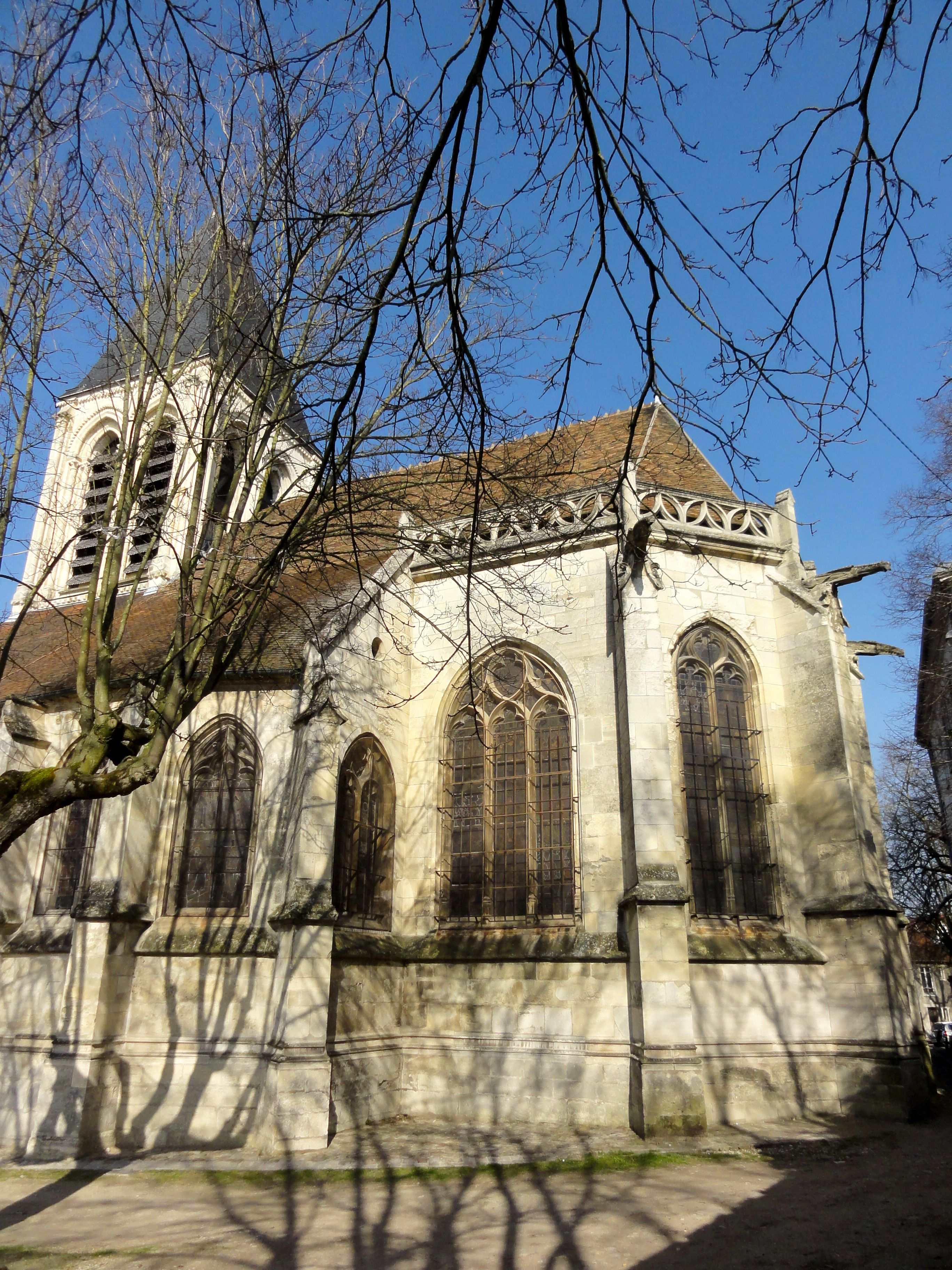
Chœur, côté sud.

Le porche, qui est habituellement fermé par un portail et cache le portail proprement dit du XIVe siècle ; la façade occidentale ; et les élévations latérales de la nef et des bas-côtés n'offrent rien de remarquable, et sont entièrement modernes, à l'exception de la fenêtre en arc brisé en haut de la façade. Le caractère gothique du transept n'apparaît pas non plus à l'extérieur, et les toits en appentis suggèrent que les croisillons sont des éléments des bas-côtés. À gauche de la baie du croisillon nord, une cage d'escalier de plan carré dessert les combles. Le clocher est donc l'unique élément du Moyen Âge qui demeure identifiable comme tel depuis l'extérieur, et son architecture est très soigné. L'élancement des deux baies abat-son en arc brisé par face l'éloigne des plus anciens clochers gothiques de la région, encore proche des modèles romans, tels qu'Auvers-sur-Oise, Cléry-en-Vexin et Nucourt. En même temps, les contreforts-colonnettes et les colonnettes d'angle sont hérités des clochers romans du Vexin français, du Pincerais et du Beauvaisis. Elles apportent une note d'élégance. Deux colonnettes à chapiteaux, amorties par un glacis, forment donc les contreforts, et elles encadrent une colonnette unique qui occupe l'angle entre deux contreforts. Les clochers gothiques les plus aboutis de la région adoptent la même disposition, tels que Champagne-sur-Oise et Grisy-les-Plâtres. Au niveau des baies, aucune portion de mur n'est visible, car les baies s'ouvrent entre deux paires de colonnettes à chapiteaux, et sous une double archivolte torique. La sculpture des chapiteaux est assez uniforme, et montre uniquement des feuillages stylisés aux extrémités recourbées en crochets. Vers le bas, l'étage de beffroi est délimité par un cordon de modillons cubiques, qui est également présent sur les deux contreforts plats qui épaulent chaque angle de l'étage intermédiaire, caché en plus grande partie par les combles. Les archivoltes sont surmontées d'un cordon de dents de scie, et un cordon analogue forme la corniche.
Alors que ses contemporains ne jurent que par l'architecture néo-classique, l'abbé Lebeuf est sensible au charme du chœur d'Herblay : « On peut dire que l'architecture a son mérite. On n'épargna pas même les décorations extérieures qui consistent en des galeries autour de la couverture avec des balustrades ou appuis selon le goût de ces temps-là ». La balustrade à jour à laquelle l'historien fait référence se trouve sur l'abside, et est formée par une succession d'hémicycles, qui sont entrecoupés au milieu par une autre succession d'hémicycles posés à l'envers. Les murs sont soigneusement appareillés en pierre de taille. Les contreforts de l'abside sont à glacis sommital, auquel se superpose un petit chaperon en bâtière, dont les rampants incurvés du gâble sont garnis de crochets, et qui sert de support à une gargouille longiligne adoptant la forme d'une chimère. Les contreforts des collatéraux sont analogues, avec les gargouilles en moins. Les contreforts d'angle sont plantés de biais. Ils ne comportent pas de niches à statues avec des dais finement ciselés, contrairement à de nombreuses autres réalisations flamboyantes. Les réseaux des fenêtres sont d'un bel effet décoratif. Les meneaux affectent un profil aigu et disposent de bases, sauf sur les deux baies au remplage Renaissance au sud. Un glacis formant larmier marque la limite des allèges. Ce glacis n'englobe pas les contreforts, qui sont munis d'un larmier présent sur leurs trois faces, un peu plus haut. Enfin, une plinthe moulurée fait le tour du chœur après la quatrième assise depuis le sol.

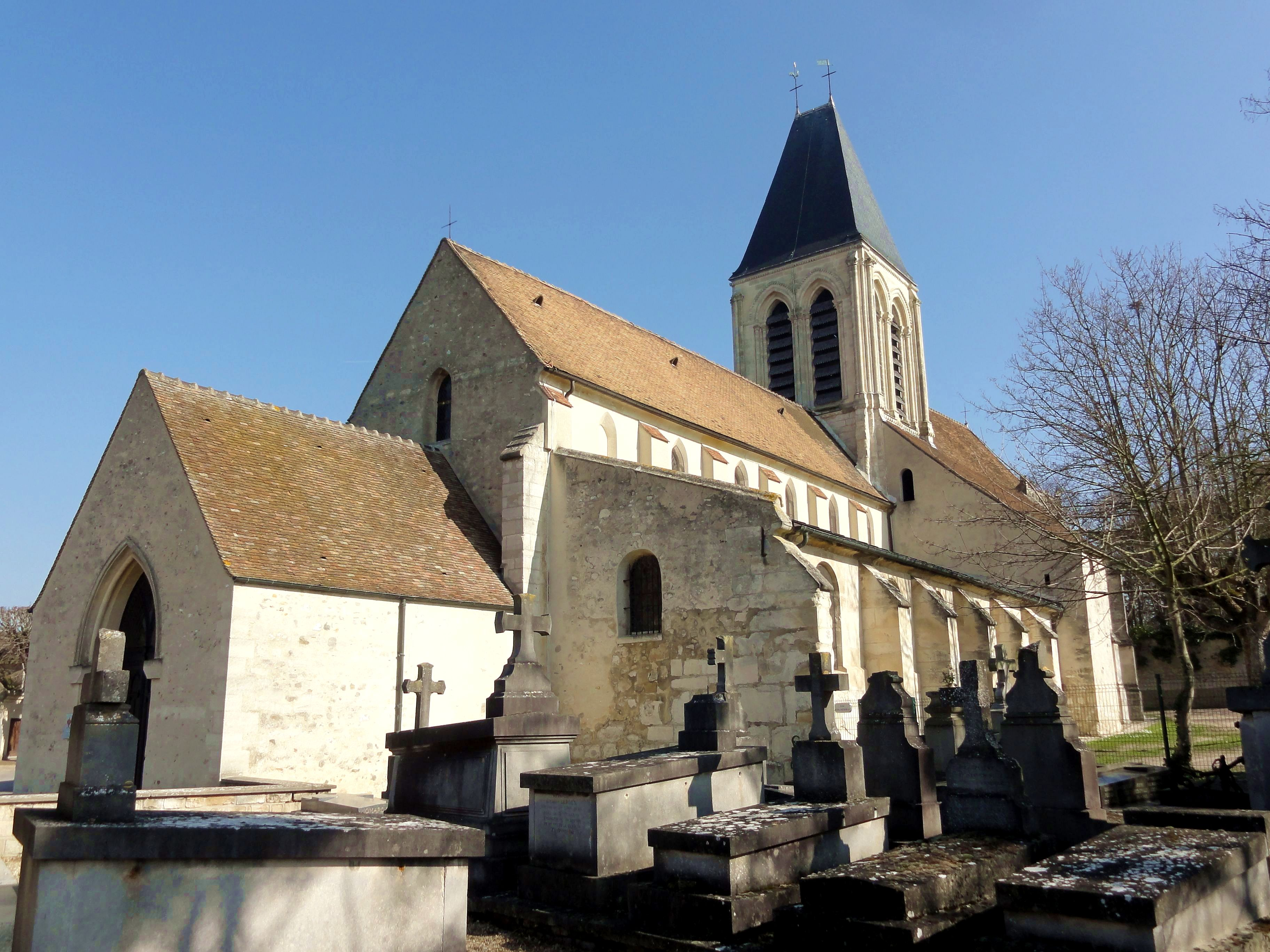
Vue depuis le sud-ouest.
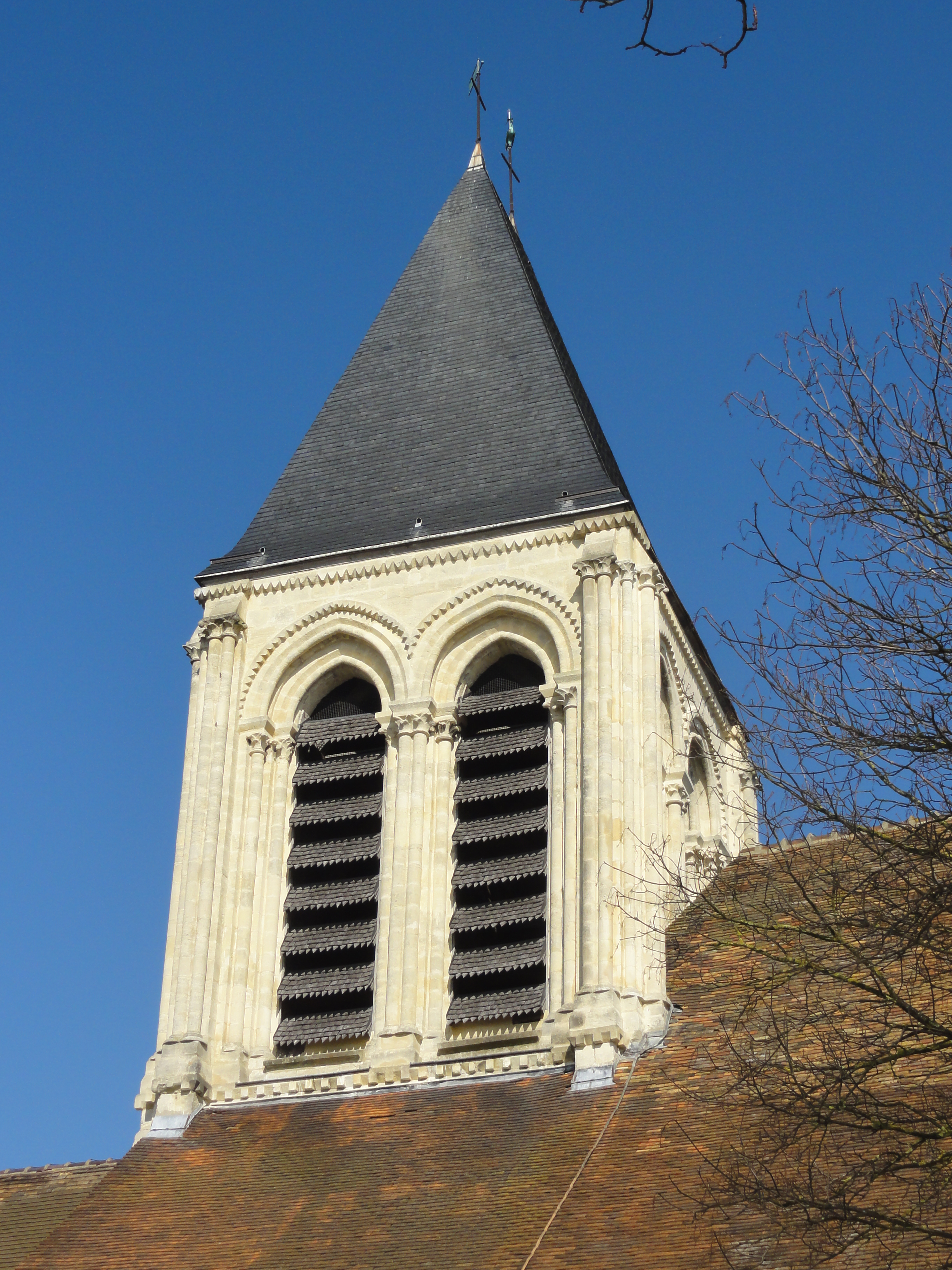
Clocher.
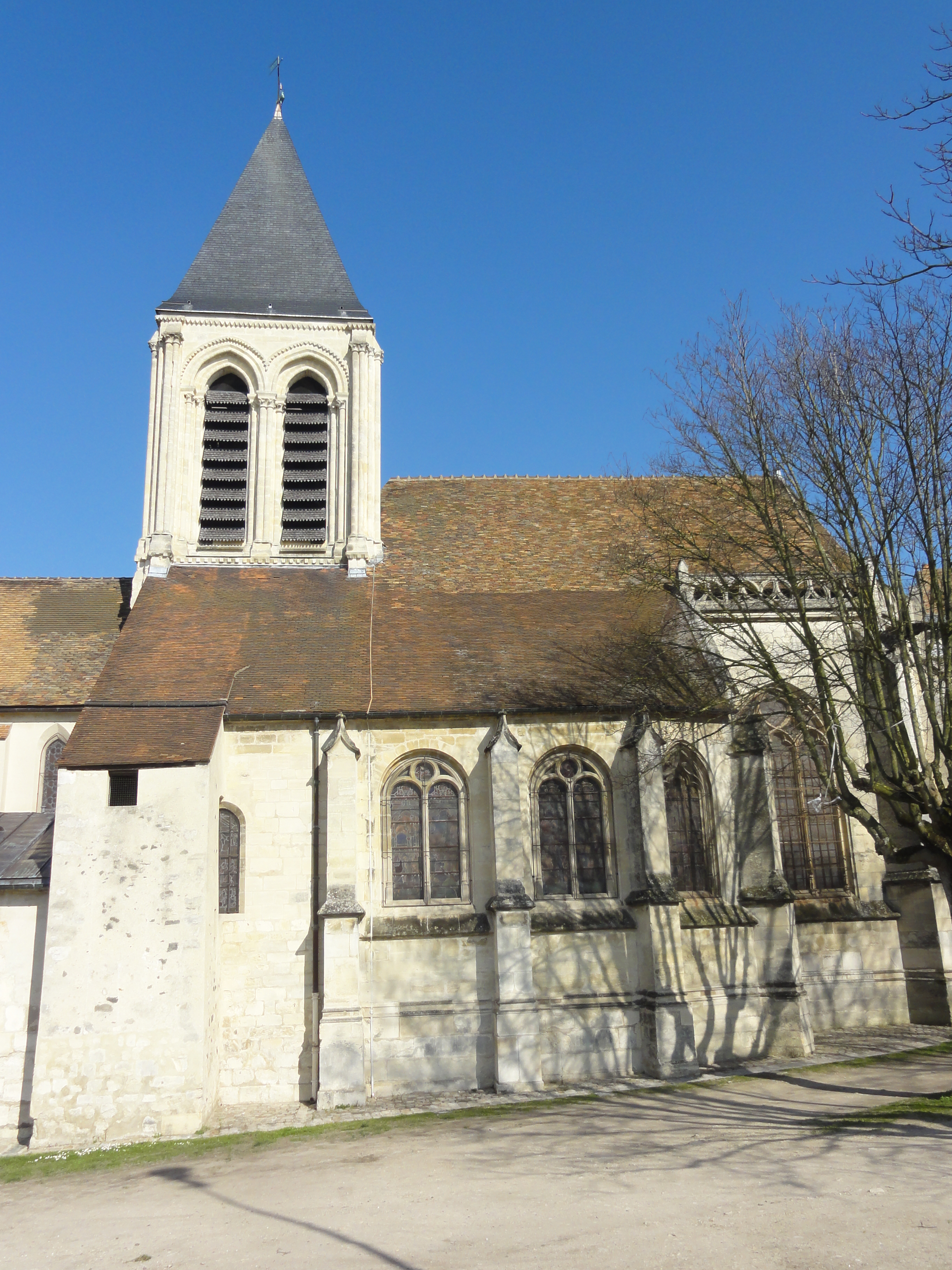
Clocher et collatéral sud.
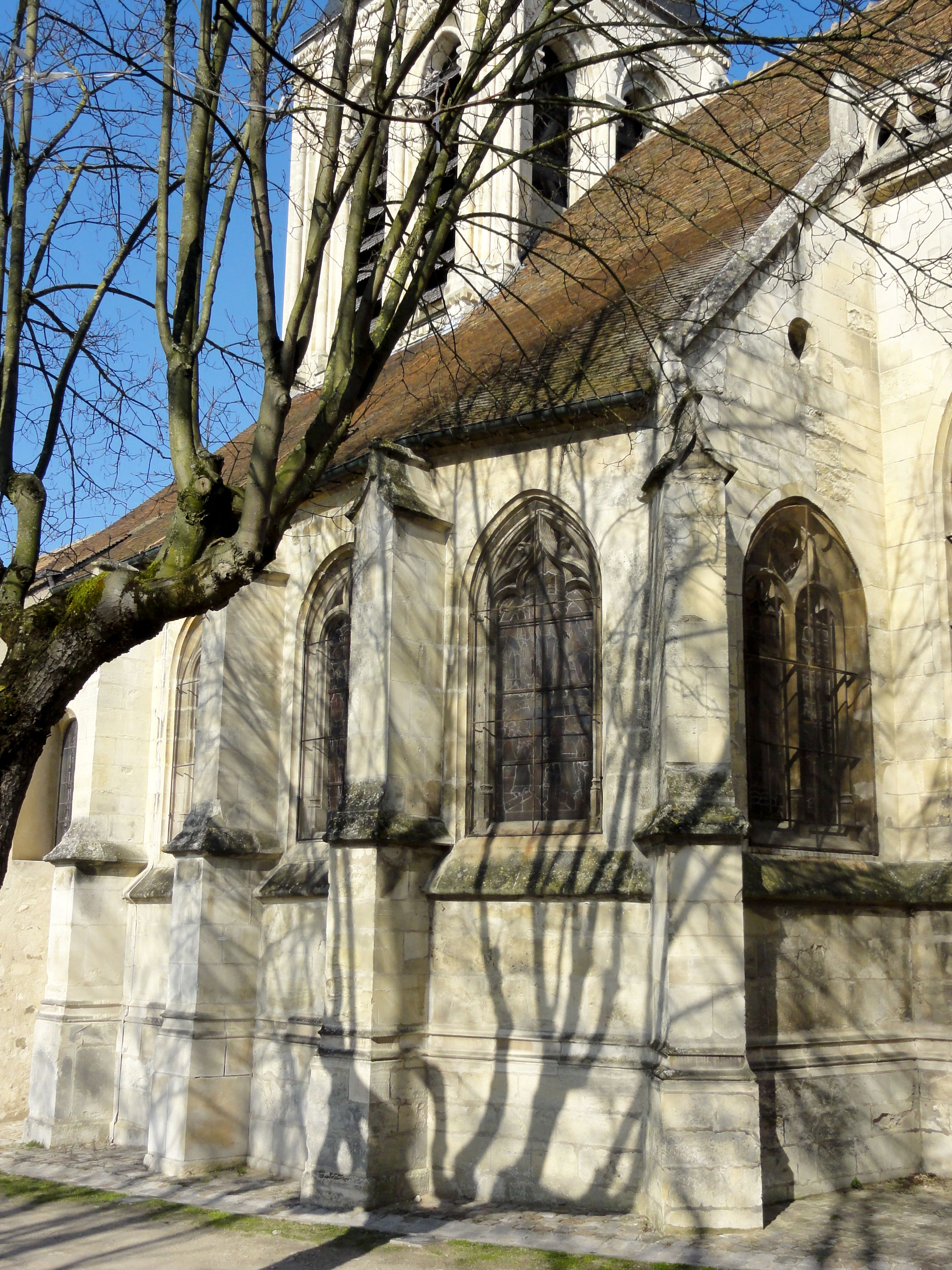
Collatéral sud, chevet.
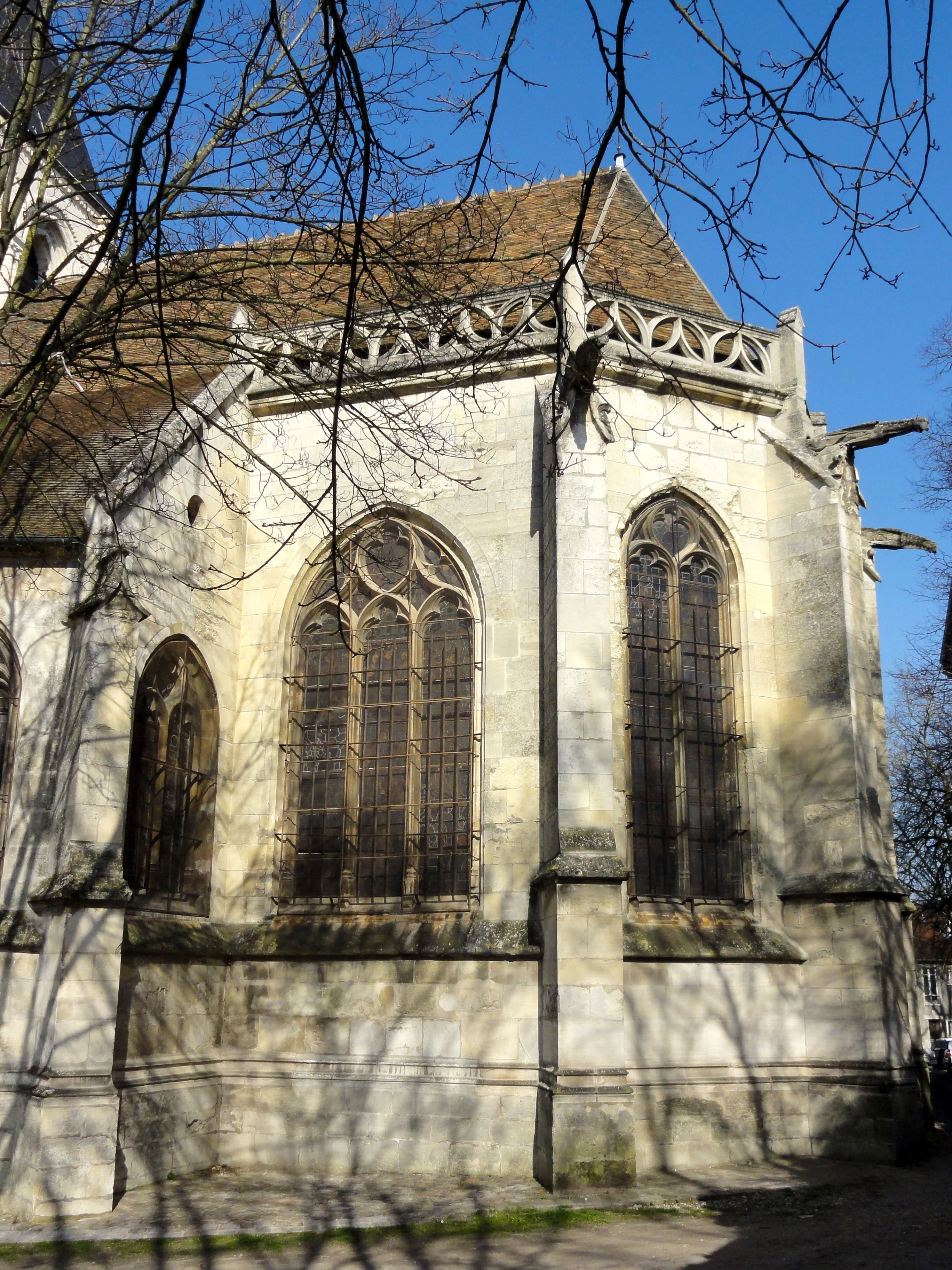
Abside.
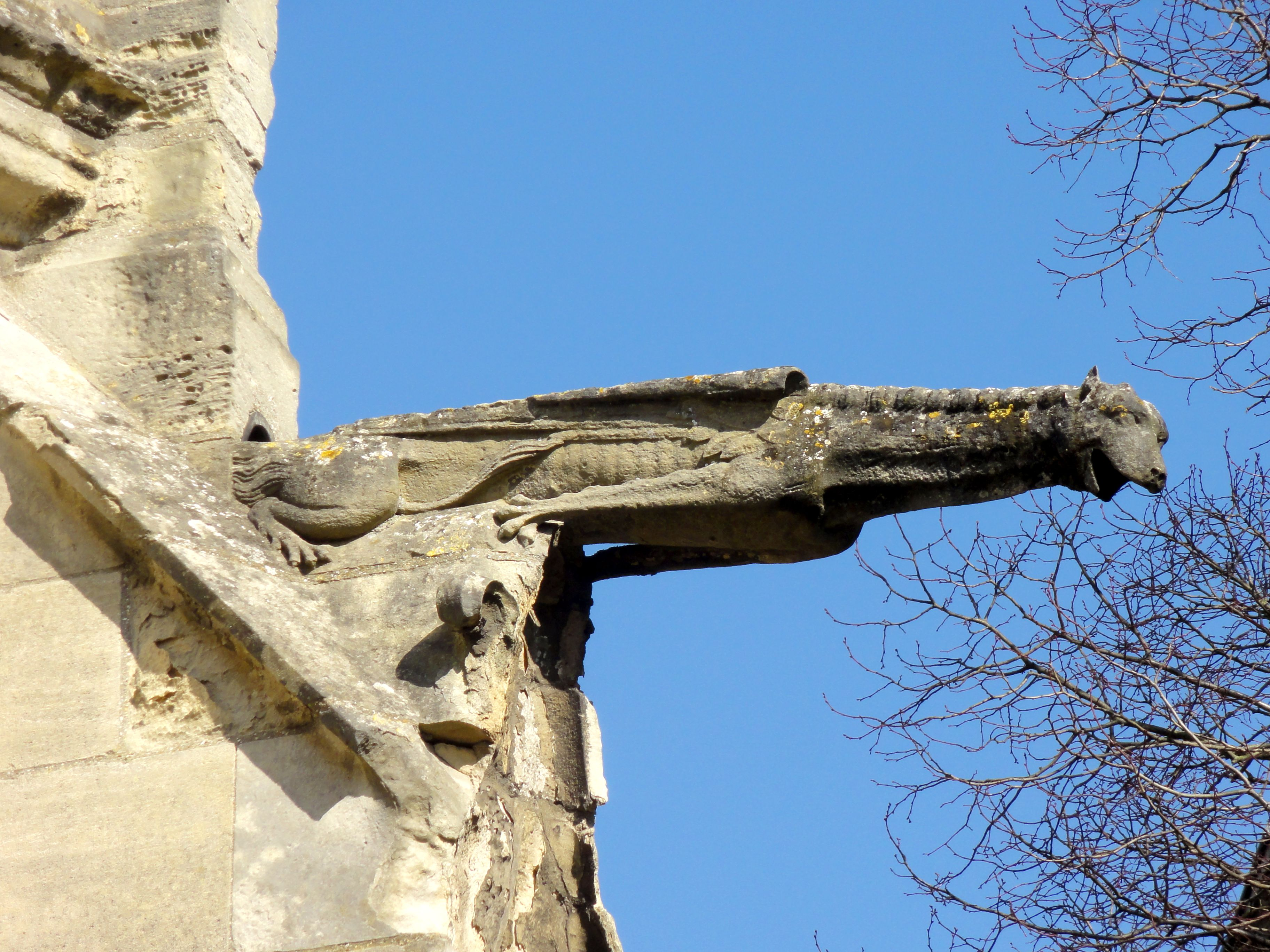
Gargouille de l'abside.

## Mobilier

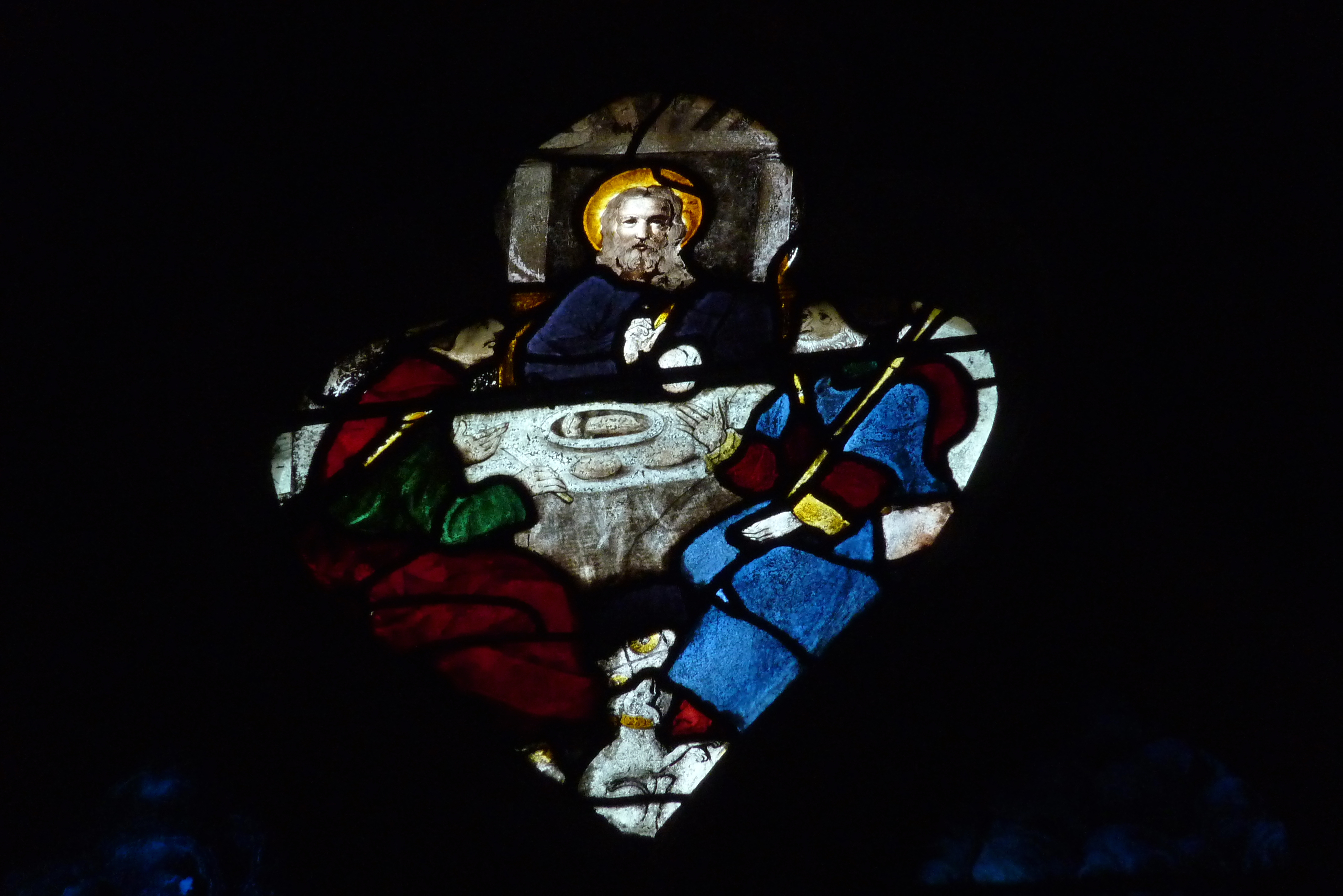
Les pèlerins d'Emmaüs.

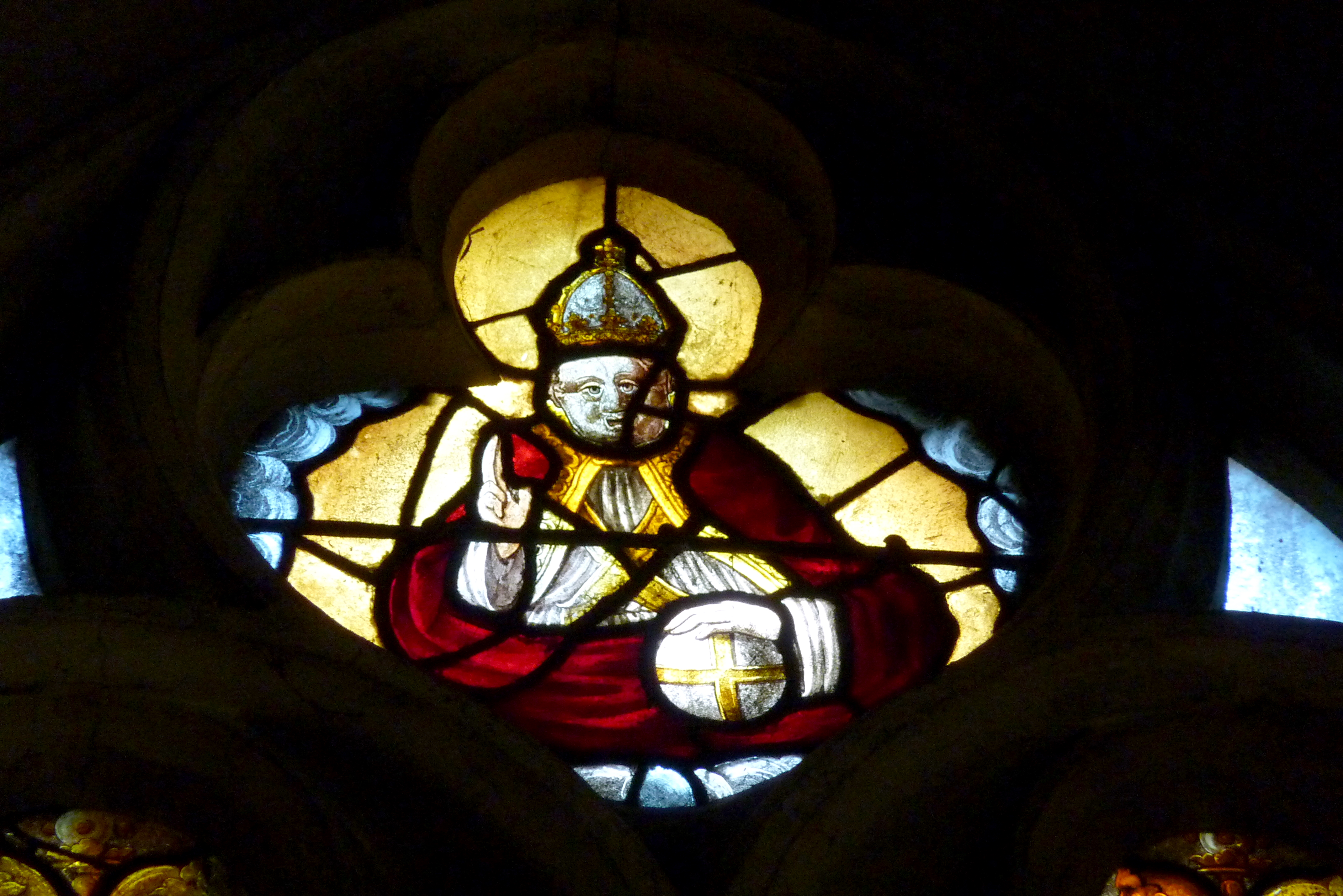
Dieu le père.

Parmi le mobilier l'église, six éléments sont classés monument historique au titre objet. Six verrières et deux fragments de vitraux du chœur et du collatéral nord sont classées au titre immeuble.

### Vitraux
Les verrières de la Renaissance datant de la fin des années 1530 sont les suivantes ; elles sont classées au titre immeuble par arrêté du 7 juillet 1905 : 
- Verrière no 1 (pan nord-est de l'abside), à deux lancettes : sainte Barbe et saint Nicolas au premier registre, figures de donateurs au second registre, et le pélican mystique au tympan.
- Verrière no 3 (au nord de l'abside), à trois lancettes : arbre de Jessé.
- Verrière no 5 (chevet du collatéral nord), à deux lancettes : les pèlerins d'Emmaüs au tympan ; potentiellement un arrière-plan paysager au deuxième registre, le reste étant caché par le retable de la Vierge.
- Verrière no 7 (pan oblique du collatéral nord), à une lancette : Pietà avec saint Jean et un ange.
- Verrière no 9 (2e travée du collatéral nord), à deux lancettes : figures de donateurs en prière et Présentation de Marie au Temple au premier registre ; sainte Barbe et l'Annonciation faite à Marie au second registre ; Ecce homo au tympan. Selon une inscription visible en bas, la restauration a été effectuée en 1881 par Charles Lévêque, peintre-verrier à Beauvais.
- Verrière no 11 (1re travée du collatéral nord), à deux lancettes : Scènes de la vie de la Vierge — la Visitation de la Vierge Marie et la Nativité du Christ au premier registre ; l'Adoration des Mages et l'Annonciation faite à Marie au deuxième registre ; la Vierge Marie en prière au tympan.
- Verrière no 6 (chevet du collatéral sud), à deux lancettes : Dieu le père au tympan, le reste de la verrière datant de la fin du XIXe siècle.

Au troisième quart du XIXe siècle, le baron Ferdinand de Guilhermy écrit à propos de ces vitraux : « Les vitraux de l'église d'Herblay sont de belles œuvres de la première moitié du XVIe siècle. Au temps de nos excursions, ils avaient encore échappé, par une rare fortune, aux recherches des entrepreneurs de restaurations ». En 1985, Barat et al. adoptent une opinion positive : « Quelques années plus tard, M. Soufflot fit refaire à neuf et orner de vitraux les fenêtres méridionales du chœur, qui étaient endommagées. On répara en même temps les autres verrières avec goût et dans le style du XVIe siècle ».

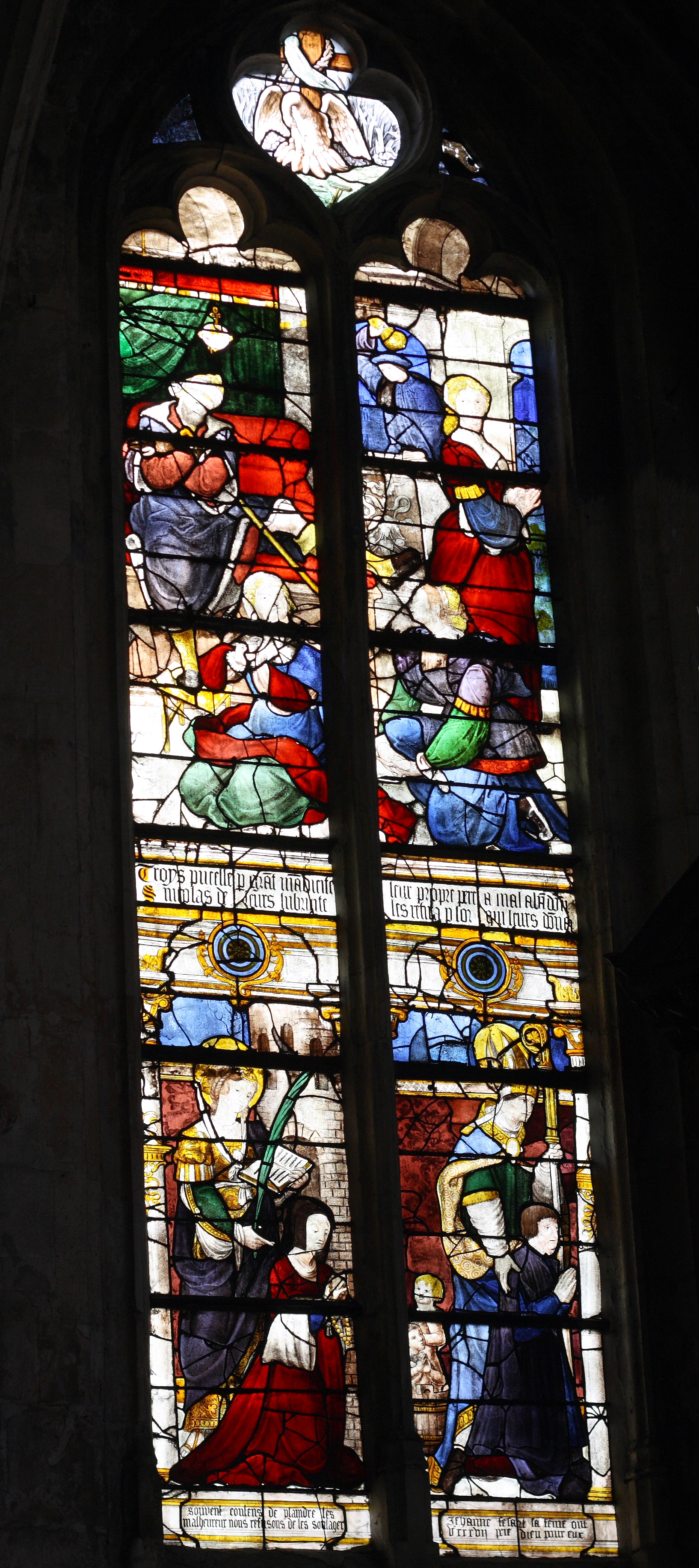
Verrière no 1 - Sainte Barbe et saint Nicolas.
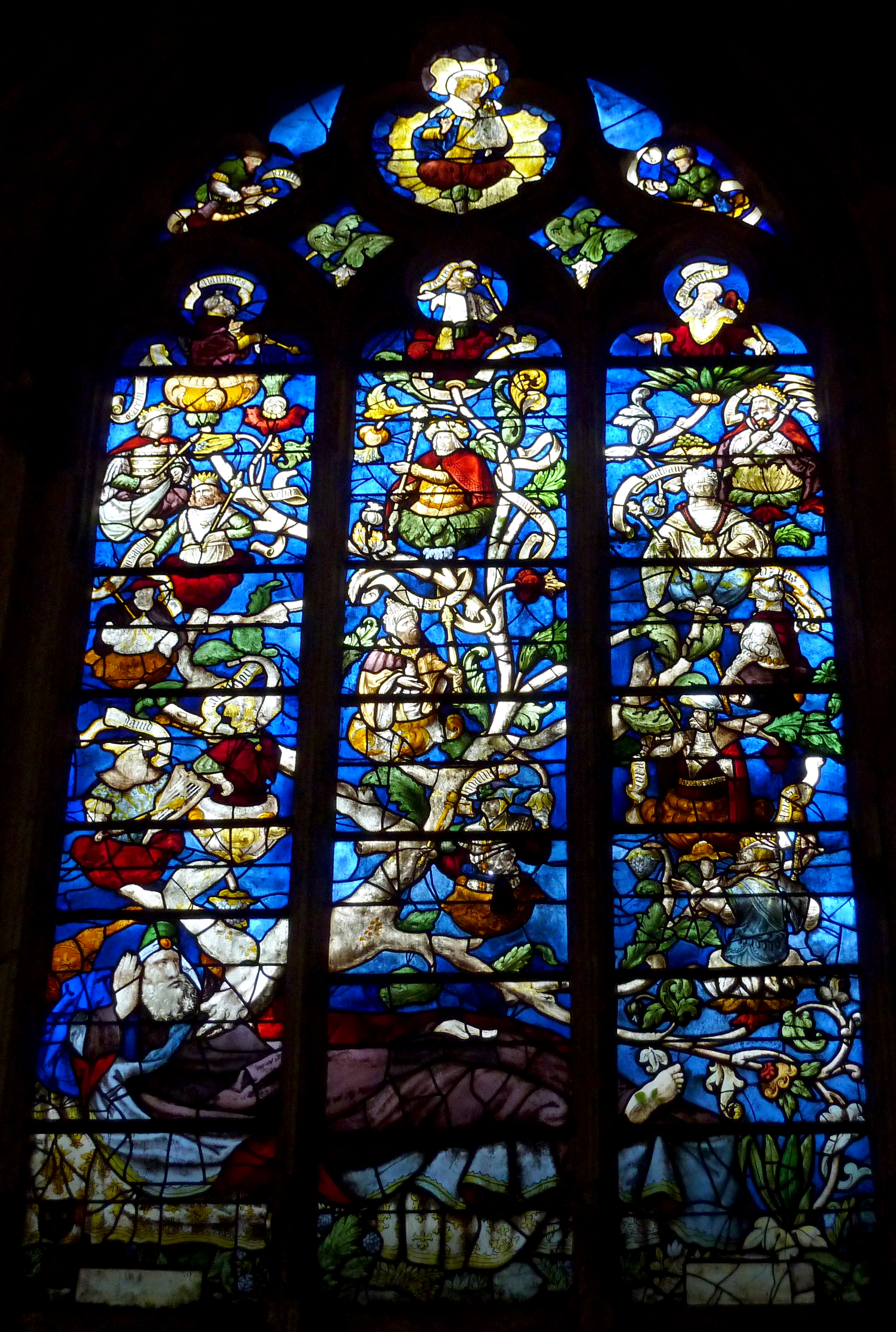
Verrière no 3 - Arbre de Jessé.
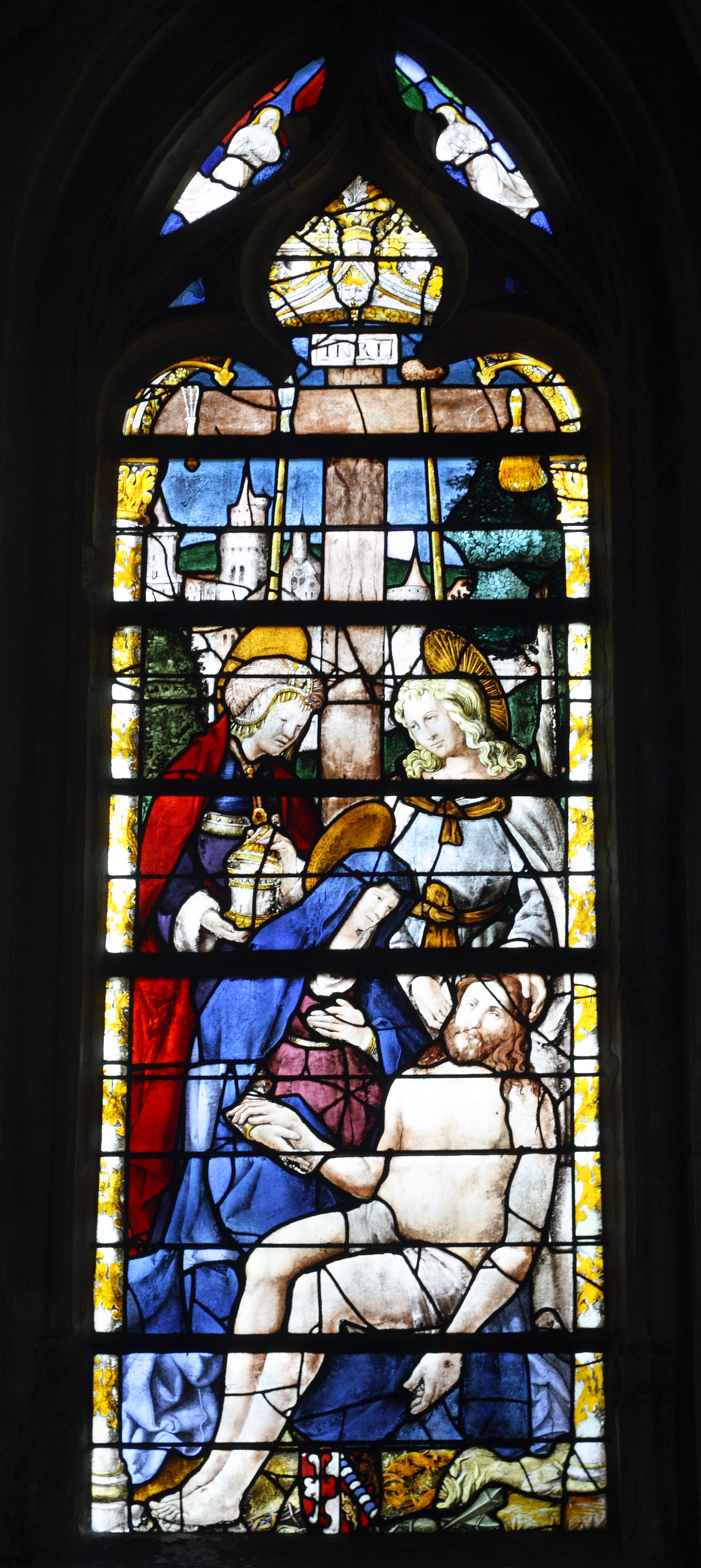
Verrière no 7 - Pietà.
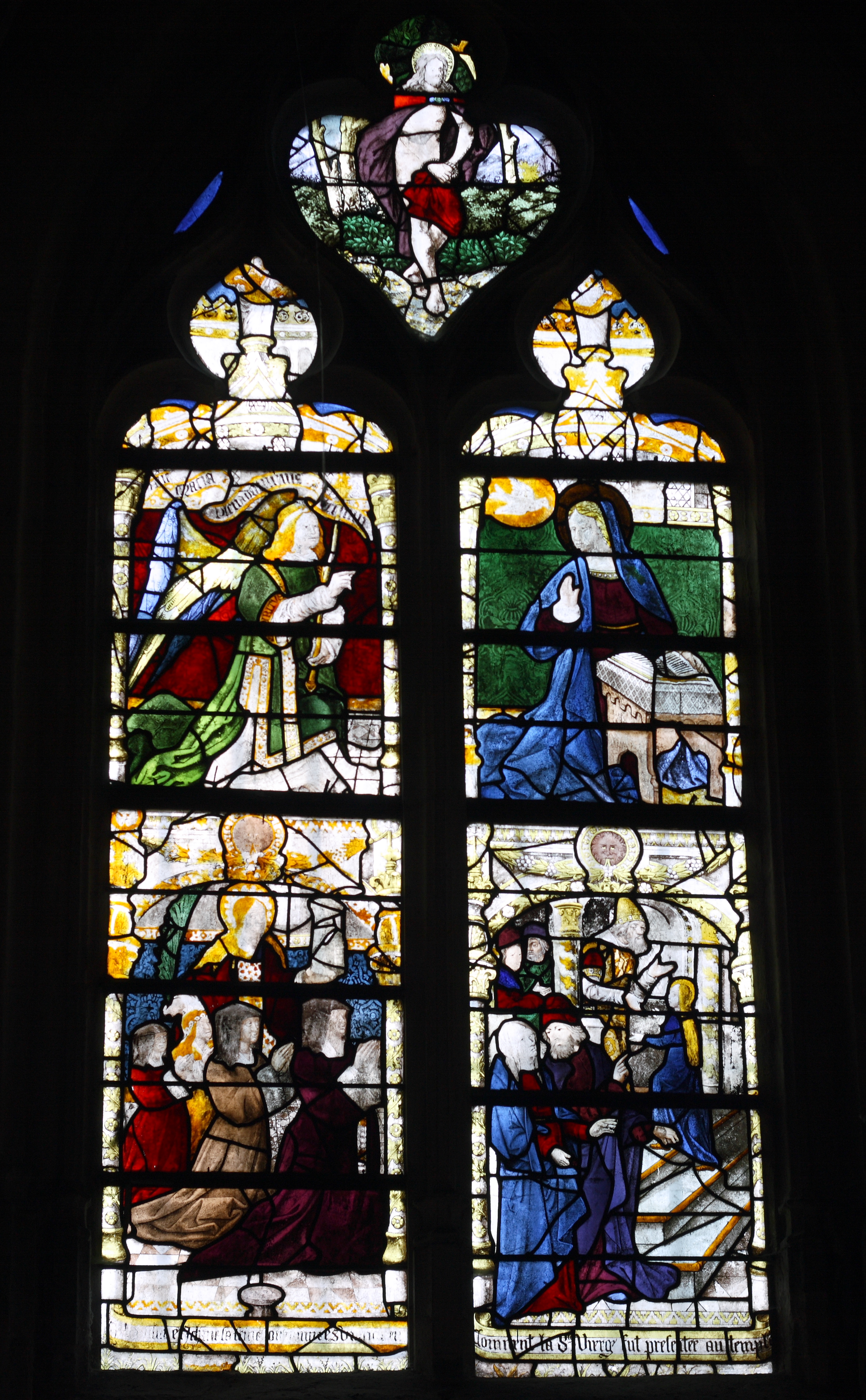
Verr. no 9 - Annonciation et Présentation de Marie au Temple.
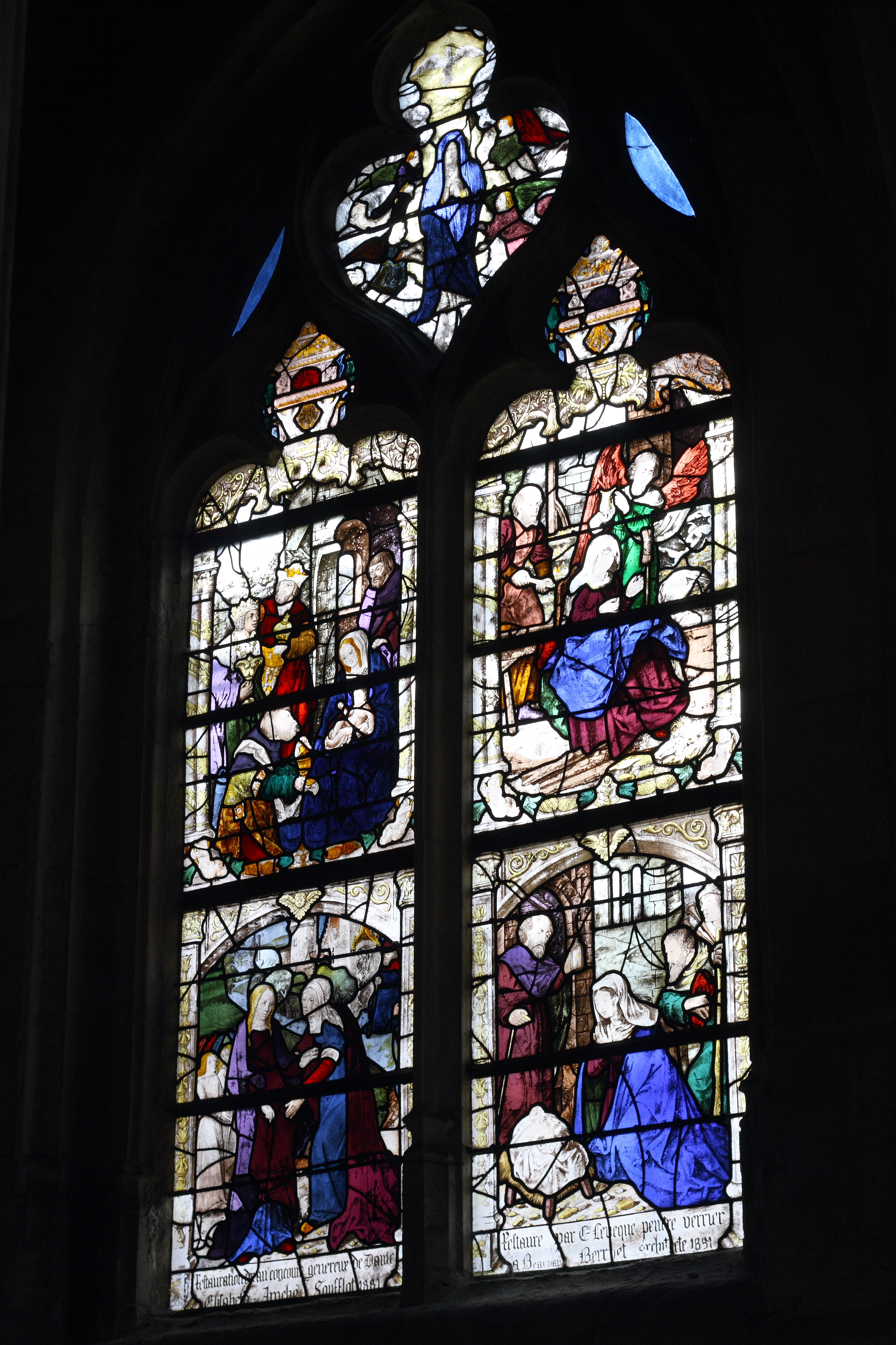
Verrière no 11 - Scènes de la vie de la Vierge.

### Dalles funéraires
Parmi les nombreuses dalles funéraires redressées contre les murs et les plaques de fondation que contient l'église, deux sont classées par arrêté du 12 juillet 1912 :
- La dalle funéraire à effigie gravée du curé Nicolas Hellet, mort en 1613, mesure 185 cm de hauteur pour 95 cm de largeur. Le défunt est représenté en chasuble, entre deux pilastres ornés de deux figurines et portant des chapiteaux doriques supportant un fronton en plein cintre. Cet encadrement est assez usé. L'épitaphe n'est plus que partiellement lisible : « ...repose le corps de venerable et discrette persne me Nicolas Hellet prbr curé de leglise Derblay natif et bourgeois de Barneville sur la mer diocèse de Constances lequel décéda le 11e jour de juillet mil six cens treize Priez Dieu pour ... »[24],[25].
- La dalle funéraire à effigie gravée du curé Jacques Hellet, neveu du précédent, mort de la peste le 11 novembre 1626, mesure 187 cm de hauteur pour 105 cm de largeur. Le défunt est représenté en chasuble, barbe en pointe, sous un fronton où l'on aperçoit deux anges tenant des palmes. Sur les piédroits, figurent quatre pères de l'Église avec leurs attributs : saint Ambroise, saint Augustin, saint Jérome et saint Grégoire. L'épitaphe n'est plus que partiellement lisible : « gist le corps de venerable et discrette presre me Jacques Hellet me es art en la faculté de Paris prbr curé d'Herblay natif et ... de Barneville sur la mer diocèse de Constance lequel deceda le XIe jour de novembre 1626 Priez Dieu pour son ame »[26],[25].

Les autres épitaphes encore déchiffrables peuvent être consultées dans l'ouvrage du baron de Guilhermy.

### Autres éléments du mobilier
- Le bénitier en pierre, à droite en entrant par le portail occidental, est datable grâce à son inscription : « Je fus icy posé par Martin Anger 1627 ». Il se compose d'un pied en forme d'un balustre galbé, et d'une cuve ovale ornée de godrons, où quatre médaillons représentant des portraits humains figurent à équidistance sur la bordure. Ce bénitier est classé depuis 1913[28].
- Le groupe sculpté en terre cuite de la Charité de Saint-Martin est attribué au sculpteur Barthélémy de Mélo, et datable du dernier quart du XVIIe siècle. Il mesure 173 cm de hauteur pour 169 cm de largeur, et a été restauré en 1999, soit trois ans après le classement. La monture est sculptée en bas-relief, et fixé en applique sur le support en bois ; la tête, les bras, la jambe gauche et une partie du manteau de saint Martin sont en haut-relief, et le mendiant est réalisé tout entier en ronde-bosse. Des œuvres similaires existent dans l'église Saint-Martin d'Écommoy, et à Château-du-Loir[29].
- L'aigle-lutrin en bois taillé et doré date du dernier quart du XVIIIe siècle, et a été restauré en 1997. Le classement remonte à 1911[30].
- Le tableau du retable du maître-autel, peint à l'huile sur bois, représente l'Assomption de la Vierge Marie, et est une copie d'après un original français de la seconde moitié du XVIIe siècle. Il mesure 161 cm de hauteur pour 250 cm de largeur avec le cadre, et a été restauré en 2005. Le classement remonte à 1988[31]. Le retable lui-même a été installé dans la même année, et s'affiche dans un style baroque fleuri. Des chutes de fleurs bordent le cadre du tableau. À gauche et à droite, des colonnes corinthiennes torsadées sont enlacées de ceps de vigne, et supportent un entablement avec corniche à denticules, où une tête de chérubin entre deux ailes et une guirlande se profilent sur la métope. Les deux segments du fronton brisé sont reliés par une guirlande, qui s'enroule aux deux extrémités. Les marches de l'autel ont été abaissés, afin que le tabernacle ne cache plus la partie inférieure du tableau[32]. Le retable et l'autel ne sont pas encore classés.

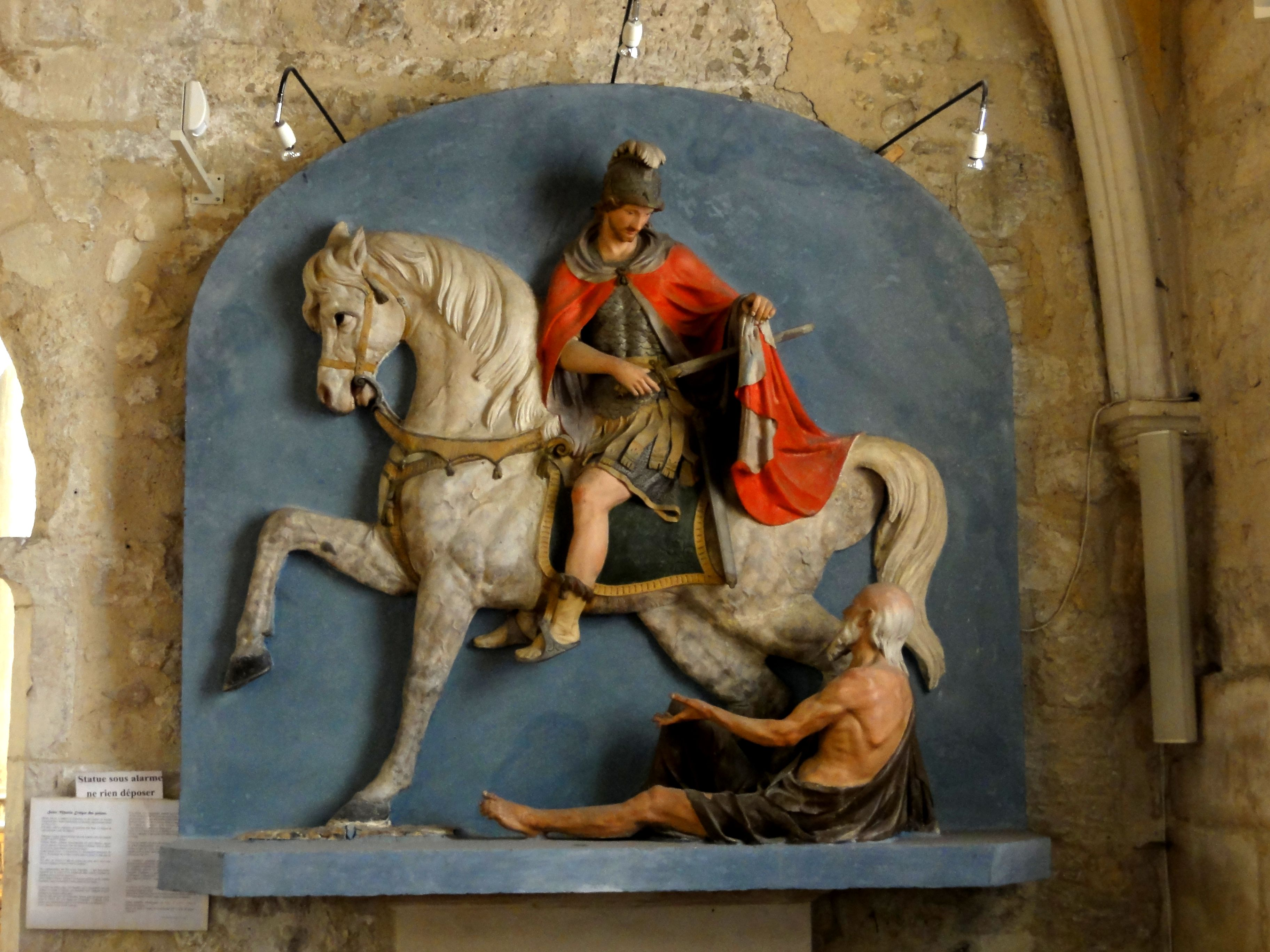
Charité de saint Martin.
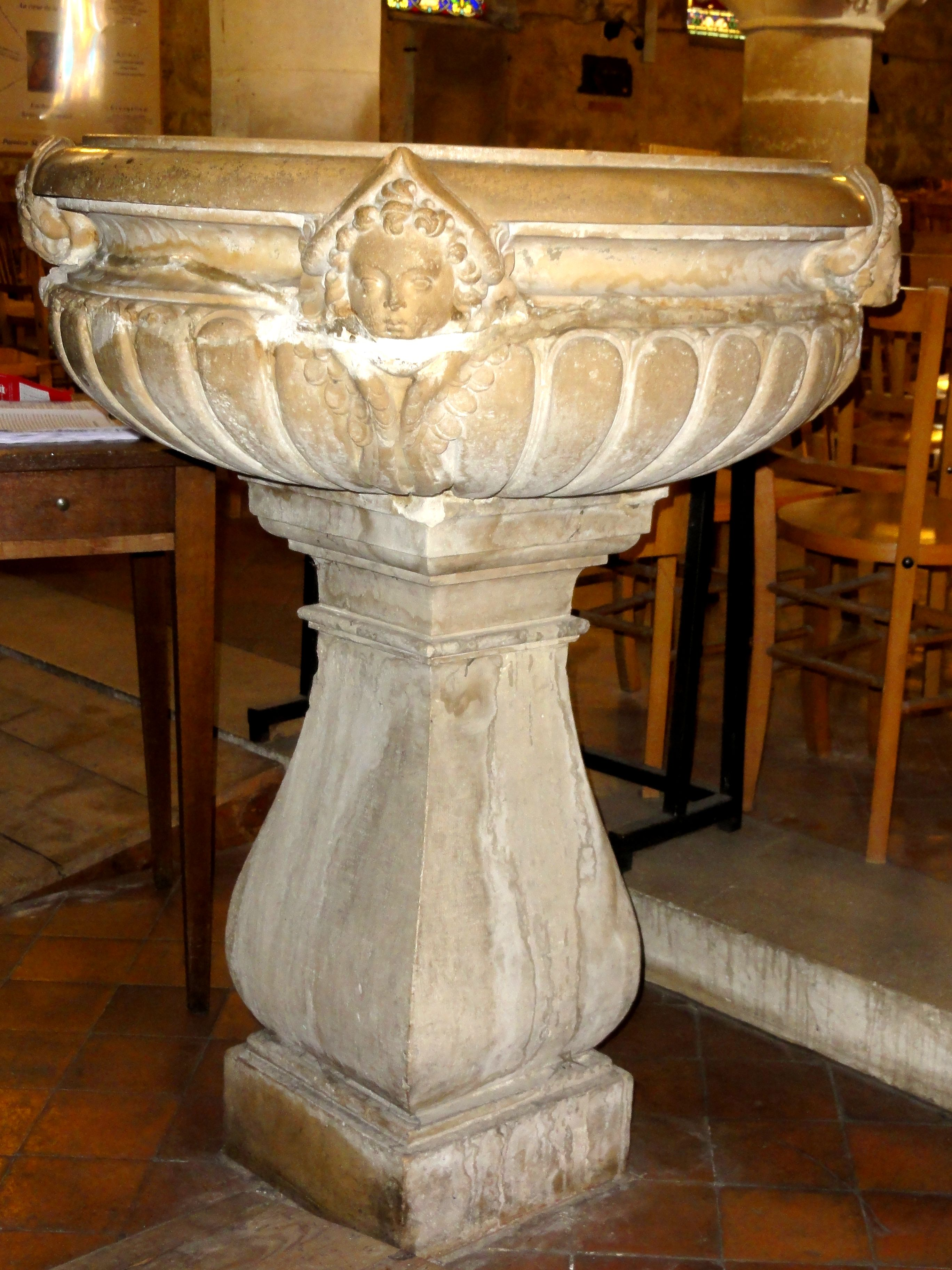
Bénitier.
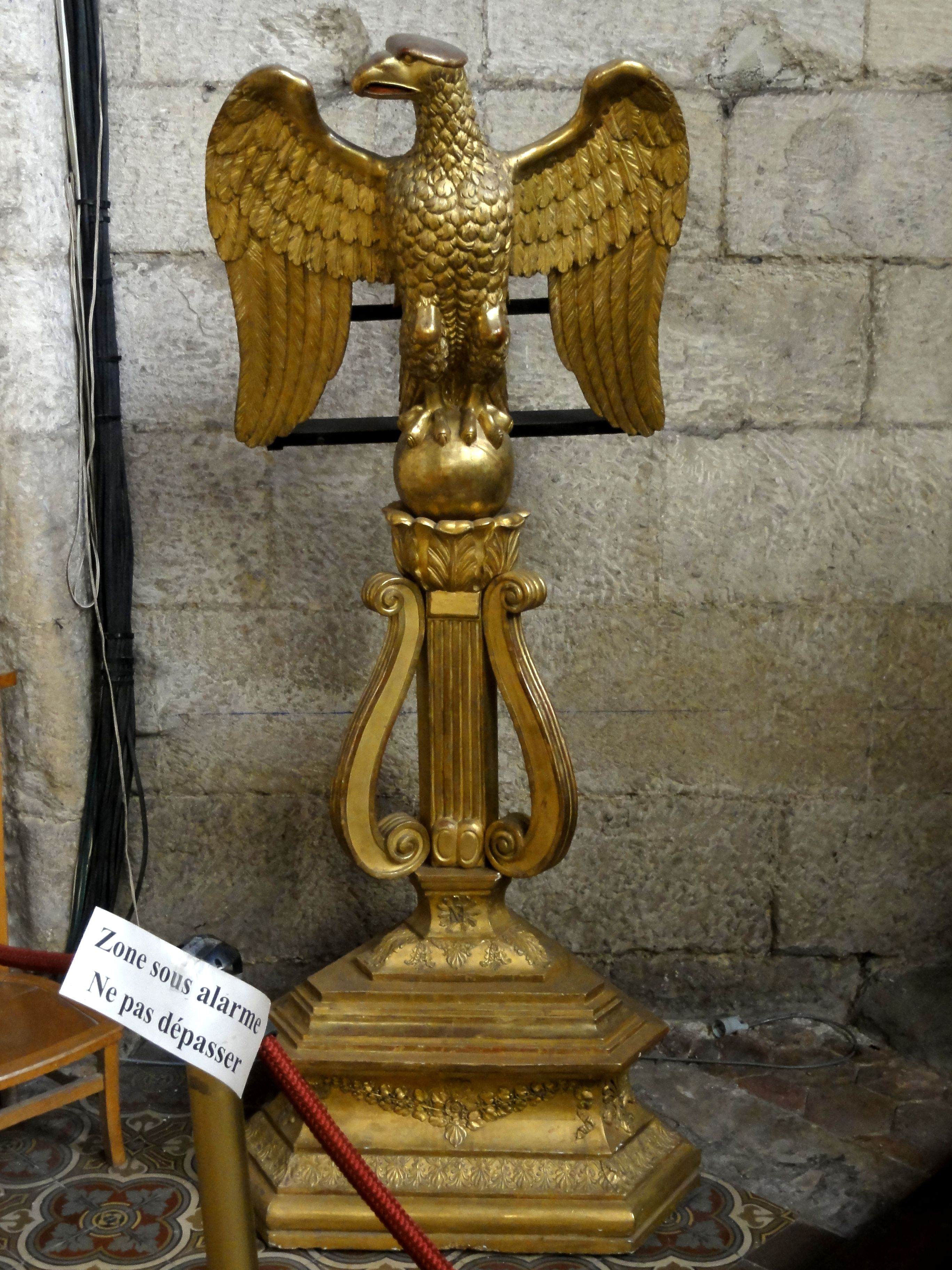
Aigle-lutrin.
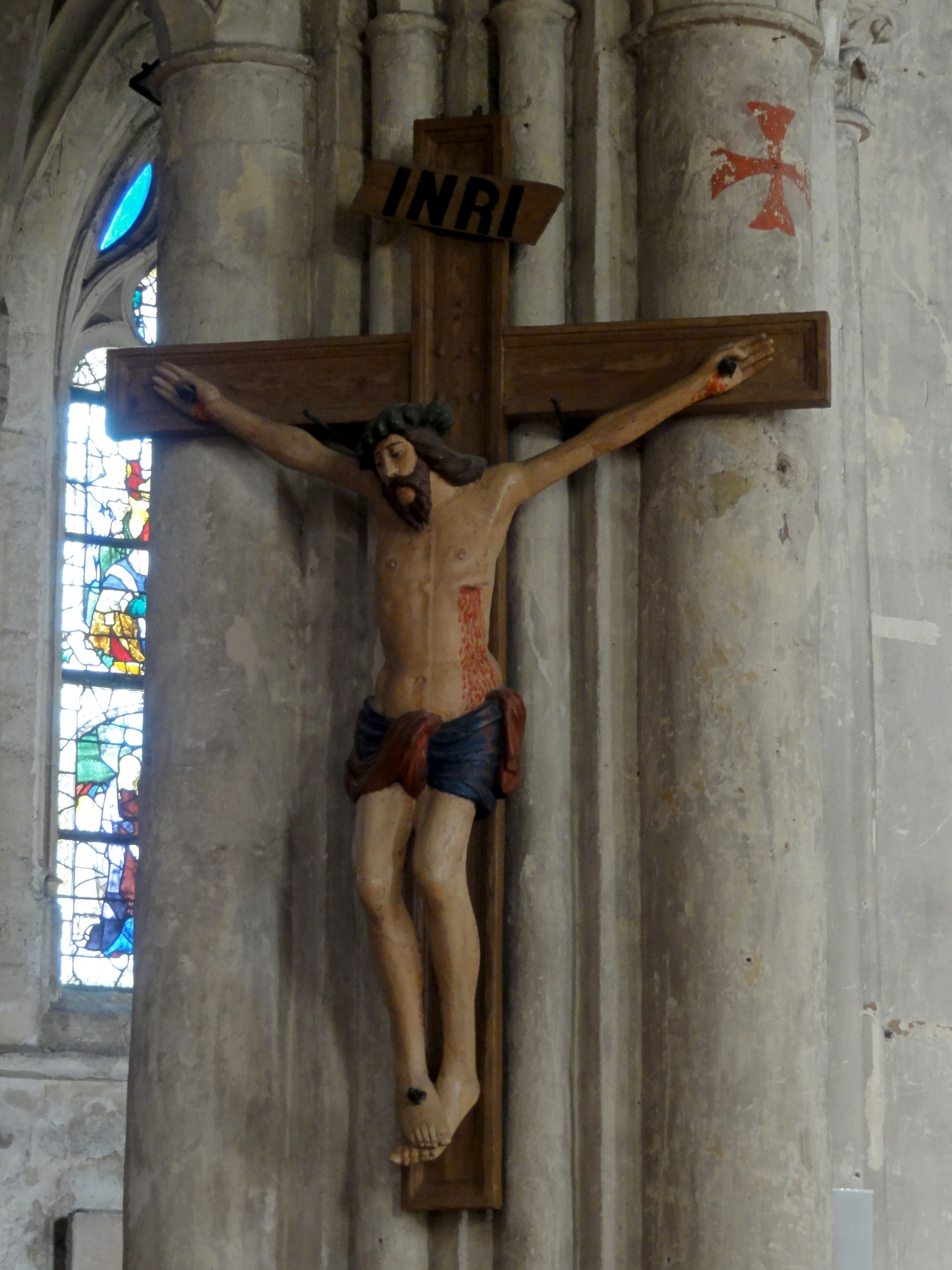
Christ en croix.
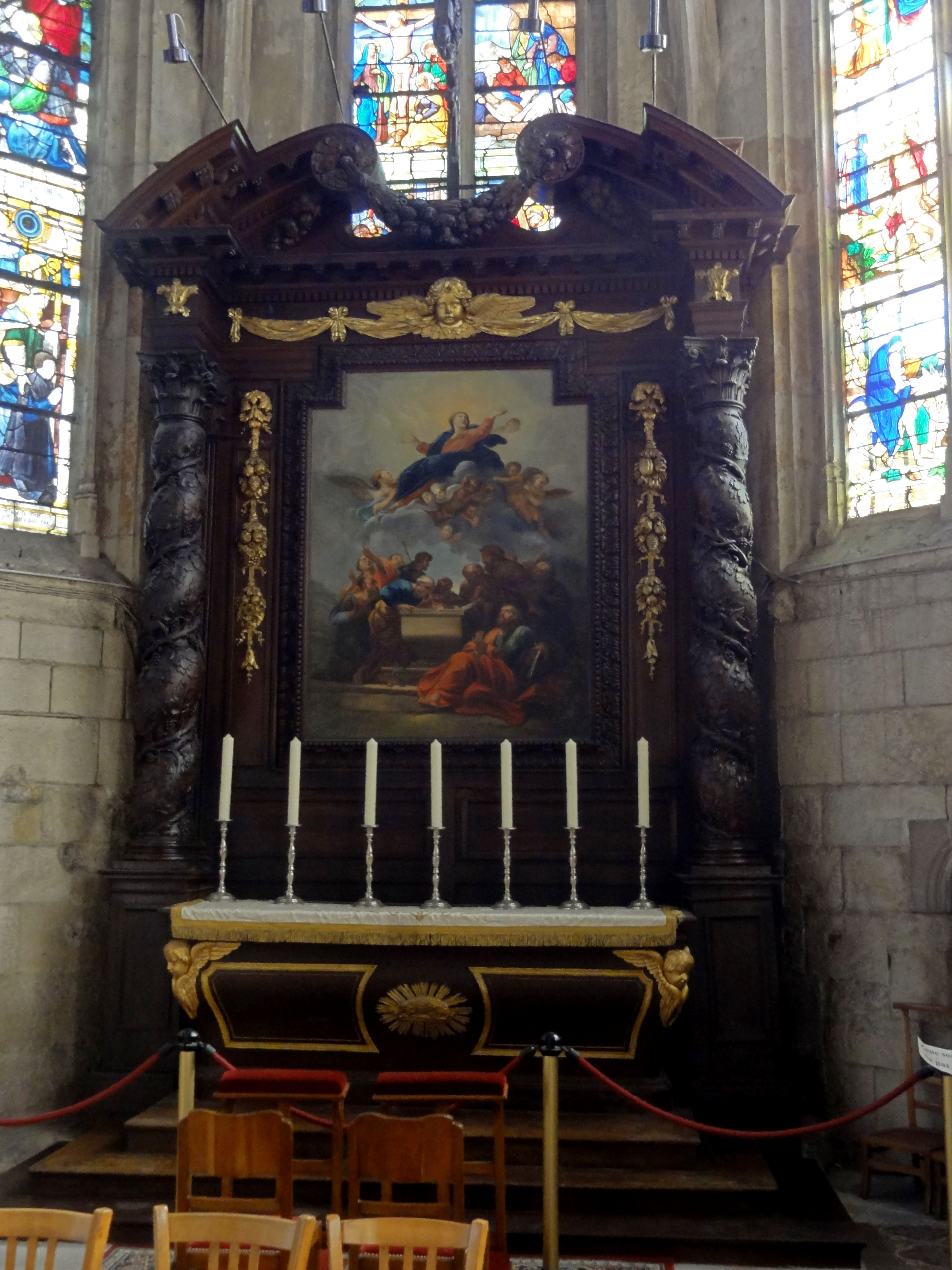
Retable du maître-autel.
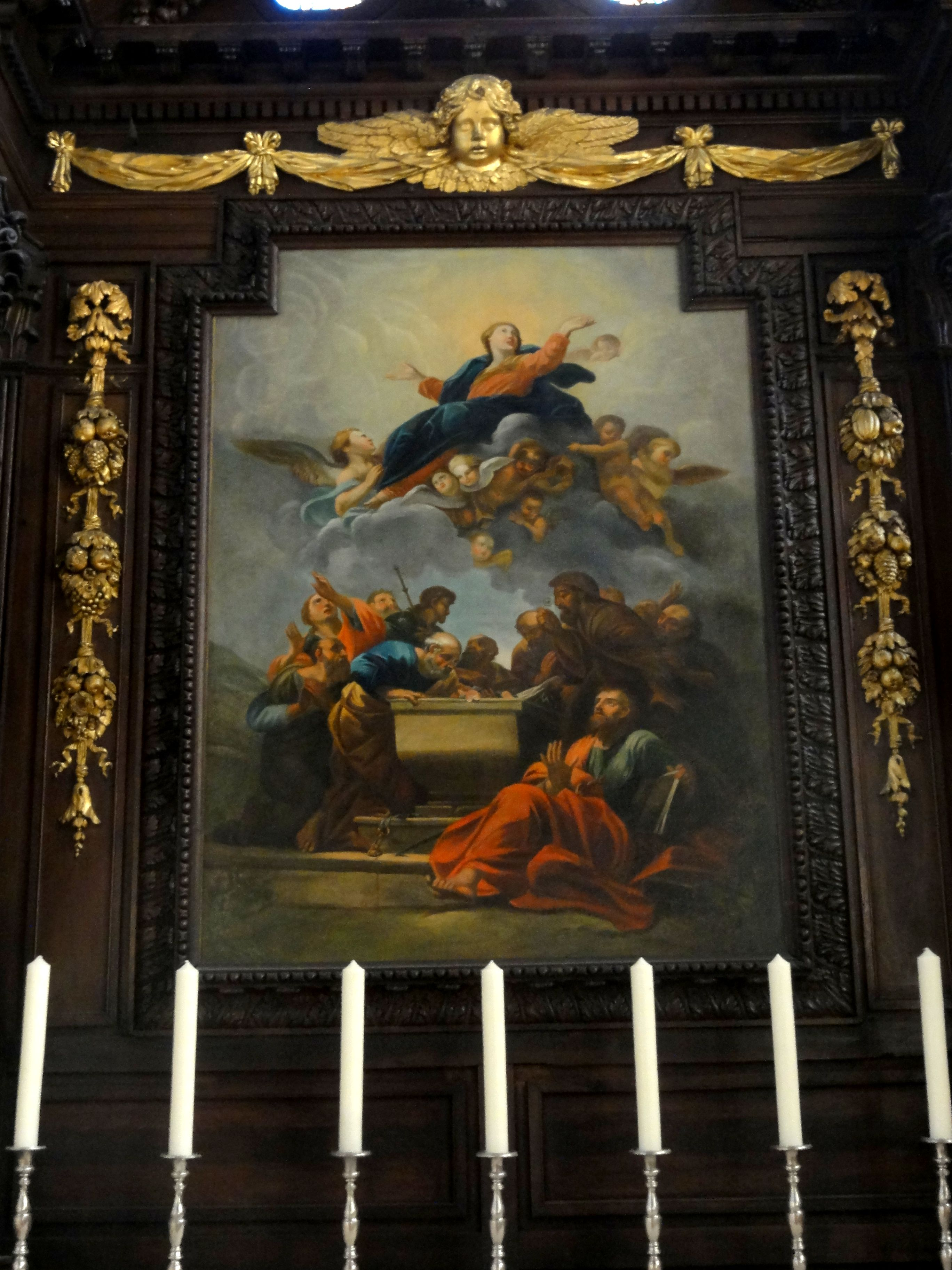
Retable - l'Assomption.